# Storia di Milano

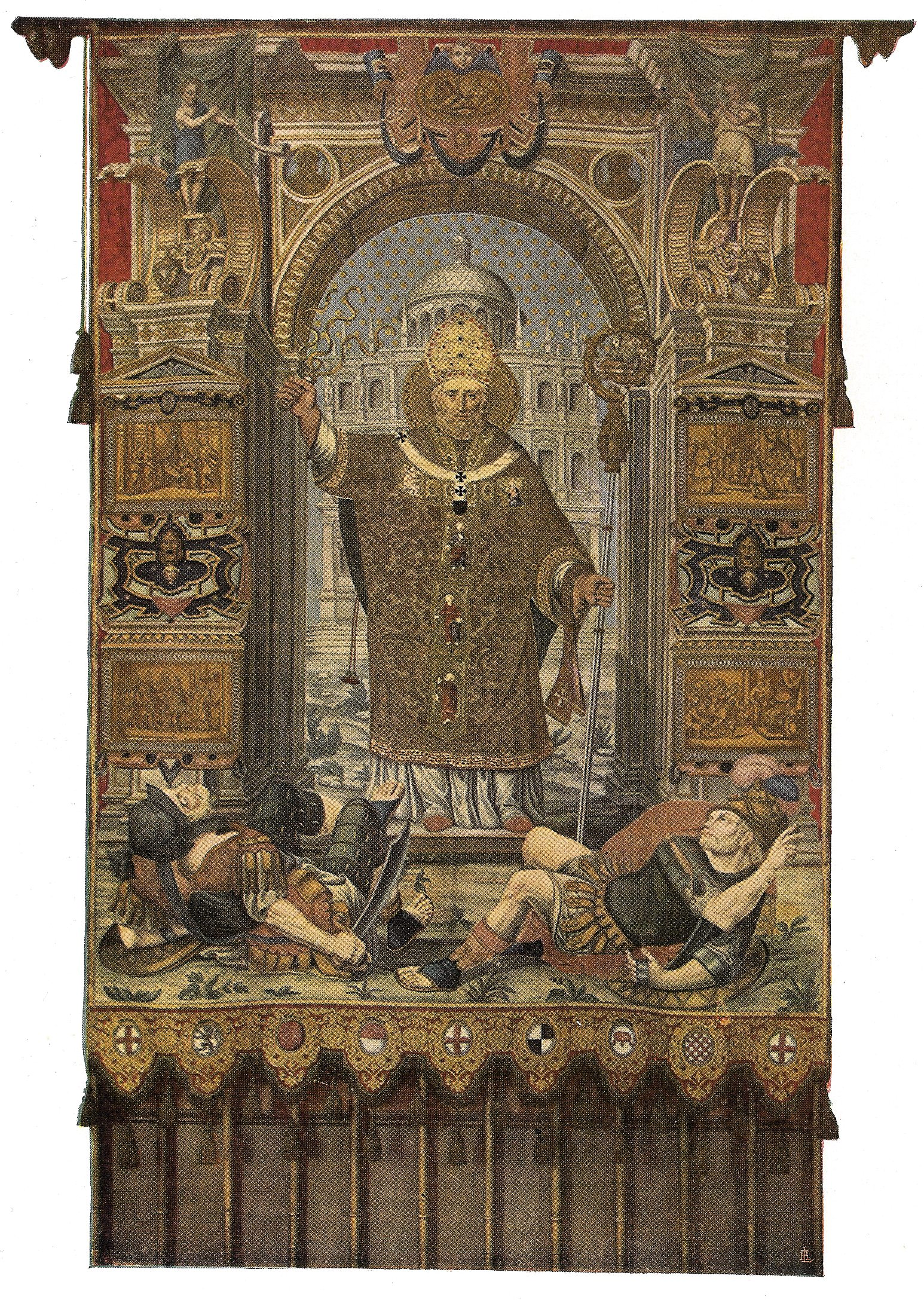
Il gonfalone di Milano. È un arazzo realizzato intorno al 1565 dai ricamatori Scipione Delfinone e Camillo Pusterla su disegno di Giuseppe Arcimboldi e Giuseppe Meda. È custodito nel Castello Sforzesco, nella Sala del Gonfalone. Esso raffigura, al centro, Sant'Ambrogio, munito di una sferza, in atto di cacciare gli Ariani. Una sua copia, che è custodita a Palazzo Marino, nella Sala dell'Alessi, viene esibita nelle ricorrenze ufficiali più importanti per rappresentare la città di Milano

La storia di Milano inizia durante l'epoca celtica, durante la quale una tribù di questa popolazione, facente parte del gruppo degli Insubri e appartenente alla cultura di Golasecca, fonda in Pianura Padana, intorno al 400 a.C., un piccolo villaggio a cui diede il nome di Mediolanum.
In effetti, il nome antico di Milano è attestato come Mediolanum presso le antiche fonti scritte latine e come Mediólanon presso le fonti greche.
Esiste anche un'attestazione epigrafica del nome di Milano nella lingua celtica locale, presente in un graffito ritrovato su un tratto delle mura romane di Milano, dove si legge Meśiolano tracciato in un alfabeto etrusco settentrionale (con o), come nella generalità delle iscrizioni galliche. Il simbolo trascritto ś è qui usato per rappresentare una /d/ etimologica, come mostrano altri usi di tale simbolo in celtico, oltre al fatto che questo stesso segno ᛞ in runico ha precisamente il valore di /d/.
In Mediolanum i linguisti riconoscono, tradizionalmente, un termine composto formato dalle parole medio e (p)lanum, ovvero "in mezzo alla pianura" o "pianura di mezzo", con *planum divenuto lanum con caduta della p- di inizio di parola, che è tipica delle lingue celtiche.
Alcune teorie diffuse in scritti non specialistici, che ignorano l'esistenza di una sicura attestazione del nome celtico offerta dal graffito sopra ricordato, fanno riferimento ad un ipotetico toponimo celtico Medhelan, che avrebbe il significato di "in mezzo alla pianura", vista la sua posizione centrale nella Pianura Padana, oppure di "luogo fra corsi d'acqua" data la presenza dei fiumi Olona, Lambro, Seveso e dei torrenti Nirone e Pudiga; altre ipotesi individuano il significato di "santuario centrale" (con riferimento, per il secondo termine del composto, a lanon = "santuario") oppure quello di "terra fertile" (celt. med = "fertile"; land o lan = "terra").
Nonostante una certa diffusione di questa teoria (peraltro solo in scritti italiani recenti, perlopiù non specialistici), il termine Medhelan è opera di una ricostruzione soggettiva e non è attestato in alcuna fonte antica, epigrafica o letteraria.
Il suono dh, presente nella ricostruzione dell'indeuropeo rappresenta una media aspirata, e le medie aspirate in celtico sono ricadute nelle medie, per cui non stupisce trovare il suono d in Mediolanum, mentre non è chiaro che valore avrebbe dh nella ricostruzione *Medhelan.
Il primigenio insediamento celtico che diede origine a Milano fu in seguito, da un punto di vista topografico, sovrapposto e sostituito da quello romano. Mediolanum, che fu conquistata dai Romani nel 222 a.C., venne successivamente ridenominata da questi ultimi, come è attestato da Tito Livio, Mediolanum. La città romana fu poi a sua volta gradualmente sovrapposta e rimpiazzata da quella medievale. Il centro urbano di Milano è quindi costantemente cresciuto a macchia d'olio, fino ai tempi moderni, attorno al primo nucleo celtico. Con il passare dei secoli Mediolanum accrebbe la sua importanza sino a divenire capitale dell'Impero romano d'Occidente. In questo periodo storico fu promulgato l'editto di Milano, che concesse a tutti i cittadini, quindi anche ai cristiani, la libertà di onorare le proprie divinità.
In prima linea nella lotta contro l'Imperatore del Sacro Romano Impero in età comunale, divenne prima signoria per essere poi innalzata a dignità ducale alla fine del XIV secolo, rimanendo al centro della vita politica e culturale dell'Italia rinascimentale. Nel XVI secolo perse l'indipendenza in favore di Francia, Sacro Romano Impero, e infine Impero spagnolo, per poi passare, quasi due secoli dopo, sotto la corona austriaca: grazie alle politiche asburgiche, Milano divenne il principale centro dell'illuminismo in Italia. Capitale del Regno d'Italia napoleonico, dopo la Restaurazione fu tra i più attivi centri del Risorgimento fino al suo ingresso nel Regno d'Italia sabaudo.
Principale centro economico e finanziario della penisola italiana, Milano ne guidò lo sviluppo industriale, costituendo con Torino e Genova il "Triangolo industriale", in particolar modo durante gli anni del boom economico quando lo sviluppo industriale e urbanistico coinvolse anche le città limitrofe, creando la vasta area metropolitana milanese. In ambito culturale, Milano è diventata il principale centro italiano dell'editoria ed è ai vertici del circuito musicale mondiale grazie alla stagione lirica del Teatro alla Scala e alla sua lunga tradizione operistica. Milano è anche tra i principali poli fieristici europei e del disegno industriale, ed è considerata una delle quattro capitali mondiali della moda.

## Origine del nome

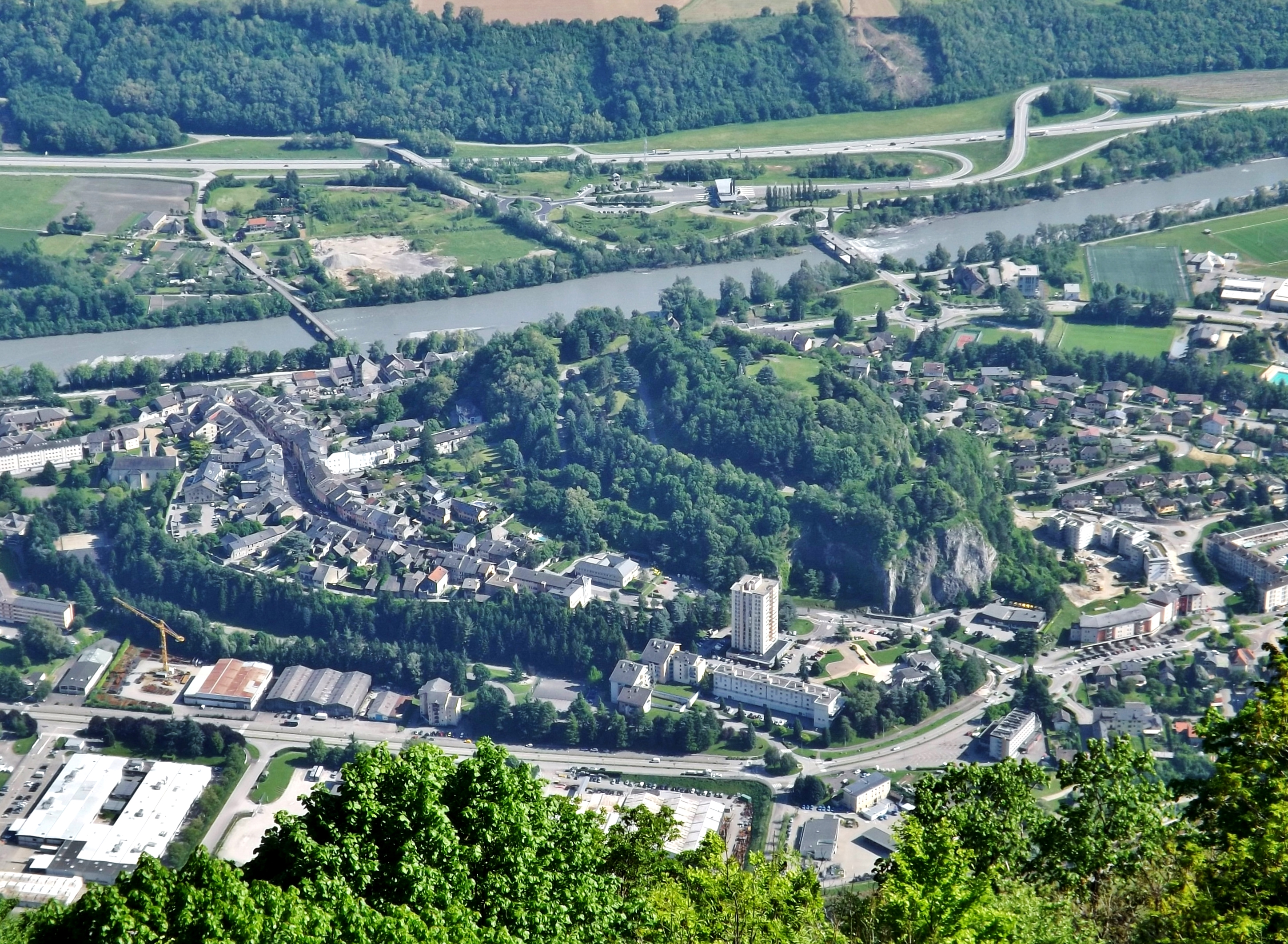
Veduta aerea di Montmélian, comune francese della Savoia, altro moderno centro abitato anticamente chiamato Mediolanum

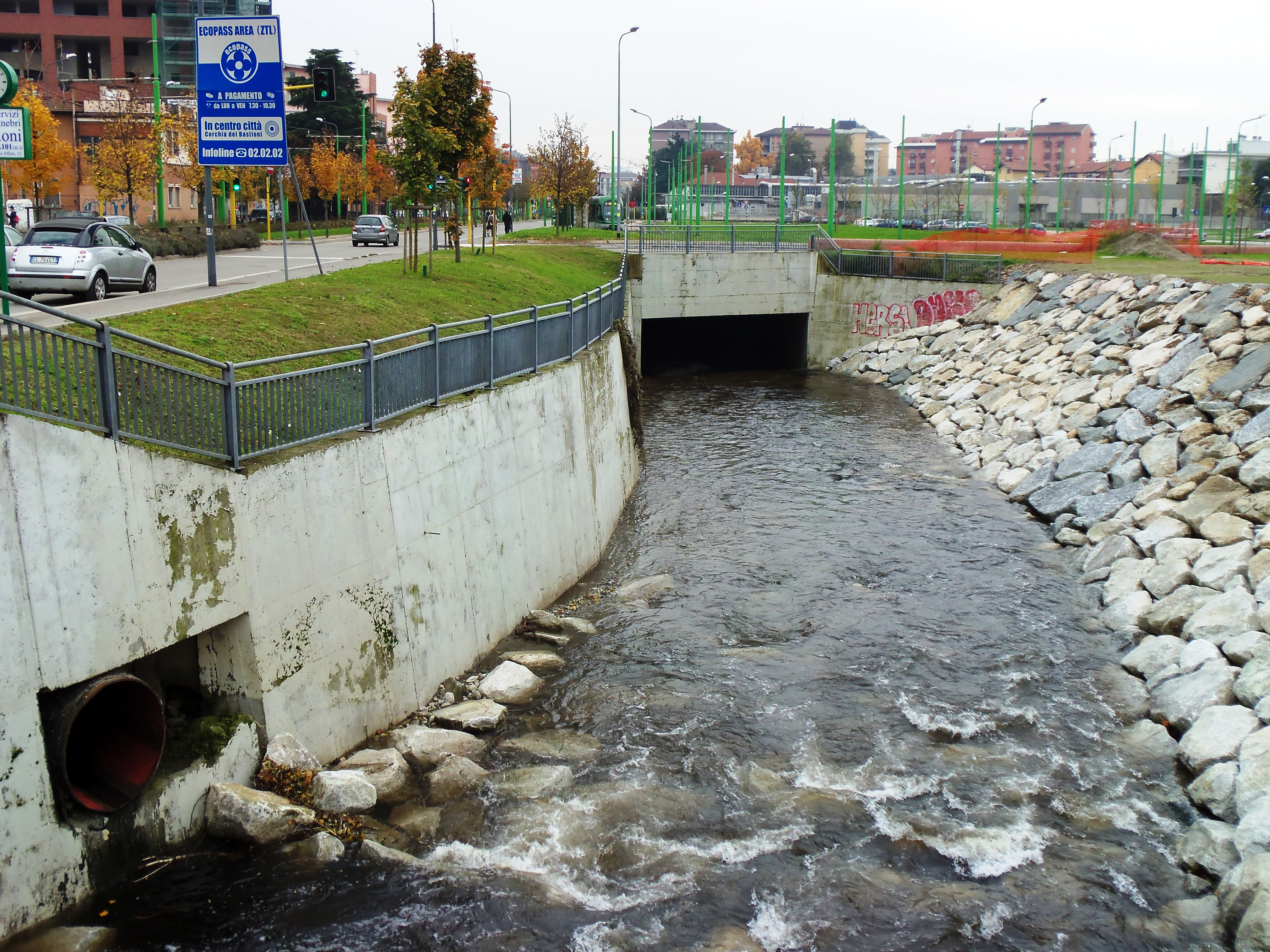
L'inizio della "tombinatura" del Seveso a Milano nel quartiere di Niguarda, in via Ornato

Nel toponimo Mediolanum, da cui deriva "Milano", i linguisti riconoscono, tradizionalmente, un termine composto formato dalle parole medio e planum, ovvero "in mezzo alla pianura" o "pianura di mezzo", con planum divenuto lanum per influsso della lingua celtica. Indicativa è infatti la caduta della p- di inizio di parola, che è tipico della parlata celtica.
Mediolanum potrebbe a sua volta derivare dall'originario toponimo celtico Medhelan, con il significato di "in mezzo alla pianura", vista la sua posizione centrale nella Pianura Padana, oppure di "luogo fra corsi d'acqua" (celt. medhe = "in mezzo, centrale"; land o lan = "terra"), data la presenza dei fiumi Olona, Lambro, Seveso e dei torrenti Nirone e Pudiga; altre ipotesi individuano invece il significato di Medhelan in "santuario centrale" (celt. medhe = "in mezzo, centrale"; lanon = "santuario") oppure in "terra fertile" (celt. med = "fertile"; land o lan = "terra").
L'originario toponimo celtico Medhelan mutò poi, come testimoniato da un graffito in lingua celtica presente su un tratto delle mura romane di Milano che risale a un periodo successivo alla conquista romana della Gallia Cisalpina, in Mesiolano. Il suono dh, scomparso dal dialetto milanese moderno, era invece presente nell'idioma locale antico parlato un tempo a Milano. Esso si trova, tra gli altri, oltre che in Medhelan, nei vocaboli antichi milanesi doradha (it. "dorata"), crudho (it. "persona brusca"), mudha (it. "cambia") e ornadha (it. "ornata"). In dialetto milanese, il nome più antico di cui è giunta traccia documentata è invece Miran.
Vi sono state decine di Mediólanon (nome dato dagli etnografi greci alle varie Medhelan) in tutta l'Europa celtica, soprattutto in Francia, tutte accomunate dalla medesima etimologia.

## Luogo di fondazione
Sulla scelta del luogo di fondazione di Milano oggi si avanzano tre supposizioni, più plausibili rispetto alle ipotesi leggendarie fatte da Tito Livio, che si basano sull'etimologia del nome Medhelan e sulle indagini archeologiche compiute in tempi moderni sul territorio milanese:
1. la scelta del luogo potrebbe essere stata dettata dalla presenza della "linea dei fontanili" laddove vi è l'incontro, nel sottosuolo, tra strati geologici a differente permeabilità, tipo di terreno che permette alle acque profonde di riaffiorare spontaneamente in superficie[33]. Ciò potrebbe significare che Medhelan sia nata su una lingua di terra che originariamente dava su una palude, in un luogo quindi ben difendibile.
2. potrebbe essere stata determinante la presenza di cinque corsi d'acqua nei suoi dintorni[9]: il Seveso e il Lambro a est, e il Pudiga, il Nirone e l'Olona a ovest.
3. Medhelan potrebbe, infine, essere stata fondata nei pressi di un importante e preesistente santuario celtico che era situato nei pressi della moderna piazza della Scala.

## Mappa del territorio originario di Milano

Mappa con la ricostruzione dell'idrografia originaria e del territorio di Mediolanum prima delle modifiche compiute dai Romani. L'area paludosa indicata come pantano diventò poi, dopo lavori di bonifica, il porto fluviale romano di Milano. Il centro del villaggio celtico era situato nei pressi della moderna piazza della Scala, dove era presente il santuario principale della comunità. Il successivo villaggio romano venne stabilito nei pressi l'odierna piazza San Sepolcro, nel suo centro fu poi costruito il foro romano di Milano

## Epoca celtica

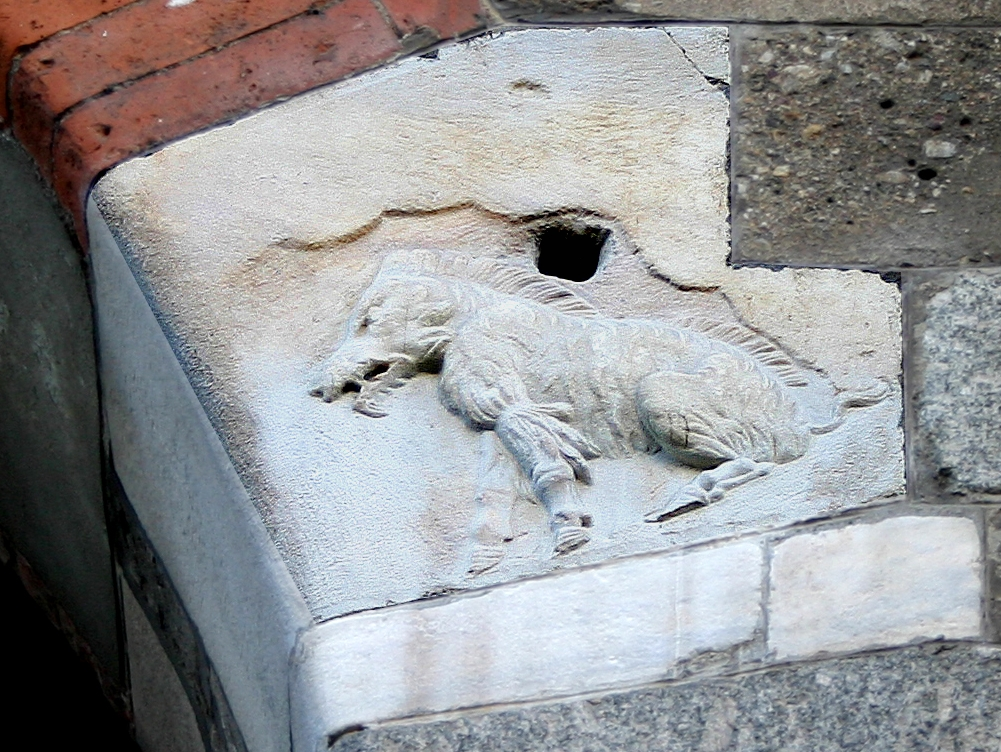
Bassorilievo della scrofa semilanuta su un piedritto del Palazzo della Ragione di Milano, testimoniante le origini celtiche della città

La leggenda vuole che Milano sia stata fondata da Belloveso, nipote di Ambigato, a capo della migrazione della tribù dei Biturigi, nel 590 a.C..
La città sarebbe stata poi fondata intorno al 400 a.C., forse con il nome di Medhelan, da una tribù celtica facente parte della tribù degli Insubri e appartenente alla cultura di Golasecca nei pressi di un santuario. Come dimostrano prove archeologiche raccolte nel XIX secolo, Milano nacque come un piccolo villaggio, che un po' alla volta andò ingrandendosi.
Il primigenio insediamento celtico, che fu in seguito, da un punto di vista topografico, sovrapposto e sostituito da quello romano, venne successivamente ridenominato dagli antichi Romani, come è attestato da Tito Livio, Mediolanum. La città romana fu poi a sua volta gradualmente sovrapposta e rimpiazzata da quella medievale. Il centro urbano di Milano è quindi costantemente cresciuto a macchia d'olio, fino ai tempi moderni, attorno al primo nucleo celtico.
Nel V secolo a.C. si assistette al declino dei centri golasecchiani posti lungo il corso del Ticino, probabilmente a vantaggio di una rete di traffici gravitante attorno al nuovo centro celtico insubre di Medhelan. La carta di distribuzione dei ritrovamenti della prima età del ferro mostra che il l'insediamento golasecchiano di Medhelan (V secolo a.C.) occupasse un'area di circa 12 ettari nei pressi della moderna piazza della Scala. L'invasione di popolazioni celtiche provenienti dalla Gallia e dalla Boemia del IV secolo a.C. segnò convenzionalmente il passaggio dalla prima alla tarda età del ferro in Italia settentrionale. A differenza di altre popolazioni del Nord Italia, però, gli Insubri seppero resistere all'invasione mantenendo un'identità di popolo.

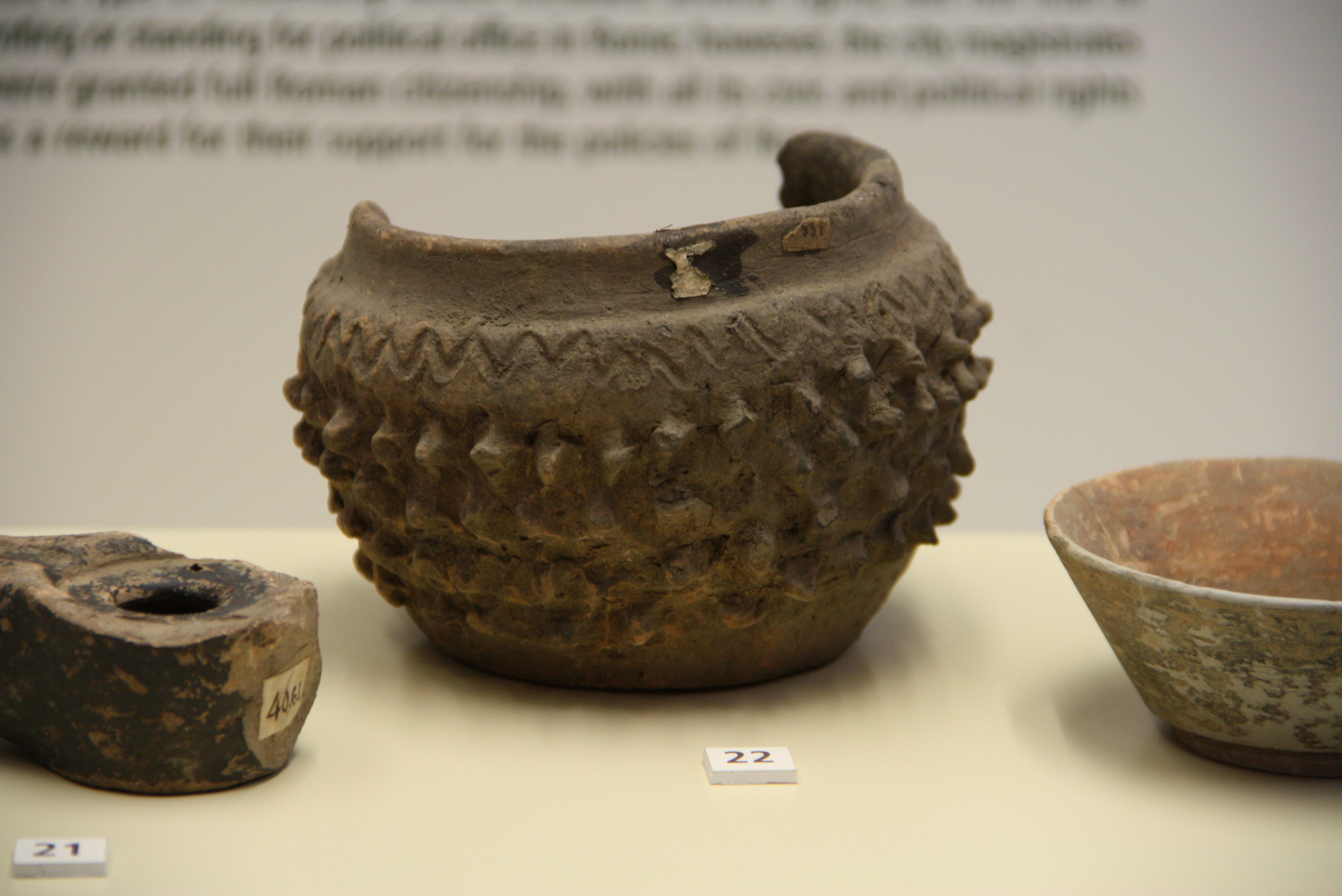
Olletta celtica risalente al periodo precedente la conquista romana (III-II secolo a.C.), che è conservata al Civico museo archeologico di Milano

Secondo invece la tradizione leggendaria riportata da Tito Livio e poi ripresa in epoca medioevale da Bonvesin de la Riva la fondazione di Milano avvenne nel VI secolo a.C. nel luogo dove fu trovata una scrofa semilanuta, per opera della tribù celtica guidata da Belloveso che sconfisse gli Etruschi, popolazione che fino ad allora avevano dominato la zona, nella battaglia del Ticino.
Secondo un'altra tradizione leggendaria, riportata da Bernardino Corio nella sua Storia di Milano che l'attribuisce a Catone, Milano fu fondata da Medo e Olano, due comandanti etruschi durante l'espansione di questa civiltà nella cosiddetta "Etruria padana". Plinio il Vecchio, nella sua Naturalis historia, attribuisce genericamente ai Celti la fondazione della città senza entrare nel dettaglio.
In base ai ritrovamenti archeologici, l'oppidum celtico doveva avere medesima localizzazione ed estensione dell'insediamento golasecchiano, che era più antico, ma non sono mai venute alla luce opere difensive urbane, probabilmente costruite in legno e terra, evento che spiega l'attribuzione della definizione di "villaggio" da parte di Polibio e Strabone.

## Epoca romana

Modello in legno conservato presso il Civico museo archeologico di Milano che mostra una ricostruzione della Mediolanum imperiale

Dopo essere stata la più importante città dei Celti insubri, Milano fu occupata nel 222 a.C., in seguito ad un aspro assedio, dai consoli romani Gneo Cornelio Scipione Calvo e Marco Claudio Marcello, la conquista fu contrastata dalla discesa di Annibale al quale la popolazione locale si alleò. Fu solo nei primi anni del II secolo a.C. che gli Insubri e i Boi si assoggettarono alla dominazione romana.
Poco si sa della Milano celtica e poco anche della prima Milano romana (chiamata poi, dagli antichi Romani, Mediolanum). All'89 a.C. risale la legge di Pompeo Strabone (Lex Pompeia de Gallia Citeriore) che conferì alla città dignità di colonia latina. I notabili milanesi disapprovarono la dichiarazione della valle padana come semplice provincia, Gallia Cisalpina, e appoggiarono il tentativo del console Lepido di rovesciare i successori della corrente sillana. Il tentativo fallì e nel 77 a.C. la ribellione fu domata con una strage.
Per via della sua favorevole posizione di retrovia Milano fu strategica per le campagne di Cesare durante la conquista della Gallia. Negli anni dal 58 a.C. al 50 a.C. Milano divenne il più importante centro della Gallia Cisalpina e, sull'onda dello sviluppo economico, nel 49 a.C. venne elevata, nell'ambito della Lex Roscia, allo status di municipium. Il nuovo centro cittadino, che gravitava intorno al foro, si spostò di qualche centinaio di metri rispetto a quello celtico: quest'ultimo sorgeva dove ora è presente piazza della Scala, mentre quello romano era situato, come già accennato, nei pressi della moderna piazza San Sepolcro. Il centro cittadino romano fu l'evoluzione del castrum, ovvero del primigenio accampamento militare romano poi trasformato in insediamento abitato, che fu posizionato, per motivi strategici, poco a ovest dell'abitato celtico di Medhelan.

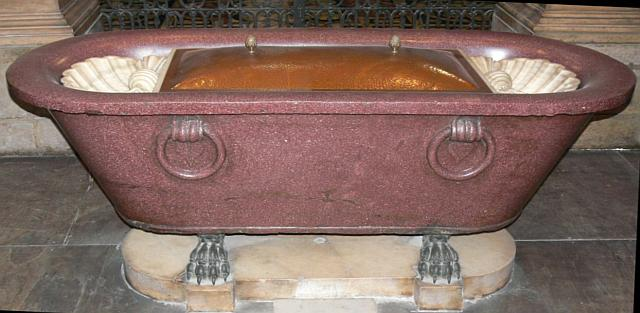
Sarcofago in porfido rosso egiziano dell'imperatore Massimiano, originariamente conservato nel Mausoleo imperiale di Milano, che dopo vari passaggi, è divenuto il battistero del Duomo di Milano

### Milano imperiale
Nell'età imperiale l'importanza militare, politica ed economica di Milano crebbe, con Roma che non era più centrale all'amministrazione e alla difesa dell'Impero, minacciato sui confini settentrionali: nel II secolo Milano viene insignita del titolo di colonia imperiale, mentre nel secolo successivo le ricorrenti invasioni barbariche ne misero in evidenza la qualità di avamposto di difesa. Qui al termine di una grande battaglia combattuta presso le sue mura nel 260, l'imperatore Gallieno riuscì a respingere un'orda di 300.000 Alemanni. Nell'occasione aprì, per la prima volta a Milano, una zecca mentre Aureliano, nel corso della ristrutturazione delle province, ne fece il capoluogo della regione di Aemilia et Liguria e sede di un ufficiale imperiale preposto a vigilare sul fronte occidentale, quello orientale era per contro sorvegliato da Aquileia. Nel 268 Milano fu assediata da Gallieno durante la guerra contro l'usurpatore Aureolo.
Milano si dotò di edifici importanti ed ebbe un grande anfiteatro (le rovine sono visitabili dalla sede della Soprintendenza Archeologica), con un'ellissi di 155 x 125 metri, il che lo rendeva il terzo anfiteatro romano per dimensioni, dopo il Colosseo e l'anfiteatro di Capua. Il suo abitato si espanse ben al di fuori delle mura romane realizzate da Augusto, arrivando a lambire la moderna Cerchia dei Navigli stradale.

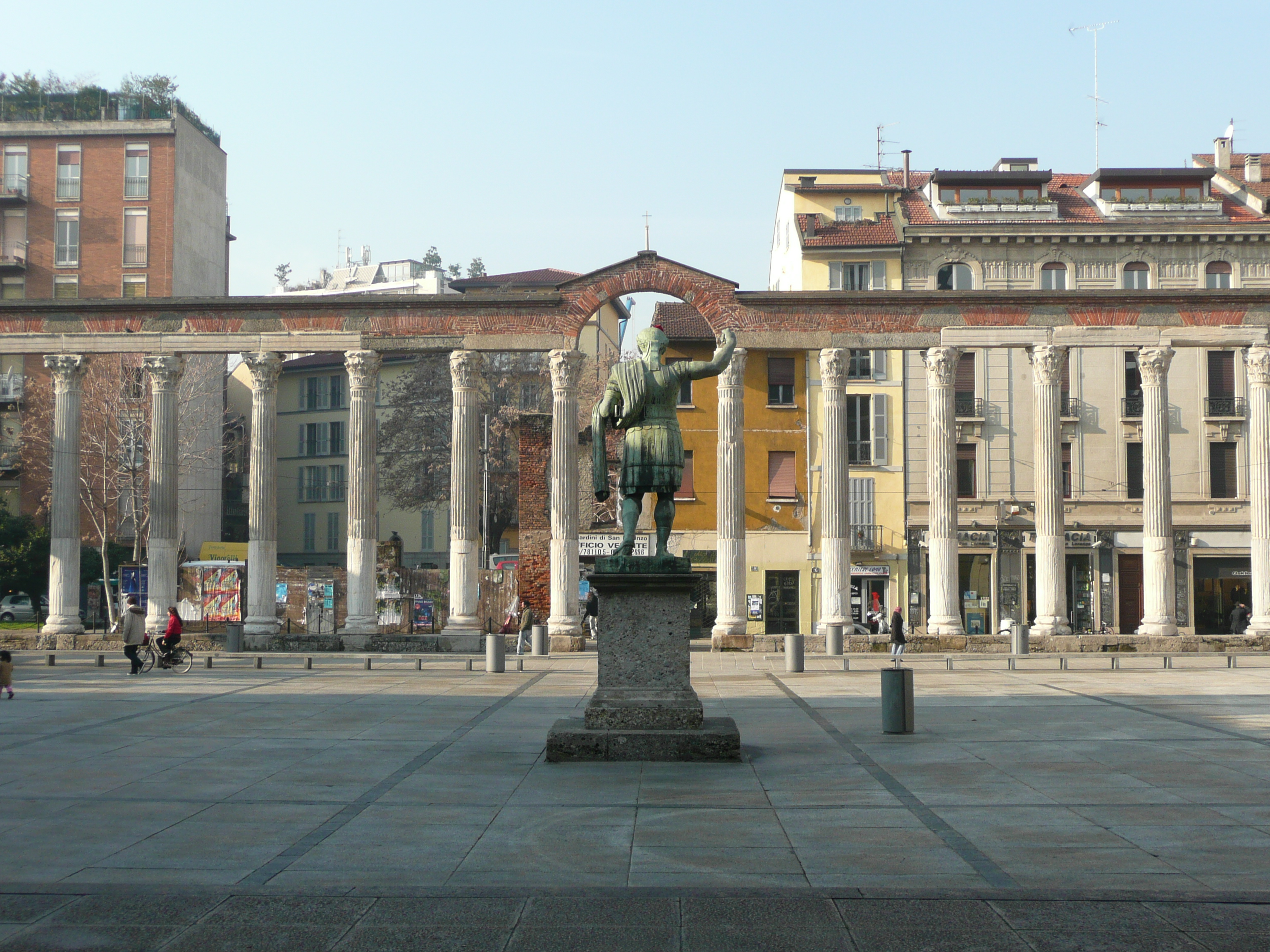
Vista panoramica delle colonne di San Lorenzo e della statua di Costantino

Quando Diocleziano decise di dividere l'Impero in due, scelse per sé l'Impero romano d'Oriente e Milano divenne residenza del suo "collega" Massimiano, a capo dell'Impero romano d'Occidente. Entrarono trionfalmente in città su un cocchio, con Diocleziano che si riservò l'appellativo di Giovio e Massimiano quello di Erculeo, da cui i nomi di due porte cittadine appartenenti alle mura romane di Milano: Porta Giovia e Porta Erculea. Nel 286 Massimiano fece costruire una seconda cerchia di mura (di circa quattro chilometri e mezzo), che allargò verso nord est l'originaria cinta muraria augustea. Le mura massimianee scorrevano nei pressi dell'attuale Foro Buonaparte (la denominazione dell'attuale via san Giovanni sul Muro" indica, in questo luogo, l'antica esistenza di una chiesa presso le mura romane), dove si apriva Porta Vercellina. Poi contornavano il circo scendendo a sud, ripiegavano verso est passando per l'attuale Carrobbio, proseguivano fino nei pressi di piazza Missori (qui vi era Porta Romana) risalivano fino alla Porta Argentea (vicino all'attuale San Babila) poi piegavano ancora a nord per raggiungere Porta Nuova (dove era presente la giù citata Porta Erculea). Le mura tornavano a ovest verso Foro Buonaparte toccando Porta Comasina (per Como e per il Lario) e la già menzionata Porta Giovia. 

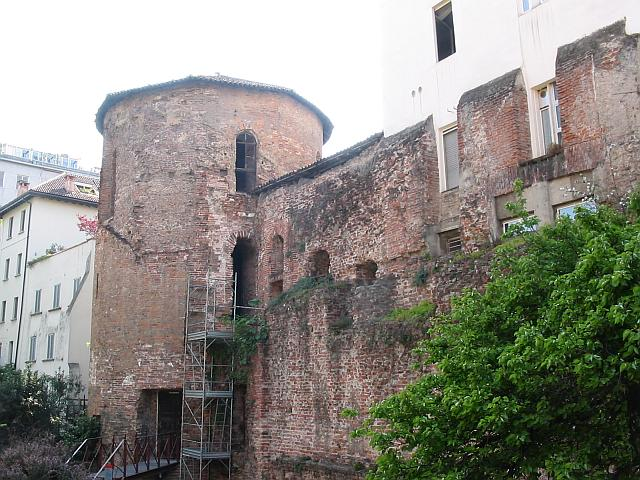
Un breve tratto delle antiche mura di Mediolanum dell'epoca dell'imperatore Massimiano, con a fianco una delle tante torri incluse nei 4,5 km di perimetro. Questi resti si trovano all'interno del cortile del Civico museo archeologico di Milano

Le mura avevano all'esterno un fossato, posto a una certa distanza, e quindi le porte (oltre che essere fornite di torri) possedevano, di fronte, un ponte che attraversava il corso d'acqua. Il tracciato dell'antico fossato romano esiste ancora oggi: corrisponde ai percorsi del Grande Sevese e del Piccolo Sevese, ovvero a due canali artificiali che scorrono ancora oggi nel sottosuolo della città coperti dal manto stradale.
Massimiano abbellì la città con vari monumenti, tra cui le Terme Erculee e un grande circo (450 x 85 m). Una delle due torri, che facevano parte dei cancelli del circo da cui partivano le quadrighe è stata trasformata in campanile ed esiste ancora (è diventato il campanile della chiesa di San Maurizio al Monastero Maggiore). Fece costruire anche il proprio mausoleo (identico a quello di Diocleziano a Spalato) i cui resti sono stati inglobati nella monastero di San Vittore al Corpo. Il suo sepolcro in porfido egiziano (dopo vari passaggi) ora è diventato il battistero del Duomo di Milano. Di questi monumenti restano poche tracce, come ad esempio le Colonne di San Lorenzo, che provengono da edifici romani risalenti al II o III secolo, probabilmente un tempio pagano sito nell'area dell'attuale piazza Santa Maria Beltrade, e che vennero trasportate nell'attuale locazione a completare la nascente basilica di San Lorenzo. Degna di nota è anche la zecca, che venne inaugurata sotto il governo dell'imperatore Gallieno.

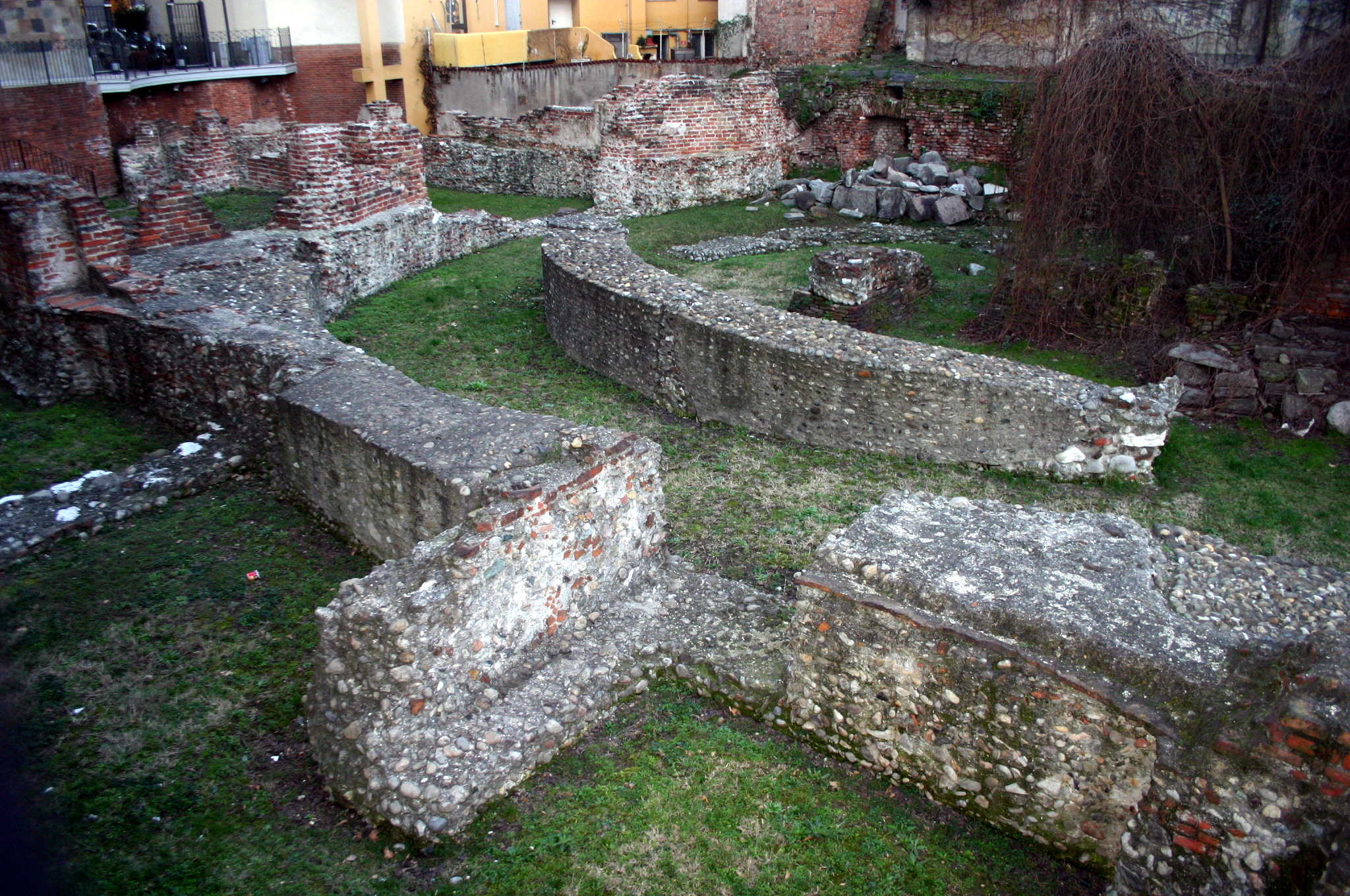
Resti del palazzo imperiale di Milano, costruito da Massimiano, che si trovano in via Brisa

Restano invece numerose iscrizioni marmoree che testimoniano le intense attività operaie, artigianali e mercantili dell'antica Mediolanum. Da segnalare anche i ruderi del circo (i circhi erano relativamente rari in Italia, e nel Nord Italia ve ne erano solo due, entrambi dovuti a Massimiano, uno a Milano e uno ad Aquileia). Vi sono anche i resti delle citate Terme Erculee (vicino alla moderna piazza San Babila, tra corso Vittorio Emanuele II e corso Europa), oltre che una torre e un breve tratto delle mura difensive (oggi situati nel giardino del Civico museo archeologico di Milano), i citati resti dell'anfiteatro, quelli del teatro (che si trovano nei sotterranei, visitabili, di Palazzo Turati) e vari altri reperti, visibili oppure chiusi in scantinati.
Ausonio, nella sua opera Ordo urbium nobilium, descrive così la Mediolanum del 380-390:
(Ausonio, Ordo urbium nobilium, VII)

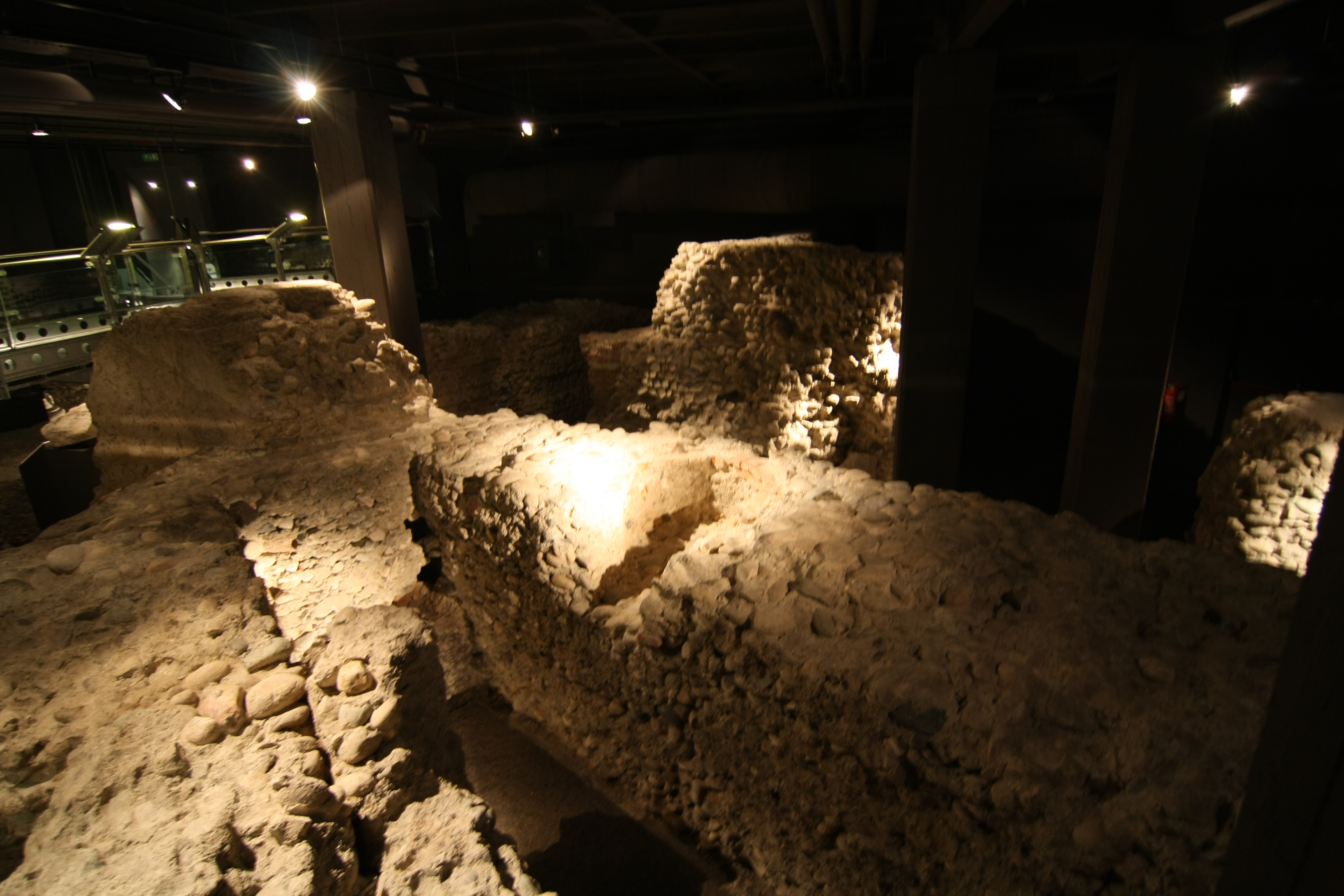
Resti del teatro romano di Milano, visitabili nel museo sensibile istituito nei sotterranei di Palazzo Turati presso la Camera di Commercio della città

Dopo l'abdicazione di Massimiano (306) avvenuta nello stesso giorno in cui abdicò Diocleziano, vi fu una serie di guerre di successione nel corso delle quali in pochi anni si succedettero quattro imperatori, prima Severo che preparò la spedizione contro Massenzio, lo stesso Massenzio in lotta contro Costantino e infine Costantino reduce dalla vittoria contro Massenzio.

## Mappa della Milano romana

Mappa dell'antica Milano romana (Mediolanum) (secoli III-V) con indicate le mura e le porte romane di Milano, il foro romano di Milano, il teatro romano di Milano, l'anfiteatro romano di Milano, il circo romano di Milano, l'area del palazzo imperiale romano di Milano (in rosa più tenue), la zecca romana di Milano, le terme Erculee, il mausoleo imperiale di Milano, la via Porticata con l'arco trionfale, i magazzini annonari romani di Milano (lat. horrea), il porto fluviale romano di Milano, i castelli romani di Milano e le basiliche paleocristiane di Milano

## Epoca paleocristiana

L'antica Milano romana (Mediolanum) sovrapposta alla Milano moderna. Il rettangolo più chiaro al centro, leggermente sulla destra, rappresenta la moderna piazza del Duomo, mentre il moderno Castello Sforzesco si trova in alto a sinistra, appena fuori dal tracciato delle mura romane di Milano

A Milano, nel 313, Costantino si accordò con Licinio per promulgare l'Editto di Milano, che concesse a tutti i cittadini, quindi anche ai cristiani, la libertà di onorare le proprie divinità. A partire dal 313, subito dopo l'editto di Milano di Costantino, che ammise il cristianesimo tra le religioni praticate nell'Impero romano, a Milano iniziarono a essere costruite le prime chiese cristiane.
Milano, nel 355, fu sede di un concilio, di natura scismatica, convocato nel 355 dall'Imperatore romano Costanzo II allo scopo di condannare la dottrina trinitarista in favore dell'arianesimo: al termine del concilio l'arianesimo venne dichiarato eresia.
Con sant'Ambrogio, vescovo di Milano dal 374 al 397, e l'imperatore Teodosio I, Milano divenne il centro più influente della Chiesa d'Occidente. In questo contesto, nel 386, sant'Agostino fu convertito al cristianesimo e ricevette il battesimo da Ambrogio.
Le prime basiliche paleocristiane di Milano di cui si ha notizia sono le cosiddette "basiliche doppie". Questa particolare conformazione derivava forse dall'aspetto degli horrea romani o, più probabilmente, si trattava, come ad Aquileia, di chiese separate per i battezzati e per i catecumeni, essendo il sacramento battesimale a quell'epoca concesso solo al completamento di un processo di conversione e purificazione spirituale.
La basilica di Santa Tecla (le cui rovine sono visitabili sotto il Duomo) aveva già comunque un'abside di tipo tradizionale, che ricorda quelle delle "basiliche" annesse ai grandi palazzi civili. Una fase successiva corrisponde a quella delle grandi basiliche della più tarda romanità, a forma poligonale, a croce, ecc. Questi furono i modelli adottati (oltre che a Milano) anche per alcune tra le maggiori basiliche più famose del tardo Impero, come quelle di Costantinopoli.
Il centro religioso, presso l'attuale piazza del Duomo, comprendeva ben due cattedrali: una basilica vetus o minor, ovvero la cattedrale "invernale", ed una basilica nova o maior, ossia la cattedrale "estiva". Queste basiliche sono poi scomparse perché al loro posto è stato edificato il Duomo di Milano.. Altre basiliche paleocristiane realizzate a Milano furono la basilica apostolorum, la basilica evangeliorum, la basilica martyrum, la basilica palatina, la basilica portiana, la basilica prophetarum, la basilica sancti Calimerii, la basilica trium magorum e la basilica virginum, tutte costruite prima della caduta dell'Impero romano d'Occidente. Alcune di esse sono state demolite nel corso nei secoli, mentre quelle che sono giunte sino a noi hanno cambiato nome, venendo dedicate a un santo.
A Milano sorgevano anche i palazzi imperiali, che erano residenza dell'imperatore e della sua corte. Comprendevano palazzi di rappresentanza e amministrativi. Quest'area occupava la parte della città compresa tra il circo e il foro. Come di consuetudine i palazzi avevano un accesso diretto al circo, in modo che l'imperatore poteva recarvisi senza uscire per strada. La Milano imperiale aveva anche una via trionfale, chiamata Via Porticata, che era fiancheggiata da grandi portici colonnati e che usciva da Porta Romana proseguendo verso Roma per terminare (all'altezza dell'attuale "Crocetta") con un grande arco celebrativo (molto più grande dell'arco di Costantino nel Foro Romano).

## Le invasioni barbariche

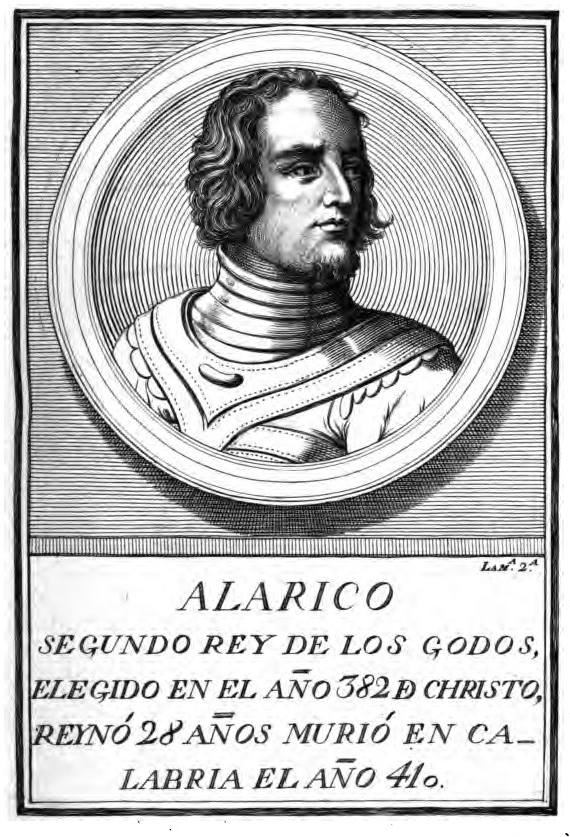
Il re dei Visigoti Alarico, che assediò Milano nel 402

Nel 401 Venerio, discepolo e diacono di Ambrogio, divenne vescovo di Milano, succedendo a Simpliciano. In risposta al Concilio di Cartagine dell'8 giugno, in cui i vescovi africani sollecitarono l'invio di nuovi sacerdoti a causa della crisi di vocazioni locale e mandando presbiteri e diaconi ambrosiani. Tra loro spicca Paolino, che poi scrisse l'opera Vita di Sant'Ambrogio. Rimase a lungo in contatto con Giovanni Crisostomo, che difese in seguito al suo esilio (9 giugno 404) dovuto alla condanna della corruzione imperiale a Costantinopoli. Il 19 novembre i Visigoti, comandati da re Alarico I, entrarono in Italia seguendo la Via Postumia senza incontrare alcuna resistenza poiché l'esercito romano era impegnato a difendere le sue frontiere settentrionale dagli Alani e dai Vandali, con i presidi sulle Alpi Giulie che rimasero sguarniti.
Nel febbraio del 402 Alarico giunse con il suo esercito sotto le mura di Milano e assediò la città. Onorio decise di trasferire la corte imperiale in Gallia ritenendo ormai indifendibile la città ma Stilicone, suo magister militum, cercò di convincerlo a restare. Onorio lasciò però la difesa di Milano a Stilicone e, attraversando il lago di Como, giunse in Rezia per cercare rinforzi. A marzo Onorio decise di trasferire la capitale da Milano a Ravenna, dopo che la prima lo era stata per 116 anni (286-402), in quanto considerata più difendibile e meglio collegata a Costantinopoli malgrado le resistenze dei milanesi. Stilicone, ottenuti rinforzi, riuscì, pur con un esercito composto prevalentemente da Goti, a respingere all'inizio di aprile i Visigoti di Alarico dopo quasi due mesi di assedio. Alarico si mosse dapprima verso Asti, ma il 6 aprile, a Pasqua, venne raggiunto, attaccato e sconfitto dall'esercito romano guidato dallo stesso Stilicone nella battaglia di Pollenzo, subendo ingenti perdite di uomini e di salmerie, oltre che la cattura dei suoi familiari. Nel giugno del 403 Alarico venne nuovamente sconfitto da Stilicone nella battaglia di Verona.
Nel 408 Olimpio, magister officiorum, con l'appoggio di alcuni cortigiani imperiali e dei cristiani milanesi, sobillò una rivolta dell'esercito romano stanziato a Pavia che ebbe luogo il 13 agosto e in cui persero la vita almeno sette ufficiali legati a Stilicone. Il generale, che era malvisto a causa della sua fede ariana e dei suoi stretti contatti con Alarico, venne inoltre accusato di volersi creare un regno in Gallia con a capo il figlio Eucherio, di voler prendere Costantinopoli e di essere stato uno dei mandanti dell'assassinio di Rufino. Onorio riuscì a sedare con difficoltà la rivolta ma diede ordine al suo esercito, stanziato a Ravenna, di catturare Stilicone, che dopo essersi rifugiato in una chiesa, fu giustiziato da Eracliano il 22 agosto. All'inizio dell'anno Marolo diviene il nuovo vescovo di Milano, succedendo a Venerio. Egli importò da Antiochia, la sua città, il culto per i martiri, in particolare per Babila e Romano.
Nel 452 arrivarono a Milano Attila e i suoi unni:. Dopo l'assedio il capo barbaro si fece consegnare dai milanesi i loro beni di valore senza però distruggere la città. Allo sfaldamento della società tardo-antica e alla conseguente crisi demografica, fece da contraltare il primo insediamento di un popolo germanico: quello degli Eruli di Odoacre. Nel 493, in questo contesto, i Goti guidati da Teodorico sconfissero Odoacre, che aveva poco prima deposto l'ultimo imperatore romano d'occidente, Romolo Augusto, ponendo fine alla storia della civiltà romana in questa parte d'Europa.

## Epoca medievale

### La guerra gotica e la prima distruzione

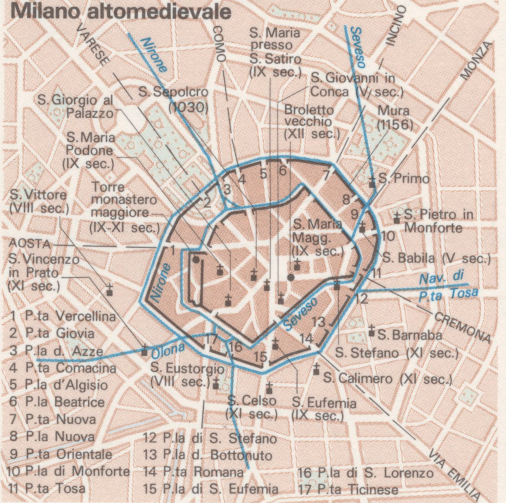
Mappa dello sviluppo urbano di Milano nell'Alto Medioevo, sovrapposta alla Milano moderna

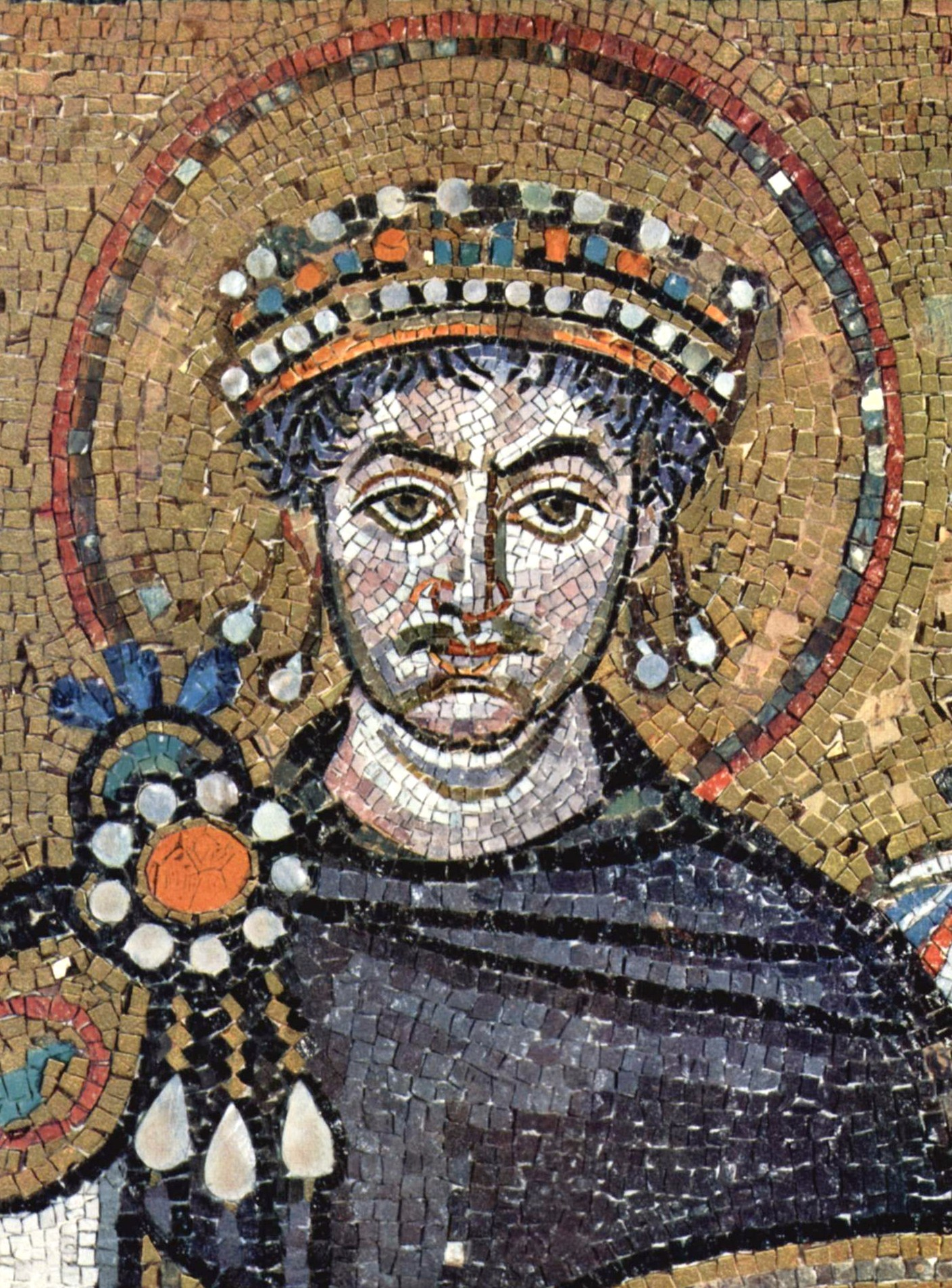
Mosaico bizantino ritraente Giustiniano I

La sempre più precaria situazione politica e militare causò alla città molti problemi e Milano conobbe, nel 539, la sua prima distruzione: l'imperatore romano d'Oriente Giustiniano I, deciso a riconquistare i territori imperiali d'occidente, attaccò il re goto Teodato inviando in Italia al comando delle sue truppe il generale Belisario, iniziando quella che diventerà la lunga Guerra gotica; durante l'assedio di Roma del 537-538, durante l'inverno del 537-538, Belisario ricevette a Roma il vescovo di Milano, Dazio, con alcuni tra i cittadini milanesi più illustri: questi chiesero al generalissimo di inviare nell'Italia nord-occidentale, chiamata all'epoca provincia di Liguria, un piccolo esercito; se l'avesse fatto, loro avrebbero consegnato all'Impero non solo Milano, ma tutta la provincia romana di Liguria.
Belisario mantenne le promesse: mandò via mare un esercito 1.000 uomini per intraprendere la conquista della Liguria. L'esercito bizantino sbarcò a Genova e riuscì in breve tempo a occupare Milano, Bergamo, Como, Novara e a tutti gli altri centri della Liguria ad eccezione di Pavia. La reazione di Vitige, tuttavia, non si fece attendere: inviò Uraia con un consistente esercito per cingere d'assedio Milano, e sollecitò il re dei Franchi, Teodeberto I, a intervenire in suo sostegno. Teodeberto, però, avendo stretto dei trattati di alleanza con Giustiniano (che non aveva rispettato), decise prudentemente di non intervenire direttamente nel conflitto, inviando a dar manforte ai Goti non guerrieri franchi ma 10.000 guerrieri burgundi, sudditi dei Franchi.
Belisario decise di inviare soldati alla liberazione di Milano, ma la divisione in due fazioni dell'esercito bizantino in seguito all'arrivo in Italia del generale Narsete, fece sì che la parte dell'esercito dalla parte di Narsete disubbedì agli ordini di Belisario di accorrere alla liberazione di Milano se non l'avesse autorizzato prima esplicitamente Narsete. Quando arrivò l'autorizzazione di Narsete era troppo tardi: gli stenti subiti dai milanesi assediati si aggravarono a tal punto «per la mancanza di cibo che molti non disdegnavano di mangiar cani, sorci ed altri animali abborriti prima per cibo dell'uomo» e la guarnigione imperiale decise quindi di arrendersi. Milano fu quindi distrutta:
(Procopio, La Guerra Gotica, II, 21.)

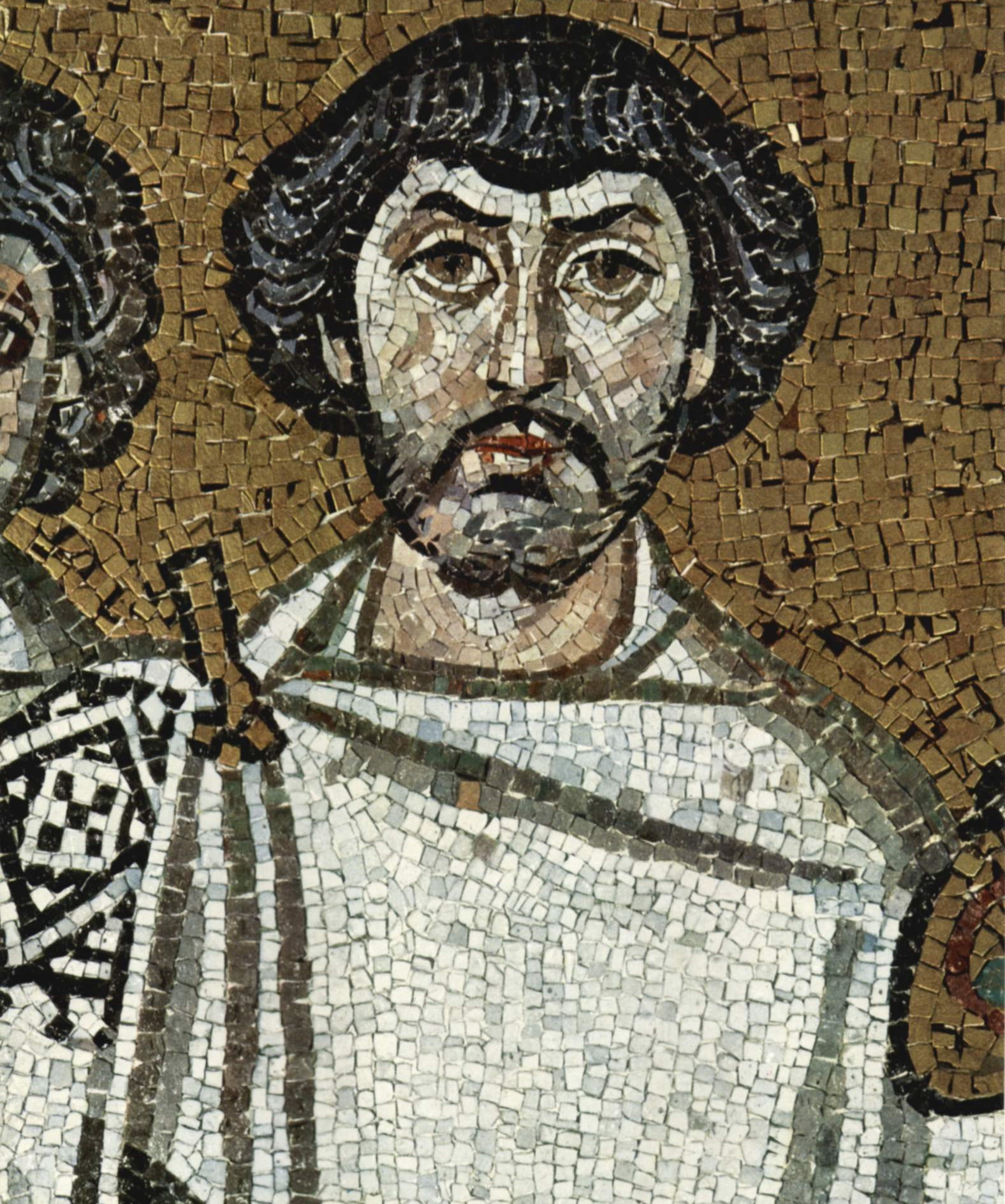
Presunto ritratto di Belisario in un mosaico della basilica di San Vitale a Ravenna

La cifra di Procopio di 300.000 milanesi maschi massacrati è sicuramente esagerata, andando divisa per dieci (30.000). Al termine della guerra gotica, che durò fino al 553/554, fermo restando che si protrasse in alcune zone dell'Italia settentrionale fino al 561/562, la penisola italiana fu conquistata dai Bizantini e Milano, secondo la Cronaca di Mario di Avenches, fu ricostruita per opera di Narsete:
(Mario di Avenches, Chronica, Anno 568.)
Sembra che nel breve periodo bizantino Milano sia rimasta il capoluogo del vicariato dell'Italia annonaria, anche se ciò non è certo. Infatti, intorno alla fine del VI secolo, Genova risulta essere la sede dei vicarii del prefetto del pretorio d'Italia, che potrebbo essersi trasferito, insieme all'arcivescovo di Milano, a Genova dopo la conquista longobarda di Milano (3 settembre 569).

### Epoca longobarda

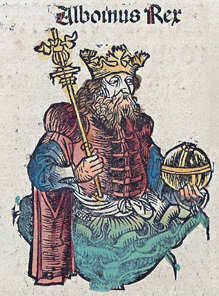
Ritratto del re dei Longobardi Alboino, dalle Cronache di Norimberga

Nel 568 i Longobardi, condotti da Alboino, invasero l'Italia dalla Pannonia; dopo aver occupato le Tre Venezie, tranne alcune città costiere, Alboino invase la Lombardia e il 3 settembre della terza indizione (anno 569) entrò a Milano:
(Paolo Diacono, Historia Langobardorum, II, 25.)
Come conseguenza della conquista, l'aristocrazia milanese, il vescovo e gran parte del clero si rifugiarono per più di settant'anni a Genova; Milano si impoverì gravemente, anche per il prevalere di Pavia, divenuta la capitale dei Longobardi. Questo declino iniziò con il citato assedio del 538-539, dopo il quale la città si spopolò venendo distrutta: tale crisi durò circa due secoli, con la ripresa che si ebbe con la caduta dei Longobardi e l'arrivo dei Franchi, avvicendamento che avvenne in seguito, nel 774.

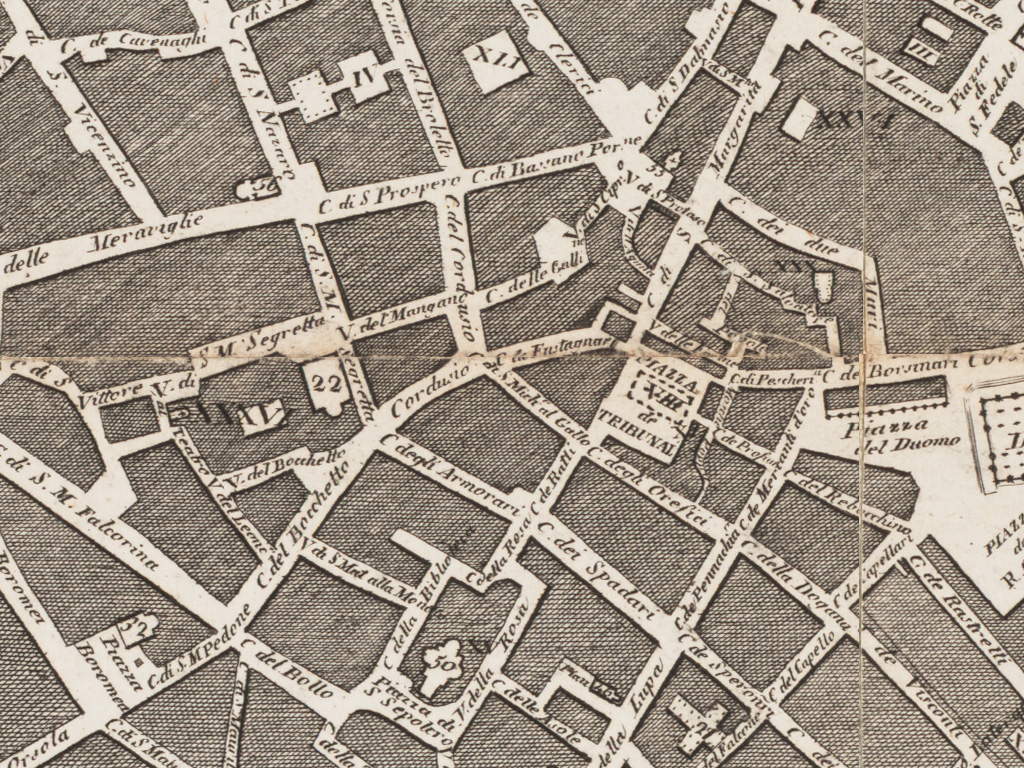
Mappa risalente al 1820 della zona del Cordusio e di piazza del Duomo, che si scorge sulla destra. Si può notare il reticolo stradale medievale della zona, che è completamente diverso da quello attuale a causa delle demolizioni e delle riedificazioni avvenute nel corso del XIX e del XX secolo

Nel 588 Audualdo e altri sei duchi dei Franchi minacciarono la città di Milano con il loro esercito mentre Autari si asserragliò a Pavia. La dissenteria scoppiata tra le loro file li costrinse a ritirarsi in Francia dopo aver conquistato numerose fortezze. All'inizio di novembre del 590, in seguito alla morte di Autari, Agilulfo, il duca di Torino, divenne il nuovo re con Teodolinda come consorte. Agilulfo spostò la capitale del Regno dei Longobardi da Pavia a Milano. Poco dopo nacque Gundeberga, figlia postuma di Autari. Nel maggio del 591 Agilulfo venne riconosciuto da tutti i longobardi quale nuovo re a Milano.
In questo periodo si ebbe una germanizzazione della regione intorno a Milano e di altre aree che complessivamente vennero chiamate Langobardia Maior (it. Longobardia Maggiore), che comprendeva i ducati longobardi dell'Italia settentrionale e quello di Tuscia; la Langobardia Minor (it. Longobardia Minore) includeva invece la restante parte dei domini longobardi, ovvero i due ducati dell'Italia centro-meridionale, cioè quello di Spoleto e quello di Benevento. Il termine Langobardia diede poi origine al nome della moderna regione italiana della "Lombardia".
Mentre gli Ostrogoti tentarono di diffondere la cultura romana, sotto i Longobardi la popolazione cittadina venne inizialmente trattata come una popolazione di sconfitti soggetta a soprusi e coercizione. La situazione migliorò col regno di Autari (584-590) e ancor di più sotto la regina Teodolinda, che si era convertita al cattolicesimo dall'originario arianesimo e che promosse la "romanizzazione" dei Longobardi. Le chiese vennero riparate, i vescovi acquistarono di nuovo la loro autorità, i servi vennero liberati in nome del cristianesimo. All'influenza della regina si deve, almeno in parte, anche la decisione di suo marito Agilulfo, intorno al 604, di trasferire la capitale del regno longobardo da Pavia a Milano; la scelta, confermata dal figlio di Agilulfo, Adaloaldo, fu poi revocata da Arioaldo, salito al trono nel 626. A metà dell'VIII secolo Milano ebbe le mura riparate, con nove torri (due in più del periodo imperiale), un acquedotto funzionante e le strade nuovamente selciate.
Durante l'epoca imperiale romana e nel corso del Regno longobardo il centro civico e sociale di Milano era la zona del Cordusio. In epoca celtica, in corrispondenza della moderna piazza Cordusio, fu collocato il castrum, ovvero il campo militare romano (qui collocato per dare l'assalto al centro celtico di Medhelan) che diede poi origine a Mediolanum, mentre in epoca longobarda nel Cordusio era presente il palazzo del duca longobardo, che sorgeva nei pressi dell'omonima e moderna piazza, da cui l'origine di questo toponimo: da "De curte ducis" (o "Curia ducis", ossia la "corte dei duchi lombardi"), a "Cortedoxi", quindi "Corduce" e infine "Corduso" o "Cordusio". Il Cordusio iniziò a perdere questo primato dopo l'anno 1000 quando fu affiancato, come zona di riferimento, da altri quartieri di Milano.

### Epoca carolingia

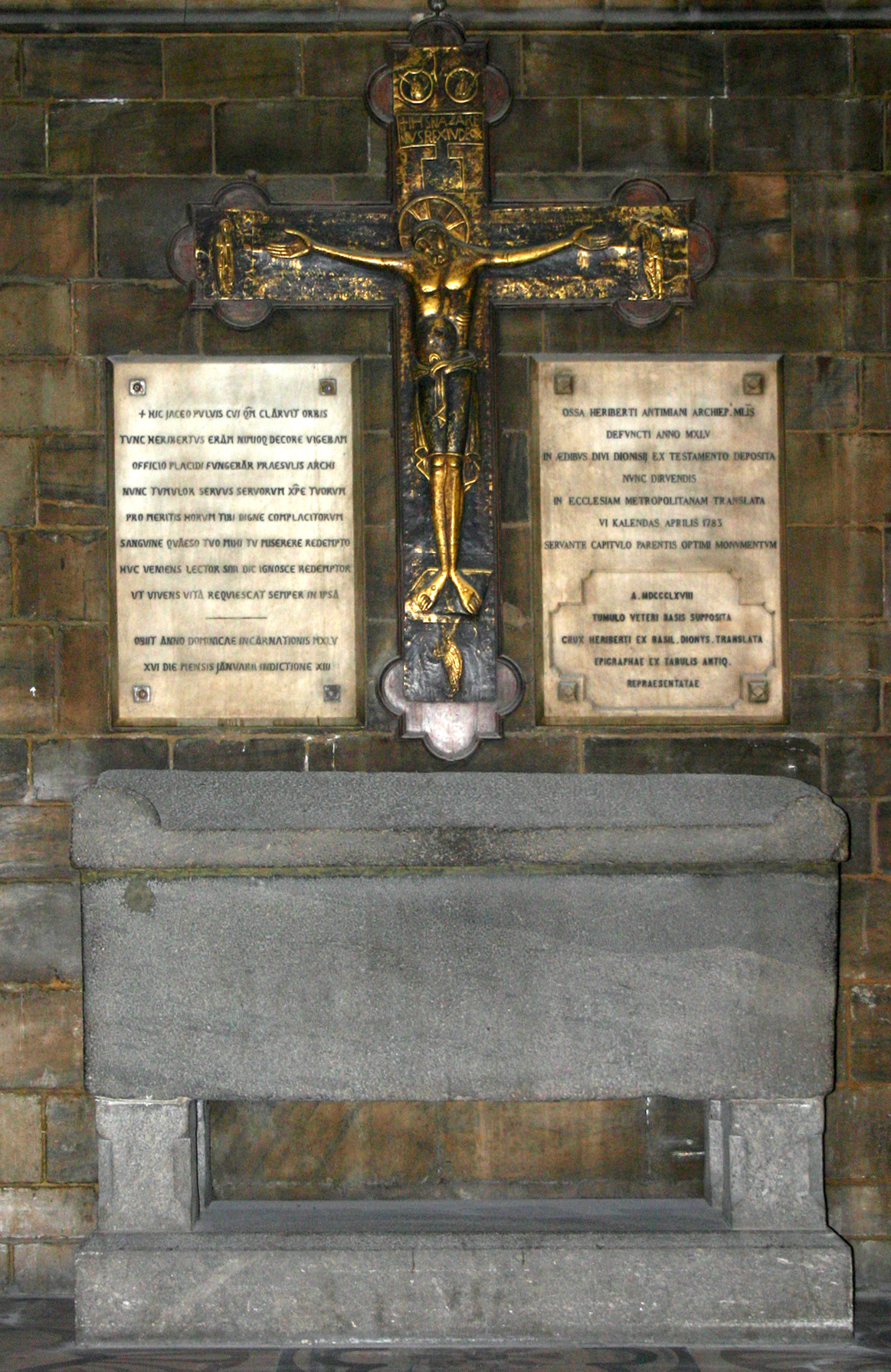
Il sepolcro e la copia del crocifisso di Ariberto da Intimiano, nel Duomo di Milano

Durante il periodo franco, dopo il 774, si ebbe la ripresa economica e sociale di Milano, in precedenza sovrastata da Pavia, che era la capitale dei Longobardi. Milano diventò sede di un conte imperiale e di vescovi influenti, come Angilberto I (822-823) e Angilberto II (824-859). Si diffuse l'ordinamento vassallatico (e con esso il feudalesimo), che sostituì la commendatio longobarda. I duchi longobardi furono sostituiti dai conti franchi. Ai vescovi fu concessa l'immunità ecclesiastica, cioè il diritto di giudicare le persone del proprio territorio, e l'esenzione dalle tasse. Disgregatosi l'Impero carolingio con la deposizione di Carlo il Grosso nell'887, i poteri politici passarono ai conti, divenuti poi marchesi, e ai vescovi.
Nel 896 il conte di Milano Manfredo si ribellò all'imperatore Lamberto e tentò di passare dalla parte di Arnolfo. Lamberto allora raduno a Pavia l'esercito e assediò Milano, che nel 897 si arrese, e catturò Manfredo, che fu decapitato.
Nel 945, il re Ugo progettò di sbarazzarsi dell'arcivescovo di Milano Arderico, lo invitò quindi nel palazzo reale di Pavia per una cerimonia durante la quale, le guardie del palazzo avrebbero dovuto eliminare l'arcivescovo. L'attentato sfumò e Arderico si salvò, tuttavia nella rissa che scoppiò tra pavesi e milanesi, furono uccisi un centinaio di seguaci dell'arcivescovo.
Nel 950-951 re Berengario II d'Ivrea terminò la riorganizzazione del territorio del nord Italia, iniziata da Ugo di Provenza, costituendo la Marca Obertenga: la Marca di Milano e la Marca di Genova furono affidate a Oberto I, capostipite della casata degli Obertenghi, insieme ai comitati di Luni, Tortona, Milano, Genova, Pavia e Bobbio (feudo monastico imperiale); con l'imperatore Ottone I si ebbe la fisionomia amministrativa definitiva.
Nonostante l'arbitrarietà del potere feudale, soprattutto nelle campagne, in città si riuscì ancora a fare progressi economici, espandendo i commerci con la Francia e la Germania. Nelle città, in assenza di un'amministrazione civile, i vescovi esercitavano di fatto una forma embrionale di governo cittadino, talvolta riconosciuto dai feudatari che aspirano al titolo di re d'Italia e, successivamente, dagli imperatori del Sacro Romano Impero Germanico, istituito nel 962 con l'incoronazione di Ottone I da parte del papa di Ottone I di Sassonia.
A Milano si formò la prima classe di cives, ovvero i cittadini, contrapposta ai cavalieri feudali, i milites, che a differenza dal resto d'Europa abitavano all'interno la città nei loro palazzi turriti. I vescovi però prevalsero nel X secolo e all'inizio dell'XI, con le figure di Ansperto (868-881), Valperto de' Medici (953-970) e in particolare con la figura di Ariberto da Intimiano (1018- 1045), che incoronò Corrado II re d'Italia.

### Epoca comunale

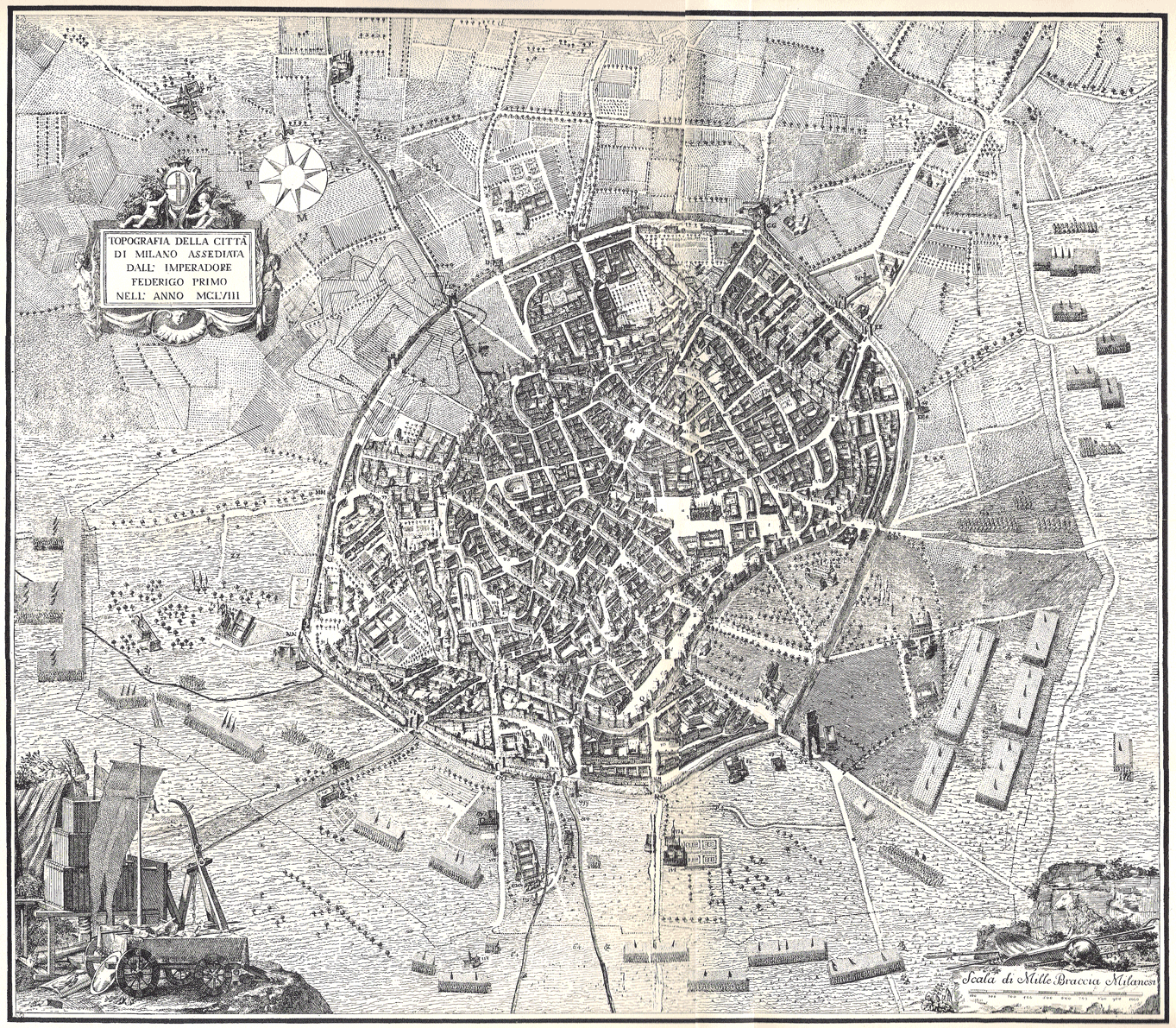
Milano all'epoca di Federico Barbarossa

L'istituzione del moderno comune di Milano avvenne nel 1117: in tale anno fu infatti attestata per la prima volta l'attività dei consoli di Milano.Nel corso del XII secolo il comune di Milano fu in grado di estendere la sua influenza su molti feudatari lombardi i quali nel marzo del 1153, durante dieta di Costanza, si lamentarono della crescente egemonia milanese con l'imperatore Federico Barbarossa il quale a seguito della Dieta di Roncaglia diede inizio a una guerra per risanare la situazione. Gli attriti continuarono fino al 1162 quando culminarono in un lungo assedio. La guerra scatenata dall'imperatore portò diverse città, tra cui Milano ad allearsi il 7 aprile 1167 nella Lega Lombarda al fine di contrastare Federico Barbarossa. Il 29 maggio 1176 la lega lombarda vinse la battaglia di Legnano che pose fine alla quinta e ultima discesa in Italia dell'imperatore Federico Barbarossa. Dopo la sconfitta il Barbarossa cercò di risolvere la questione italiana tentando l'approccio diplomatico. Questo sfociò qualche anno più tardi nella pace di Costanza (25 giugno 1183), con la quale l'Imperatore riconobbe la Lega Lombarda, capitanata da Milano, dando concessioni amministrative, politiche e giudiziarie ai comuni e ponendo ufficialmente fine al suo tentativo di egemonizzare l'Italia settentrionale.
Il dominio dei della Torre ebbe inizio con Pagano, già attivo nella politica milanese di quegli anni. Nel 1237 da Pontida, Pagano diede rifugio a ciò che restava dell'esercito milanese ospitandolo nelle proprie terre della Valsassina, dopo la sconfitta milanese nella battaglia di Cortenuova da parte dell'Imperatore Federico II. Per questi meriti nel 1240 fu chiamato a ricoprire la carica di Anziano della Credenza di Sant'Ambrogio e Capitano del Popolo, divenendo di fatto il primo "Signore di Milano" sino alla sua morte avvenuta il 6 gennaio 1241. In questo periodo di governo riuscì a stringere alleanze con la Repubblica di Venezia e la Repubblica di Genova, estendendo poi il catasto milanese e riuscendo ad abbassare le tasse placando il malcontento cittadino. Nel maggio dello stesso anno i pavesi, alleati dell'impero, attaccarono Milano, e numerosi altri furono gli attacchi da parte dell'imperatore.

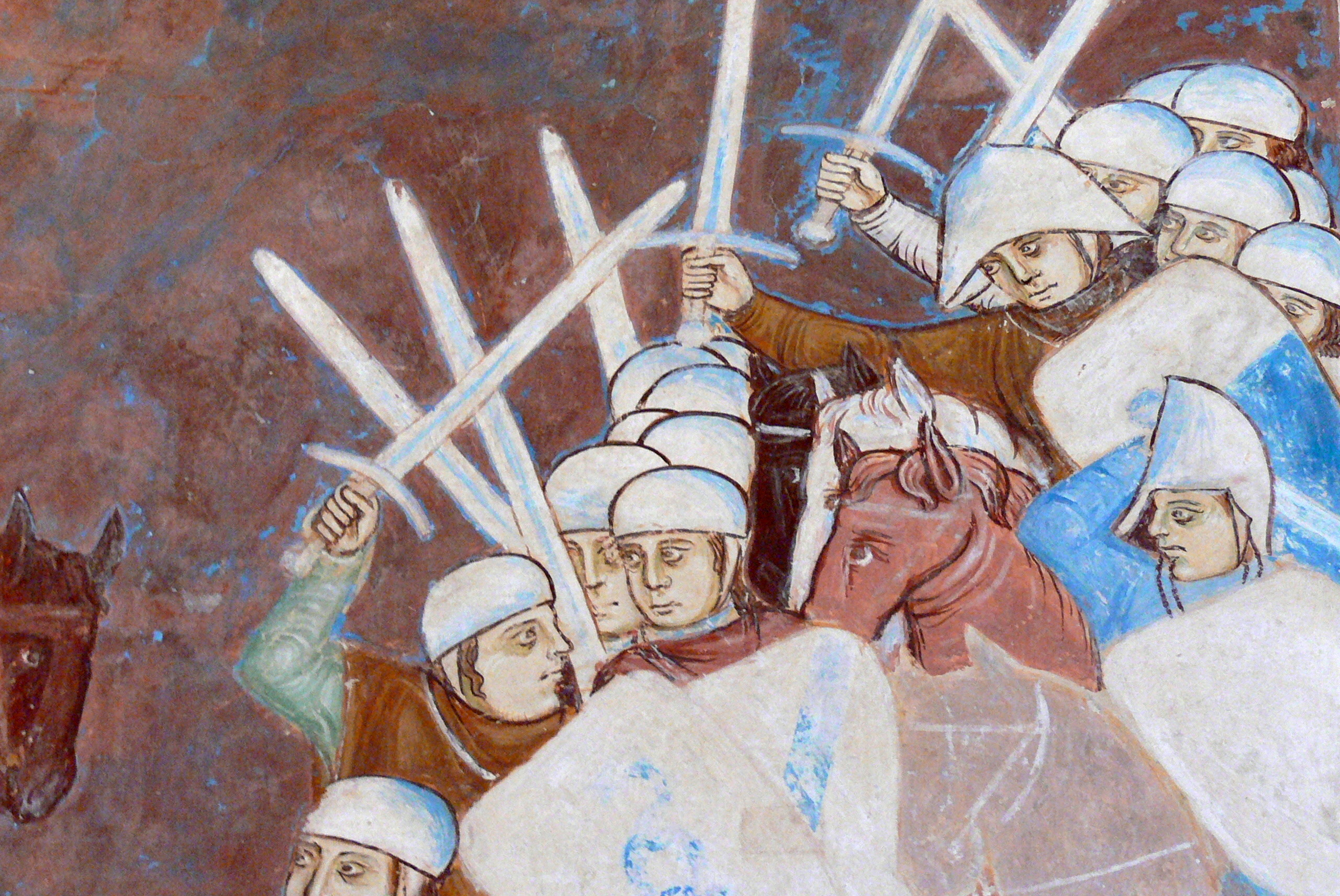
Affresco nella Rocca di Angera raffigurante la battaglia di Desio nella quale i Della Torre persero il predominio sulla Signoria di Milano a favore dei Visconti

Il 26 maggio 1247 i consoli della Credenza sempre più litigiosi e divenuti ormai organo di governo del comune vennero subordinati per ordine di Gregorio da Montelongo all'Anziano della Credenza Martino della Torre, nipote di Pagano della Torre. Dopo nuovi disordini venne chiamato al governo della città, nel 1253, Manfredo Lancia che lasciò la carica tre anni dopo, creando un vuoto di potere e dando vita a nuove lotte interne che culminarono con la Tregua di Parabiago nel 1257 e la pace di Sant'Ambrogio nel 1258 che durò solo tre mesi. Nel 1259 Martino della Torre, all'epoca podestà di Como, entrò a Milano con un esercito composto da comaschi: la Credenza lo proclamò signore di Milano istituendo così ufficialmente la Signoria di Milano.
Il regime signorile venne mantenuto fino a quando Oberto Pelavicino ottenne Milano come premio per aver partecipato alla "crociata" contro Ezzelino III da Romano, signore di buona parte del Veneto. Dopo la scomparsa di Oberto Pelavicino, nel 1269, la Signoria dei Della Torre si rafforzò collegandosi ai guelfi che, con l'arrivo di Carlo I d'Angiò in Italia (1266), dovevano praticamente controllare buona parte della penisola italiana.
Ma ciò non bastò ad impedire il ritorno dei nobili che, capeggiati dall'arcivescovo Ottone Visconti, sfruttarono abilmente l'esigenza posta da più parti nella società di una maggiore tranquillità nella vita politica cittadina per imporre la supremazia della dinastia dei Visconti: nel 1277, nella battaglia di Desio, Ottone sconfisse Napo della Torre, capo della parte popolare e signore di fatto della città. Si assistette così al tramonto definitivo dell'esperienza comunale per Milano a cui si aggiunse la conquista del potere da parte dei Visconti, famiglia nobile che era destinata a governare Milano fino al 1447. Il conferimento a Matteo Visconti, nel 1294, del vicariato imperiale da parte dell'imperatore Adolfo di Nassau, carica successivamente trasmessa ai membri della famiglia, ebbe grande importanza per il rafforzamento della casata. In questo modo infatti il signore di Milano, considerato funzionario dell'imperatore, mostrò di non ritenere il suo potere fondato sul solo consenso dei cittadini, ma su una delega assegnatagli dal sovrano.
Nel 1272 in questo contesto il Canale Ticinello fu reso navigabile e divenne il Naviglio Grande. Il Naviglio Grande terminava all'epoca nel laghetto di Sant'Eustorgio (la Darsena di Porta Ticinese non era ancora stata realizzata), nei pressi della basilica di Sant'Eustorgio, allora fuori dalla Porta Ticinese medievale, dove giunse nel 1211 come prolungamento, non ancora navigabile, del Canale Ticinello.
La Milano medievale era divisa in sei sestieri e trenta contrade, suddivisioni risalenti almeno al Medioevo che sono scomparse nel XIX secolo. Esse si estendevano limitatamente ai confini del moderno centro storico, che è delimitato dalla Cerchia dei Navigli, ovvero dal tracciato delle mura medievali di Milano, di cui la Cerchia costituiva originariamente il fossato difensivo. I sestieri prendevano il nome dalle porte cittadine principali che si aprivano sulle mura erette in epoca medievale. Ogni sestiere era poi a sua volta diviso in cinque contrade. Sia i sestieri che le contrade di Milano erano provviste di stemmi. Gli stendardi dei sestieri, su cui era riportato il relativo stemma, erano portati in guerra dalle truppe comunali di Milano insieme al gonfalone della città.
Gli stemmi dei sestieri furono:

Sestiere di Porta Comasina
Sestiere di Porta Nuova
Sestiere di Porta Orientale
Sestiere di Porta Romana
Sestiere di Porta Ticinese
Sestiere di Porta Vercellina

## Epoca moderna

### I Visconti e gli Sforza

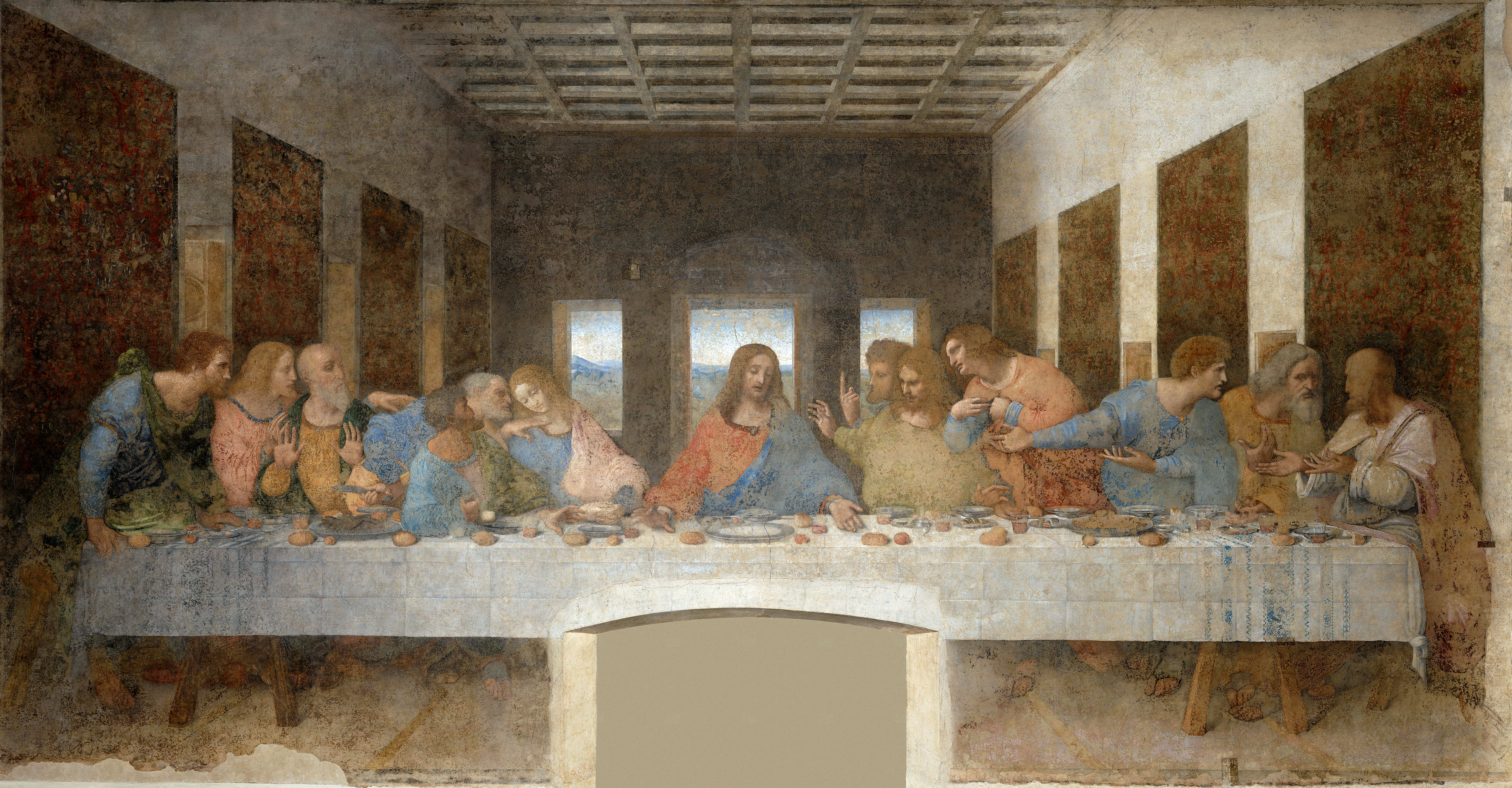
L'Ultima Cena di Leonardo

Il Ducato di Milano ed i domini dei Visconti (segnati in verde brillante) all'inizio del XV secolo, all'apice della loro potenza, durante il regno del duca Gian Galeazzo

Azzone Visconti dovette poi fronteggiare dissapori interni alla famiglia inerenti a questioni di discendenza. Il 21 febbraio 1339, nella battaglia di Parabiago, combatté al fianco dello zio Luchino, le truppe mercenarie elvetiche della Compagnia di San Giorgio, guidate dall'altro suo zio Lodrisio. Vinse grazie alla leggendaria apparizione di sant'Ambrogio a cavallo, che mise in fuga le truppe nemiche: tale evento è ritratto su una formella bronzea di uno dei portoni del Duomo.
Intanto l'economia della città era andata crescendo: l'artigianato era in pieno sviluppo, soprattutto per la lavorazione dei metalli e dei tessuti, agricoltura e allevamento erano fiorenti ed i traffici intensi, anche grazie alla costruzione del Naviglio Grande, che favorì gli scambi e irrigò sapientemente le campagne.
Nel 1359 Galeazzo II Visconti ordinò la costruzione di un naviglio per Pavia allo scopo di irrigare il Parco Visconteo, area verde che si estende dal castello Visconteo di Pavia a oltre la moderna Certosa di Pavia, e di un altro aqueducto derivante dall'Adda per irrigare una sua tenuta nei pressi di Porta Giovia a Milano. Il primo divenne il Navigliaccio, mentre del secondo non ne restano tracce, resti che forse sono stati coperti dal Naviglio della Martesana, che fu realizzato in seguito nella stessa zona.
La signoria dei Visconti, diventata Ducato di Milano nel 1396, perseguì con successo una politica espansionistica e la città divenne la capitale di uno Stato esteso, potente e ricco che aveva bisogno anche di simboli per sancire il proprio ruolo egemone. Gian Galeazzo Visconti volle per la sua città una cattedrale che rivaleggiasse con le maggiori d'Europa, il Duomo di Milano, la cui costruzione iniziò nel 1386.

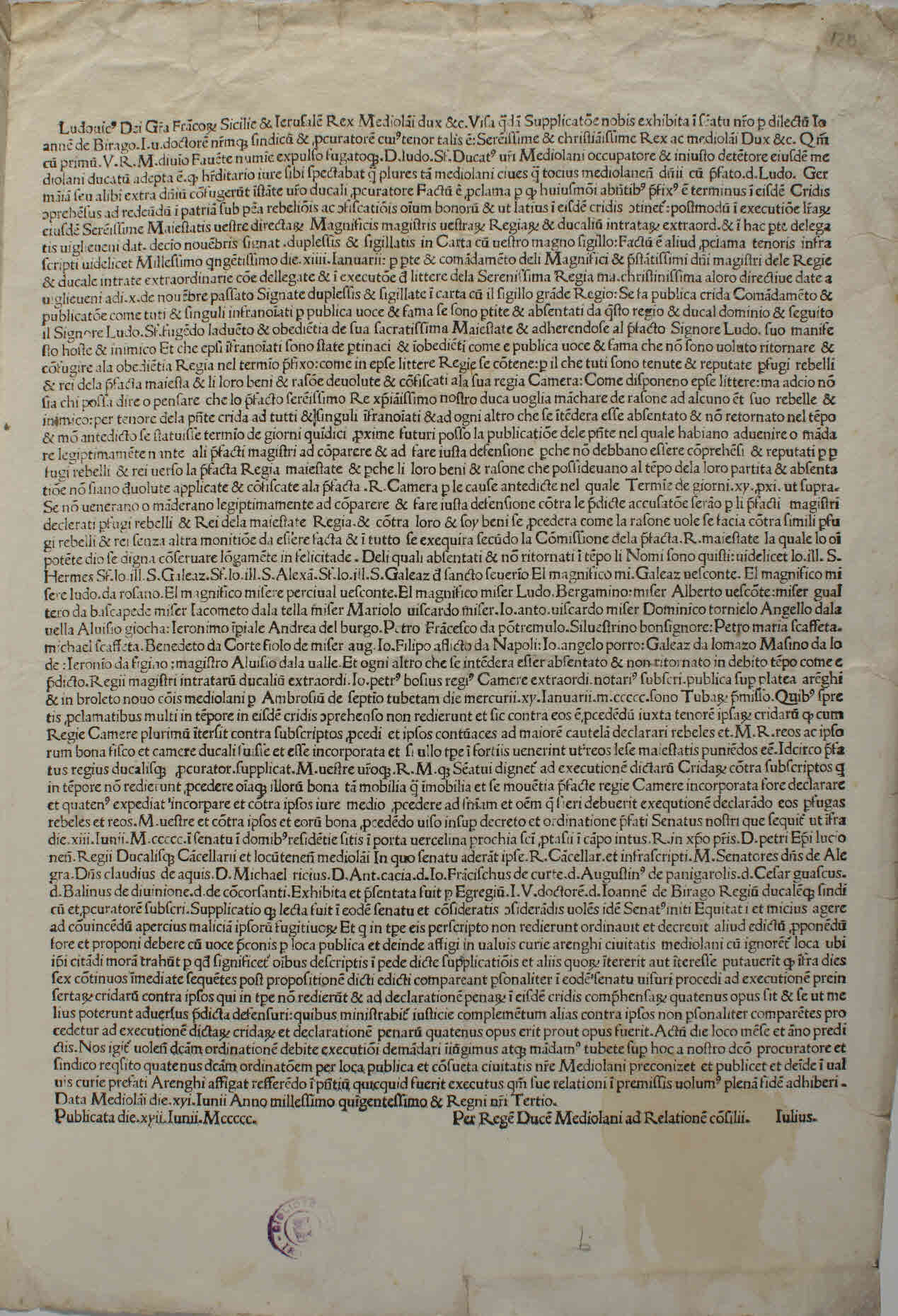
Grida per i Milanesi fuggitivi dopo la sconfitta di Ludovico il Moro, 1500

Il Duomo di Milano, il cui nome completo è "Basilica Cattedrale Metropolitana di Santa Maria Nascente", fu ricoperta interamente in marmo di Candoglia: quest'ultimo fu portato, attraverso il Naviglio Grande, da Candoglia, che si trova sulla sponda occidentale del Lago Maggiore, direttamente a Milano in prossimità del cantiere, che distava 400 metri. Si rese così navigabile la fossa che cingeva le mura, restringendola, approfondendola e trasformandola nella Cerchia dei Navigli, e si prolungò fino a essa il Naviglio Grande, scavando un approdo, il laghetto di Santo Stefano, dove arrivavano tutti i materiali da costruzione necessari.
La sconfitta durante la Battaglia di Governolo (1397) fu la fine della politica dei Visconti.
La signoria dei Visconti si concluse con Filippo Maria, morto senza eredi nel 1447. Si ebbe allora un tentativo di restaurazione dei poteri comunali, la cosiddetta Aurea Repubblica Ambrosiana, soffocato nel 1450 da Francesco Sforza, condottiero che era stato al servizio dei Visconti (comandante di una compagnia di ventura, cioè di una compagine di mercenari), che diede inizio alla signoria degli Sforza. Seguì un periodo di stabilità e prosperità, che in particolare vide lo sviluppo della coltivazione del gelso e della lavorazione della seta.
A manifestare l'orgoglio per questa crescita furono compiute opere come il Castello Sforzesco (già esistente in epoca viscontea con il nome di Castello di Porta Giovia, ma riadattato, ingrandito e completato dagli Sforza) e l'Ospedale Maggiore. Gli Sforza inoltre riuscirono ad attrarre a Milano personalità come Leonardo da Vinci, il quale riprogettò e migliorò la funzione dei navigli e dipinse l'Ultima Cena, e Bramante, che lavorò alla chiesa di Santa Maria presso San Satiro, alla basilica di Sant'Ambrogio e alla chiesa di Santa Maria delle Grazie, condizionando lo sviluppo del rinascimento lombardo. Contemporaneamente gli Sforza condussero azioni espansive nell'Italia settentrionale e in aree dell'Italia centrale che portarono a scontrarsi con gli interessi delle altre potenze italiane, soprattutto con la Repubblica di Venezia a est e con la signoria di Lorenzo de' Medici.i.
Fu però nel 1426 che la politica espansionistica del Doge di Venezia Francesco Foscari si concretizzò con l'entrata in guerra contro il Ducato di Milano. Il 17 ottobre 1427, vittoriosa, al comando del conte di Carmagnola, nella battaglia di Maclodio sui Milanesi, Venezia portò il proprio confine sull'Adda, conquistando le città lombarde di Bergamo, Brescia, Crema ed i territori della Val Camonica, che vennero a costituire la Lombardia veneta.
Il delicato periodo che va dalla metà del XV alla metà del XVI secolo vede succedersi i seguenti arcivescovi, alcuni dei quali di significativa importanza per la città: Carlo I da Forlì (1457-1461); Stefano dei conti Nardini di Forlì (1461-1484); Giovanni Arcimboldi (1484-1488) e Guidantonio Arcimboldi (1488-1497); Ottaviano Arcimboldi (1497); Ippolito I d'Este (1497-1519); Ippolito II d'Este (1519-1550).

### Le lotte Franco-Asburgiche

Le mura spagnole di Milano che costeggiano la Darsena di Porta Ticinese. Si possono notare il terrapieno situato verso l'esterno della città, che serviva per limitare l'impatto dei colpi di artiglieria, e il camminamento superiore delimitato da una doppia fila di alberi

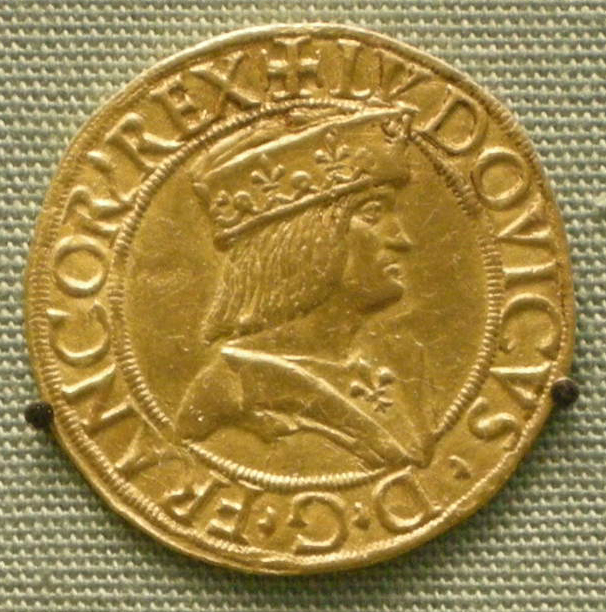
Ducato d'oro di Luigi XII di Francia, come Duca di Milano, 1499-1512

Nel 1499, nel corso della signoria di Ludovico il Moro, Milano diventò la prima delle signorie italiane a cadere sotto gli attacchi delle monarchie nazionali europee. Nel 1499 discese in Italia un esercito di Luigi XII di Francia comandato dall'esule Gian Giacomo Trivulzio e nel 1500 il Moro venne definitivamente sconfitto.
Tra il 1512 e il 1515 le truppe dei Cantoni svizzeri intervennero contro i francesi assumendo il controllo de facto del Ducato di Milano e affidando il potere a Massimiliano Sforza. La sconfitta nella Battaglia di Marignano contro i francesi e i veneziani, segnò la fine dell'espansione elvetica e negli anni successivi si sviluppò la lotta per il predominio su Milano tra Francia e Asburgo.
Prevalse alla fine l'Imperatore Carlo V con la battaglia di Pavia nel 1525.
A seguito del trattato di Barcellona del 1529 venne reintergrato a capo del ducato Francesco II Sforza e nel 1535, a seguito della morte senza eredi di questo, Milano e il territorio del ducato furono assegnati al figlio di Carlo V, Filippo II di Spagna, come feudo Imperiale.

### Dominazione spagnola
Con la divisione dell'impero asburgico all'abdicazione di Carlo V, il Ducato di Milano passò a Filippo II di Spagna. Iniziò quindi un periodo di 150 anni di dominazione spagnola. Questi anni videro il controllo piuttosto oppressivo sul piano ideologico e quello fiscale dei governatori spagnoli.
La costruzione delle mura spagnole avvenne tra il 1548 e il 1562 per ordine di Ferrante I Gonzaga, governatore della città, e dell'imperatore del Sacro Romano Impero Carlo V d'Asburgo. Costruite per sostituire le mura medievali di Milano, ormai diventate obsolete per l'invenzione della polvere da sparo, sono state demolite, per la gran parte, alla fine del XIX secolo come conseguenza del Piano Beruto, primo piano regolatore di Milano. Trasformate nel XVIII secolo in camminamenti pedonali alberati, ne sono giunti al XXI secolo solo pochi tratti.
Gli spagnoli compirono importanti lavori idraulici e urbanistici. Della dominazione spagnola, sulla carta idrografica di Milano, restò infatti la Darsena di Porta Ticinese, che venne realizzata tra il 1603 e il 1605. Il Naviglio Pavese nacque dall'esigenza di Milano di essere collegata al mare, che si era già realizzata in tempi remoti attraverso la Vettabbia e il Lambro, e, dal 1470, grazie anche al Naviglio di Bereguardo. Il primo tentativo di scavo del Naviglio Pavese, canale che servì anche a spezzare l'egemonia di Pavia nei traffici verso Milano, fu fatto durante la dominazione spagnola. I lavori si arrestarono nel 1610 poco oltre la seconda conca, all'incrocio con il Lambro Meridionale, per poi essere completati secoli dopo, durante la dominazione austriaca.
Riassumendo si riscontrò un certo incremento dell'economia fino all'inizio del Cinquecento, anche come conseguenza della fine di un lungo periodo di turbolenze. con la crescita di prestigio e di influenza del clero con le figure di san Carlo Borromeo, arcivescovo dal 1565 al 1584, e di Federico Borromeparcivescovo dal 1595 al 1631. Si riscontrò invece una profonda crisi demografica ed economica intorno al 1630 a causa della peste (la stessa descritta da Alessandro Manzoni nel romanzo I promessi sposi) e della calata dell'esercito tedesco; e quindi una stagnazione economica che durò fino alla metà del Settecento. 

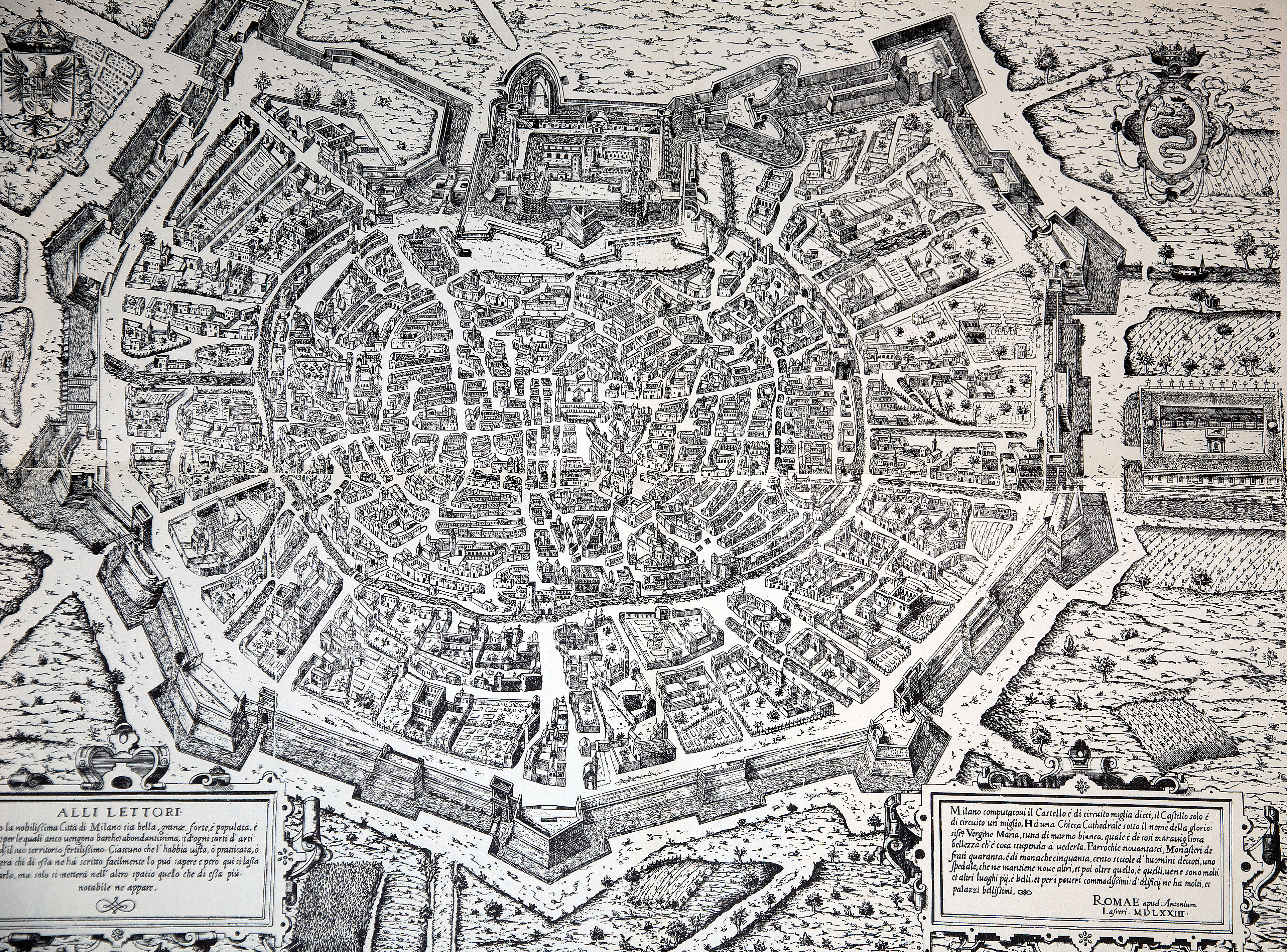
Milano come appariva nel 1573, durante il governo di Filippo II di Spagna

All'inizio del Settecento si assistette alla crisi del Regno di Spagna, e nel 1706, nel corso della guerra di successione spagnola, Milano venne occupata da Eugenio di Savoia, membro della famiglia dei Savoia-Soissons al servizio dell'Esercito del Sacro Romano Impero, passando sotto il dominio austriaco, formalizzato dal Trattato di Rastadt nel 1714.

### Primo periodo austriaco

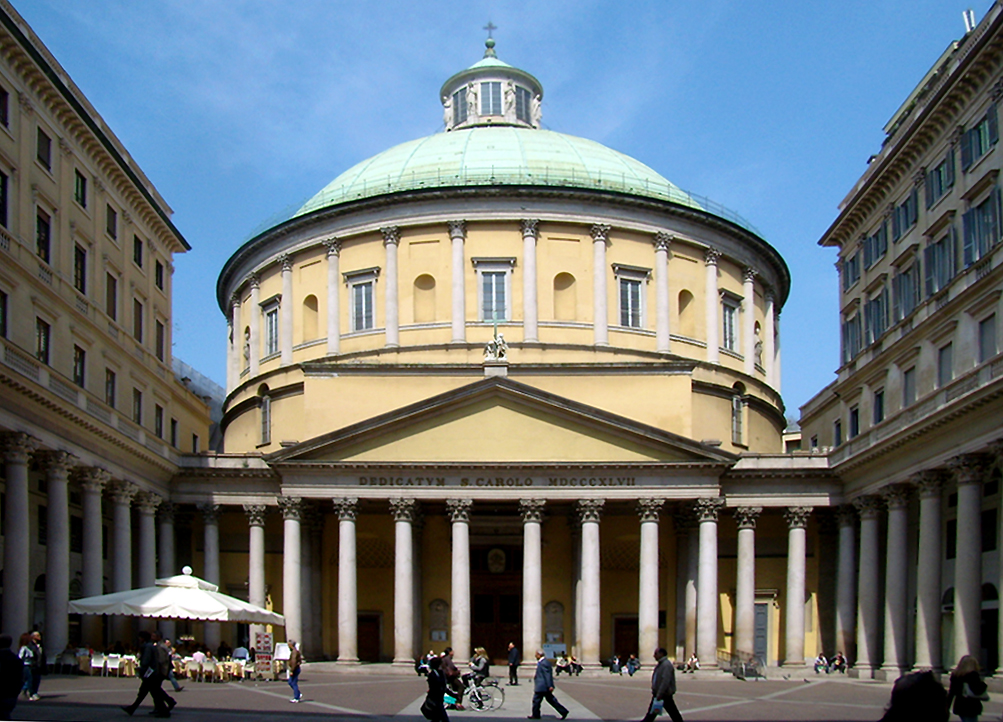
La piazzetta della chiesa di San Carlo al Corso, tra gli esempi più conosciuto del Neoclassicismo a Milano

Un periodo di vivaci riforme iniziò intorno alla metà del XVIII secolo sotto il regno di Maria Teresa d'Austria (1740-1780) e proseguì con il regno di Giuseppe II d'Asburgo-Lorena (1780-1790). In questo periodo Milano riprese ad avere un ruolo primario sia sul piano culturale (sensibilità e contributi verso l'Illuminismo) che su quello economico.
Svolsero ruoli importanti figure come Pietro Verri, Alessandro Verri, Cesare Beccaria, Paolo Frisi, Ruggero Giuseppe Boscovich, Giuseppe Parini e Giuseppe Piermarini. Il 1º gennaio 1760 entrò in vigore il primo censimento realizzato a Milano, che venne organizzato dal governo austriaco. Sappiamo che a questa data a Milano (esclusi i Corpi Santi) erano presenti 5.206 unità immobiliari, a cui erano collegati 2.423 proprietari, con una popolazione totale di 108.000 abitanti.
Vi sono diverse istituzioni, attive ancora oggi, che sono state fondate o patrocinate dagli austriaci, nel primo o secondo periodo. Tra queste il Teatro alla Scala, le scuole e l'Accademia di Brera (ospitate in un convento confiscato ai Gesuiti), la Biblioteca Nazionale Braidense (Maria Teresa la rese pubblica essendo prima privata), la Cassa di Risparmio delle Provincie Lombarde e varie altre importanti istituzioni tra cui l'Accademia scientifico-letteraria nel 1859 (prima occorreva recarsi a Pavia per laurearsi).
Da segnalare il catasto (che costituì un modello per gli altri Stati) e la formazione di alcune delle prime ferrovie italiane (la Ferdinandea) al punto che all'Unità d'Italia i domini austriaci avevano una rete ferroviaria tra le più estese tra gli Stati confluiti nel Regno d'Italia (la rete era seconda sola a quella del Regno di Sardegna: 850 km per quest'ultimo e 607 km nel Lombardo-Veneto).
Tra la seconda metà del XVIII secolo e la prima metà del XIX secolo a Milano fiorì il Neoclassicismo. Durante la fine del regno di Maria Teresa d'Austria, tutto il successivo Regno d'Italia napoleonico e la Restaurazione, Milano fu protagonista di una forte rinascita culturale ed economica, durante la quale il Neoclassicismo fu lo stile artistico dominante e la maggiore espressione. La stagione neoclassica milanese fu per questo tra le più importanti in Italia e in Europa.

## Epoca contemporanea

### Periodo napoleonico

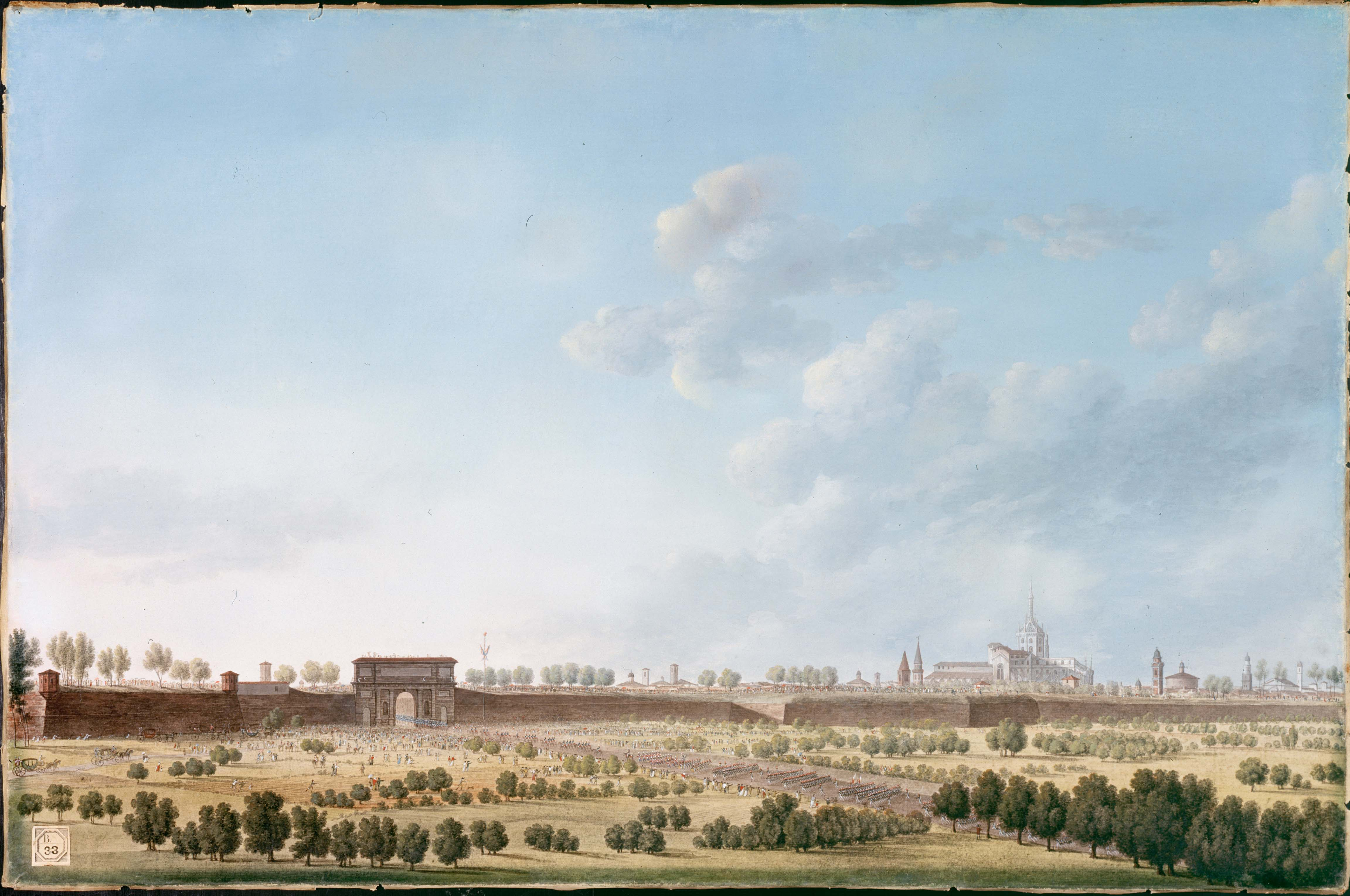
Napoleone che entra a Milano il 15 maggio 1796, su un dipinto di Giuseppe Pietro Bagetti

Milano fu la capitale della Repubblica Transpadana dal 1796 al 1797, della Repubblica Cisalpina dal 1797 al 1802, della Repubblica Italiana napoleonica dal 1802 al 1805 e del Regno d'Italia napoleonico dal 1805 al 1814. Napoleone si incoronò re d'Italia in Duomo con la Corona ferrea, imponendo di terminare la facciata della cattedrale milanese (1805) per l'evento.
Ideò il completamento del Castello Sforzesco con il Foro Buonaparte, progetto poi da lui bocciato per l'eccessivo costo, ma che generò l'attuale semicerchio stradale, che avrebbe dovuto prevedere intorno al nucleo superstite del Castello Sforzesco (all'epoca non ancora ristrutturato) una nuova sede del governo repubblicano formata un imponente colonnato dorico e da alcuni edifici che sarebbero diventati il nuovo centro politico della città: l'unica parte del Foro Buonaparte che venne poi realmente costruita fu l'Arena Civica.
Per Napoleone, nel 1807, fu iniziato l'Arco della Pace, che fu tuttavia terminato durante la seconda dominazione austriaca. Progettato da Luigi Cagnola e concepito come "arco della Vittoria" per festeggiare la vittoria francese nella battaglia di Jena, fu realizzato a partire dall'autunno del 1807. L'opera era ormai a due terzi quando, con la caduta del Regno d'Italia napoleonico (1814), il progetto venne abbandonato per poi essere ripreso nel 1826 durante il regno dell'imperatore asburgico Francesco I d'Austria, che ne mutò la dedica. L'Arco della Pace fu poi completato nel 1838.

### Secondo periodo austriaco e il Risorgimento

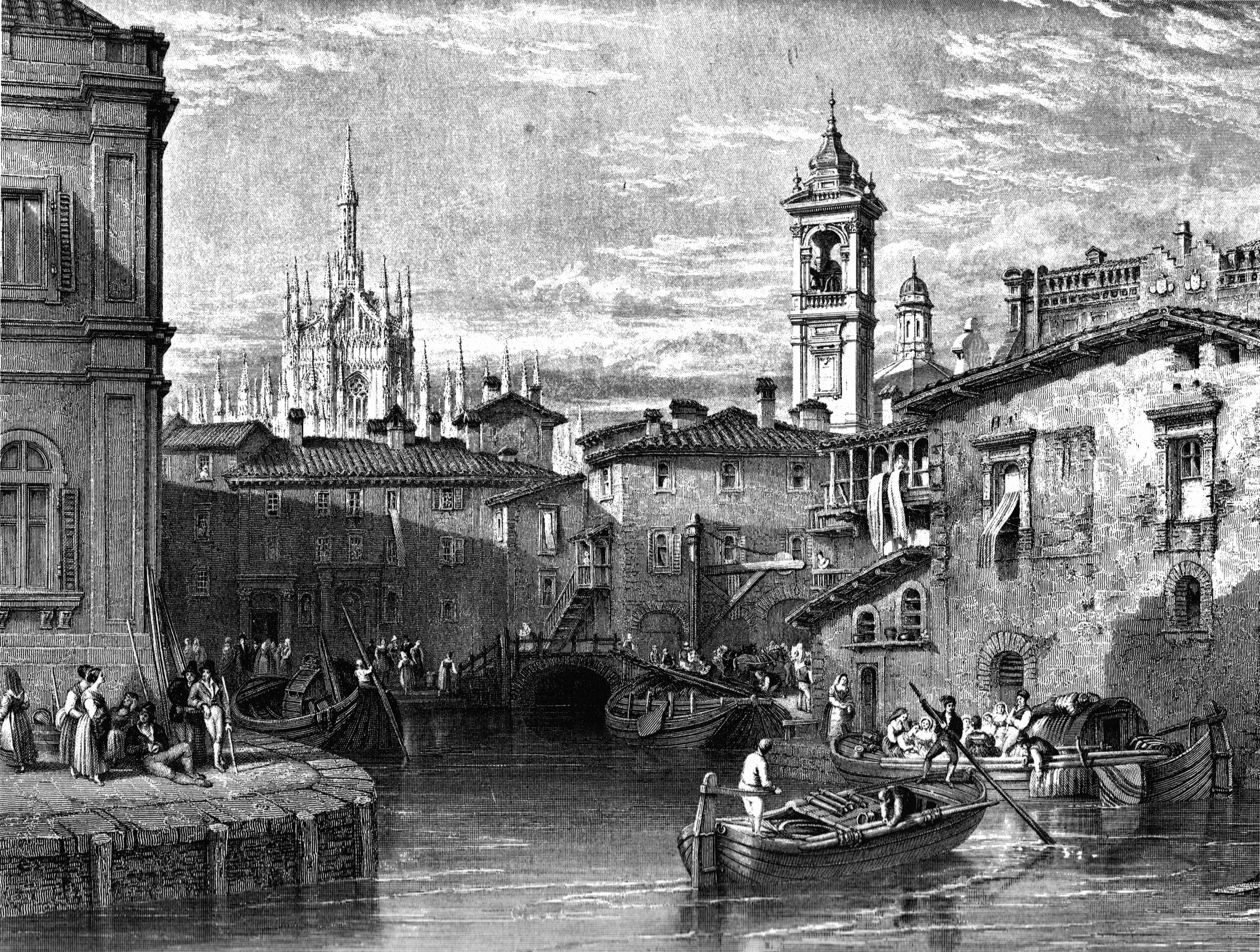
Stampa d'epoca (1845 ca.). Raffigura il laghetto di Santo Stefano, per il quale transitarono per oltre quattro secoli i materiali per il cantiere della Fabbrica del Duomo. Fu interrato nel 1857 per "insalubrità".

Tra il febbraio e l'aprile 1814 si consumarono gli avvenimenti che determinarono la caduta del Regno d'Italia napoleonico. L'8 febbraio 1814 il Viceré del Regno d'Italia Eugenio di Beauharnais sconfisse gli austriaci alla battaglia del Mincio e li costrinse, il 16 aprile, a stabilire la linea del cessate il fuoco fuori dalla Lombardia (Convenzione di Schiarino-Rizzino). Beauharnais convocò, quindi, per il successivo 17 aprile a Milano, il Senato del Regno d'Italia.
Al Senato, invece, la migliore nobiltà milanese si schierò contro di lui (fra gli altri, Carlo Verri, Federico Confalonieri, il generale Domenico Pino, Alessandro Manzoni, Luigi Porro Lambertenghi fra gli altri). Il 20 aprile si scatenò la congiura contro i francesi. La folla invase il Palazzo del Senato passando poi a San Fedele, dove massacrò il ministro Giuseppe Prina, che si era opposto alla congiura insieme al Melzi d'Eril.
Il 21 aprile il Consiglio Comunale di Milano, riunitosi d'urgenza, nominò un Comitato di Reggenza Provvisoria, composto da sette membri: tutti erano tra i cospiratori. Come primo atto, il Comitato inviò delegati al feldmaresciallo austriaco Heinrich Johann Bellegarde perché inviasse le sue truppe ad occupare la città. Il 22 aprile 1814 i Collegi elettorali, convocati dal podestà Antonio Durini, abolirono il Senato. Il progetto del Beauharnais era compromesso. La fine del Regno d'Italia era giunta: il 23 aprile Eugenio di Beauharnais firmò a Mantova la capitolazione, con un esercito al completo e senza essere stato sconfitto dagli Austriaci.
Il nuovo assetto territoriale dell'Italia fu deciso al Congresso di Vienna. Il 7 aprile 1815 fu annunciata la costituzione degli Stati austriaci in Italia. Milano diveniva la capitale del Regno Lombardo-Veneto, formalmente indipendente, ma in realtà soggetto all'Impero austriaco. La città tornò ad essere capoluogo di una provincia, più piccola rispetto a quella esistita fino al 1797.
Il secondo periodo austriaco fu turbolento e caratterizzato da una continua tensione dovuta ai fermenti patriottici che erano diffusi in tutta Italia, Milano compresa, il cui obiettivo era quello di unificare l'Italia liberandola dallo straniero. In questo periodo storico, che è chiamato Risorgimento, avvenne la celebre rivolta delle Cinque giornate (18-22 marzo 1848), che temporaneamente liberò Milano dal dominio austriaco, i quali rientrarono a Milano meno di cinque mesi più tardi, il 6 agosto 1848, instaurando un governo militare che durò fino al 20 febbraio 1857. In questo periodo vi fu la fallita rivolta di Milano del 1853, che venne repressa dagli austriaci in giornata. In seguito alla seconda guerra di indipendenza ed alla successiva Pace di Zurigo (1859), Milano e la Lombardia passarono al Regno di Sardegna, trasformatosi nel 1861 in Regno d'Italia.

### L'opera lirica

La contrada della Scala nel 1855, prima della realizzazione dell'omonima piazza. I portici che si intravedono sulla destra appartengono al Teatro alla Scala. Per realizzare piazza della Scala vennero demoliti, nel 1858, diversi caseggiati, che si intravedono nella fotografia. In questo modo scomparve la via prospiciente al celebre teatro milanese, la contrada della Scala (in molte città lombarde, fino all'Unità d'Italia, le vie erano comunemente chiamate "contrade")

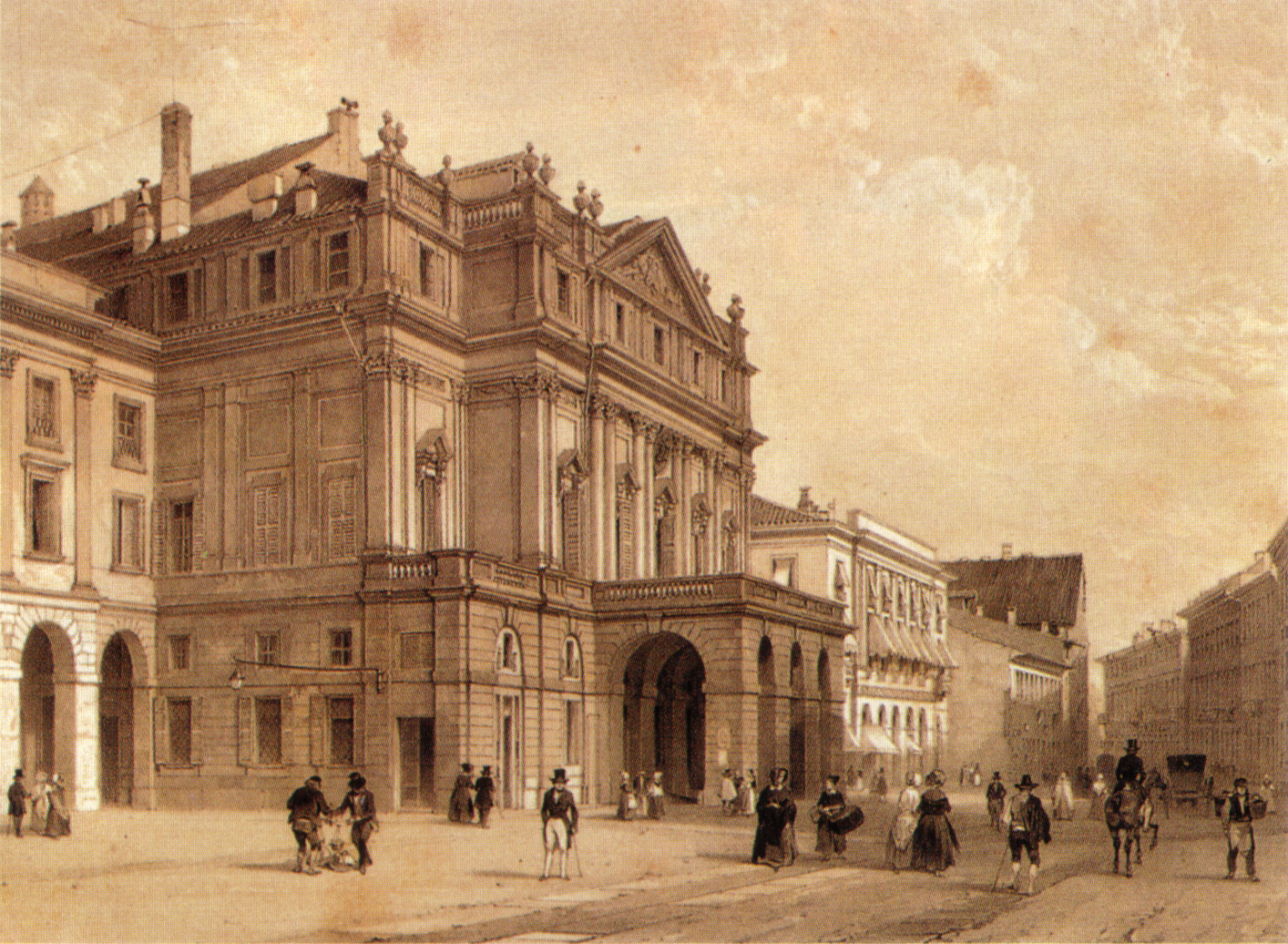
Il Teatro alla Scala in una stampa ottocentesca

Milano non iniziò alcuna forma originale d'Opera, né diede i natali a grandi musicisti, ma divenne, nel corso del Settecento, una delle capitali indiscusse dell'Opera lirica grazie anche all'adozione di compositori stranieri. Operarono a Milano artisti di lingua tedesca (Wolfgang Amadeus Mozart, Giacomo Meyerbeer, Johann Simon Mayr), originari del Veneto (Antonio Salieri), dallo Stato Pontificio (Gioachino Rossini), del Regno di Napoli (Domenico Cimarosa, Giovanni Paisiello e Vincenzo Bellini), del Ducato di Parma e Piacenza (Giuseppe Verdi) e molti altri, quasi tutti di altre città (Gaetano Donizetti di Bergamo). Il primo teatro di Milano di cui si ha notizia è il salone Margherita, costruito negli ultimi anni del Cinquecento, poi rifatto sulla stessa area (l'attuale Palazzo Reale) come Teatro Regio Ducale.
Da segnalare la presenza a Milano di Wolfgang Amadeus Mozart, che diede alcune prime delle sue opere. Tra queste Mitridate, re di Ponto (26 dicembre 1770), la serenata teatrale Ascanio in Alba su un testo di Giuseppe Parini per le nozze di Ferdinando d'Asburgo-Este e Maria Ricciarda Beatrice d'Este (17 ottobre 1771) e Lucio Silla (26 dicembre 1772), che debuttarono tutti al Teatro Regio Ducale. I soggiorni di Mozart a Milano abbracciarono quasi un anno della sua breve vita, e probabilmente lasciò Milano perché sfumò la possibilità di essere assunto come compositore stabile. Alcuni storici riferiscono che l'Arciduca fosse favorevole alla sua assunzione, ma che Maria Teresa si oppose, dato che i Mozart (padre e figlio) venivano considerati dei compositori girovaghi e non adatti ad una sede così importante, che richiedeva musicisti stabilmente residenti.
Una tappa decisiva fu la costruzione del Teatro alla Scala. Dopo che un incendio distrusse il Teatro Regio Ducale, si decise di costruire due teatri, dislocati in aree diverse dal precedente. Maria Teresa donò l'area dove prima sorgeva la chiesa di Santa Maria alla Scala, da cui il nome del celebre teatro milanese. Una volta approvato il progetto, nell'arco di due anni, la Scala fu inaugurata il 3 agosto 1778 con L'Europa riconosciuta di Antonio Salieri. L'anno successivo fu inaugurato il teatro fratello, sempre progettato dal Piermarini, ovvero il Teatro della Cannobiana (dal convento delle suore Cannobiane che si trovava in quell'area) poi divenuto il Teatro Lirico di Milano. Nei primi tempi alla Scala furono date opere di gusto napoletano e francese.
All'inizio dell'Ottocento vi è da segnalare l'arrivo di personaggi importanti come i citati Ferdinando Paër, Giacomo Meyerbeer, il giovane Gioachino Rossini, Giuseppe Verdi, Gaetano Donizetti. I rapporti con i musicisti non furono sempre facili, ma Milano restava un crocevia importante per tutti i più grandi operisti dell'epoca. In particolare Verdi diede le sue ultime opere (l'Otello, il 5 febbraio 1887 e Falstaff 9 febbraio 1893) alla Scala, morendo a Milano e venendo sepolto nella casa di riposo per musicisti che volle donare alla città. Rossini diede a Milano l'ultima sua opera Italiana (La gazza ladra) e poi si trasferì a Parigi.

Il Teatro della Cannobiana (dal 1894 chiamato Teatro Lirico) a inizio Novecento prima del suo rifacimento, che fu effettuato tra il 1938 al 1940

Durante l'Ottocento vi erano intensi scambi con altre città. Basti ricordare la figura di Domenico Barbaja (Milano, 1778 - Napoli, 1841) che da cameriere divenne ricco per aver ottenuto l'appalto del gioco d'azzardo alla Scala, divenendo in breve "il principe degli impresari". Gestì alcuni dei più grandi teatri dell'epoca in tre Stati diversi: la Scala e la Cannobiana a Milano, il Teatro di San Carlo di Napoli e due teatri a Vienna, città che allora dominava su Milano. Barbaja aveva le sue entrature anche negli altri teatri, presentando anche altrove alcuni dei più grandi operisti, che a lui debbono la loro fortuna.
L'importanza del melodramma a Milano non dev'essere confusa con la sola Scala: vi erano teatri importanti e indipendenti, che ospitarono le "prime" di alcune tra le opere più importanti e che ancor oggi vengono rappresentate in tutto il mondo. Basti ricordare le opere date al Teatro alla Cannobbiana, che ospitò prime quali L'elisir d'amore di Gaetano Donizetti o al Teatro Carcano (inaugurato nel 1803 su progetto del Canonica, oggi ha mantenuto lo stesso nome ma è stato completamente rifatto) con Beatrice di Tenda. Gli altri importanti teatri di Milano costruiti all'epoca sono il Fossati, il salone Cattaneo, il salone Gerolamo, ecc.
Mentre uno dopo l'altro i teatri andavano in crisi, alla fine dell'Ottocento la Scala, grazie all'appoggio di autorità, personalità e importanti patron (come il duca Guido Visconti di Modrone, Arrigo Boito e da Giulio Gatti Casazza), sperimentava nuove formule di gestione. Un'altra modifica dell'assetto istituzione la si ebbe nel 1921 quando i palchi vennero ceduti dai rispettivi proprietari al Comune di Milano. È il momento in cui la Scala assume il ruolo di Ente autonomo, con finanziamenti comunali e statali. Nel 1997 ha riaperto nuovamente ai finanziamenti privati divenendo una fondazione.

### L'unificazione italiana

1907: i lavoratori della Borletti, industria milanese fondata nel 1897, davanti al loro stabilimento in via Washington

Come già accennato, nel 1859, in seguito alla seconda guerra d'indipendenza, Milano entrò a far parte del Regno di Sardegna, che divenne Regno d'Italia dal 1861. Il 5 marzo 1876 uscì il primo numero del quotidiano Corriere della Sera, fondato e diretto dall'ex garibaldino Eugenio Torelli Viollier, che divenne il primo quotidiano italiano per tiratura e rilevanza politica.
Nel 1883 fu inaugurata a Milano, la Centrale Santa Radegonda, nella via omonima (a fianco del Duomo), prima centrale elettrica dell'Europa continentale, seconda in tutta Europa rispetto alla centrale Holborn Viaduct a Londra, in funzione dall'aprile del 1882, che però illuminava il solo viadotto da cui traeva il nome.
Il 16 dicembre 1899 venne fondata l'Associazione Calcio Milan, da cui nel 1908, a causa di dissidi interni, nacque per scissione la rivale cittadina Football Club Internazionale Milano.

### L'inizio del XX secolo

La Fiera Campionaria di Milano negli anni venti del XX secolo

Milano fu la sede dell'Expo 1906, che occupò tutta l'area del Parco Sempione e quella che successivamente fu occupata dalla Fiera di Milano, ora riqualificata con il nome di CityLife. Di quanto venne impiantato all'occasione rimane ben poco: l'opera più significativa rimasta è l'acquario civico.
Milano fu, all'inizio del Novecento, città tendenziale socialista, di lotte operaie; nel 1911 vi venne trasferita la sede del giornale ufficiale socialista l'Avanti!. È del 1914 l'elezione di Emilio Caldara, primo sindaco socialista della città. Al contempo fu centro intellettuale del futurismo italiano. Il 14 novembre 1914, sempre a Milano, iniziò la stampa de Il Popolo d'Italia, il quotidiano interventista fondato da Benito Mussolini, all'epoca ancora nella file del Partito Socialista Italiano.
Durante la prima guerra mondiale la città svolse un ruolo di retrovia, ricovero di militari feriti in convalescenza (tra cui Ernest Hemingway, che ricordò le sue giornate milanesi nel famoso romanzo Addio alle armi) e di centro per la produzione di materiale bellico venendo direttamente colpita dalla guerra in occasione di un unico bombardamento aereo austriaco, il 14 febbraio 1916, che causò la morte di 18 persone.
Il biennio postbellico 1919-1920 vide lo scontro tra i socialisti e il nascente movimento fascista, che venne fondato a Milano nel 1919, in piazza San Sepolcro. Tra gli episodi più cruenti si ricorda l'assalto all'Avanti! del 15 aprile 1919. Il 23 marzo 1921 muoiono 21 persone e 80 rimangono ferite in un attentato al teatro Kursaal Diana. Responsabili dell'atto furono riconosciuti gli anarchici Giuseppe Mariani, Giuseppe Boldrini ed Ettore Aguggini con la complicità di Elena Melli (compagna di Errico Malatesta).
Un regio decreto nel 1923 modificò i confini di Milano, ampliandola notevolmente: i piccoli comuni confinanti di Lambrate, Greco, Affori, Baggio, Gorla, Precotto, Musocco, Niguarda, Trenno, Chiaravalle, Crescenzago, Vigentino, vennero inglobati nella città. Nel 1924, a Milano, uscì il primo numero del giornale comunista l'Unità.

### Il ventennio fascista

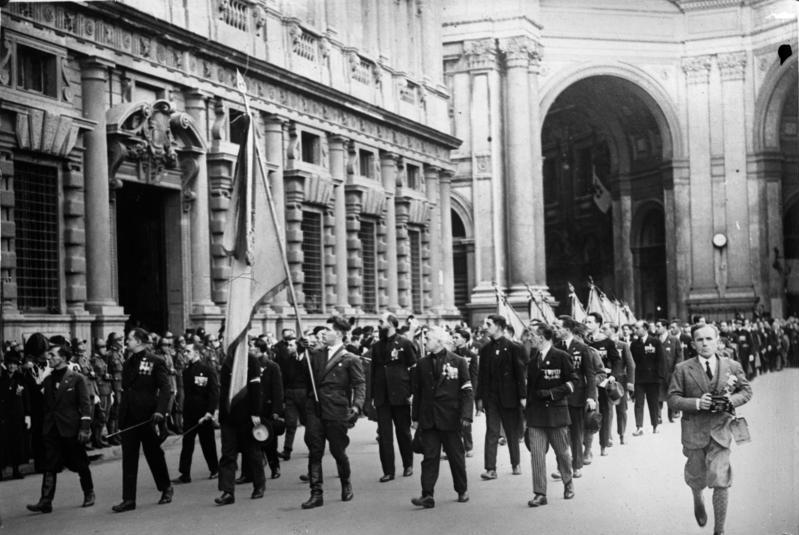
Novembre 1928: Emanuele Filiberto di Savoia, Duca d'Aosta, in rappresentanza del Re assiste al passaggio di una squadra di reduci di guerra in camicia nera, durante una parata fascista, di fronte a Palazzo Marino

Il ventennio fascista vide a Milano la realizzazione di una serie di opere pubbliche, con amministratori come Ernesto Belloni, primo podestà di Milano del nuovo sistema amministrativo fascista, che entrò in carica 1926: una su tutte l'inaugurazione nel 1931 della stazione Centrale, costruzione iniziata nel 1913 e terminata nel 1931, a sostituzione della precedente ormai piccola ed inadeguata al traffico ferroviario che era ubicata ove oggi vi è piazza della Repubblica.
Il 18 aprile 1928, in piazza Giulio Cesare, all'ingresso della fiera campionaria in corso, dove avrebbe dovuto passare la carrozza del Re, scoppiò una bomba collocata entro la base di ghisa di un lampione. L'esplosione provocò una strage: 16 persone morirono sul colpo, altre 20 furono gravemente ferite e di queste almeno 10 morirono in seguito per le gravi lesioni ricevute. Mandanti e gli esecutori di questa strage non furono mai individuati e la strage stessa venne velocemente rimossa dalla memoria storica cittadina e nazionale.
Il 1º gennaio 1930, venne inaugurata la Centrale del Latte, mentre il 23 maggio aprì il Planetario regalato alla città dall'editore Ulrico Hoepli. Il giorno 28 ottobre fu inaugurato l'Idroscalo, la cui costruzione era iniziata nel 1928, mentre dal 1932 al 1940 fu costruito il Palazzo di Giustizia. Dal 1929 al 1930 furono interrati la Cerchia dei Navigli, il Naviglio di San Marco, il Naviglio Vallone, il laghetto di San Marco e il tratto del Naviglio della Martesana da Porta Nuova alla Conca dell'Incoronata. 

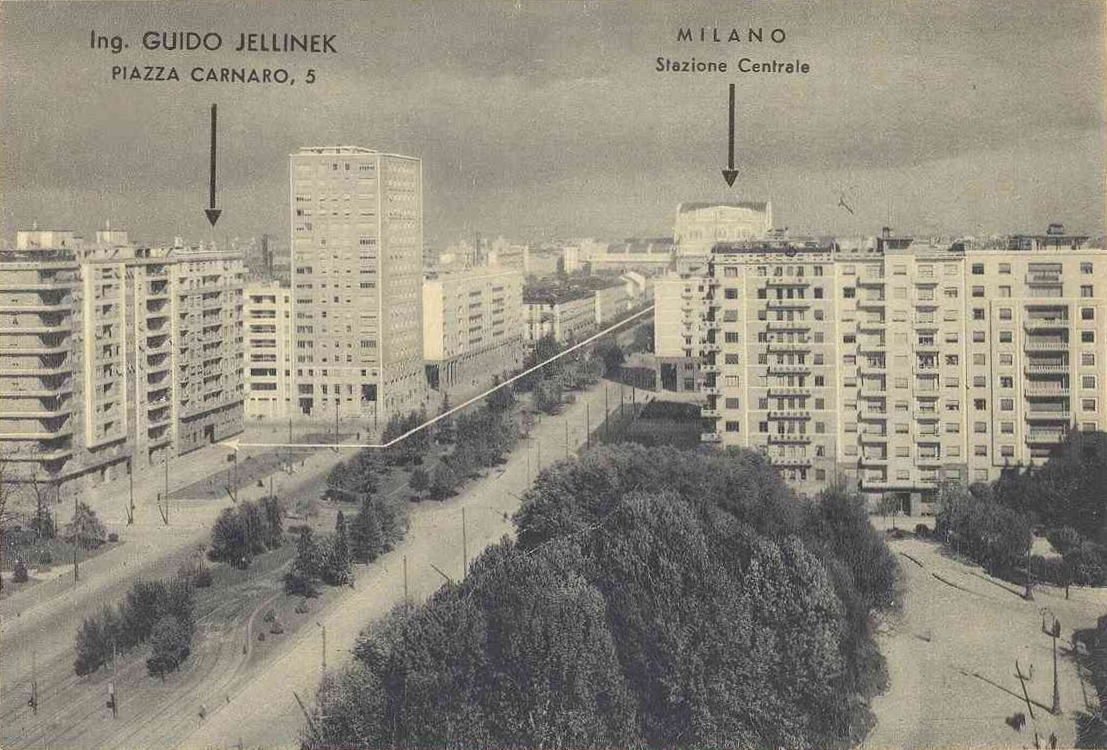
Piazza della Repubblica nel 1941, prima della costruzione della Torre Breda, quando si chiamava ancora piazzale Fiume

Durante il periodo del Ventennio a Milano, alcune vie e piazze comuni, assunsero alcune denominazioni che prendevano spunto da fatti accaduti in quell'epoca oppure da personaggi o città di cui ricordarne la memoria. Denominazioni che poi vennero cambiate dopo il 1945, anno che sancì la fine dell'epoca fascista.
- piazza della Repubblica (zona Stazione Centrale) prima era chiamata piazzale Fiume, in onore della omonima città del Quarnaro, oggi in Croazia e all'epoca appartenente all'Italia;
- piazza Mercanti (zona piazza del Duomo) all'epoca era chiamata piazza Giovinezza (inno del partito fascista);
- piazza Buozzi (zona Porta Romana) era piazza Martiri Fascisti;
- corso Matteotti (zona piazza San Babila) era corso del Littorio (simbolo del potere fascista);
- corso Lodi (zona Porta Romana) era corso 28 ottobre (data della Marcia su Roma);
- corso di porta Romana era corso Roma;
- via Nirone (zona piazza Sant'Ambrogio) era via del Fascio;
- via San Marco (zona Bastioni di Porta Nuova) era via Marcia su Roma;
- via Cerva (zona piazza San Babila) era via degli Arditi (corpi speciali dell'esercito);
- piazza Ascoli (zona Città Studi) era piazza Emilio Tonoli (martire fascista);
- piazza Gramsci (zona Sempione) era piazza Edoardo Crespi (martire fascista);
- via Washington (zona Magenta) dal 1941 diventò via Bruno Mussolini (figlio di Benito morto in guerra).

### Seconda guerra mondiale

Cartelli in tedesco in piazza Duomo a Milano nel 1944 durante l'occupazione nazista dell'Italia

1943: la zona compresa tra piazza San Babila e largo Augusto dopo un bombardamento aereo; sullo sfondo, sopra le macerie, è visibile la guglia del Duomo.

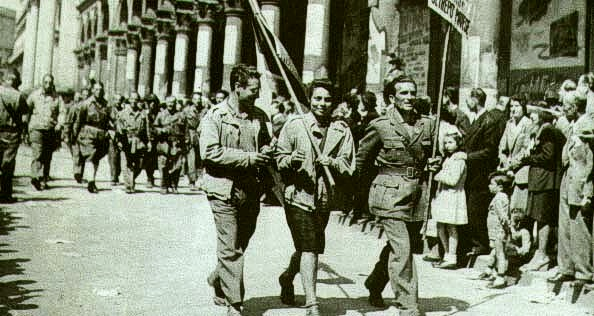
Partigiani sfilano da Piazza del Duomo verso Corso Vittorio Emanuele, qualche giorno dopo la liberazione della città

Veduta aerea del Monte Stella e dei suoi dintorni negli anni sessanta del XX secolo. Il Monte Stella fu realizzato con le macerie raccolte dagli edifici distrutti nei bombardamenti della seconda guerra mondiale

La città venne più volte bombardata dagli alleati, in particolare nell'estate del 1943, con gran parte della popolazione civile, soprattutto donne, bambini ed anziani, che fu evacuata e sfollata nei comuni circostanti, al riparo dalle maggiori incursioni aeree. Molti quartieri cittadini furono pesantemente colpiti e numerosi milanesi morirono seppelliti dalle macerie delle case distrutte e nei rifugi antiaerei ricavati nelle cantine. Particolare impressione fece il bombardamento di una scuola elementare nel quartiere di Gorla, che provocò la morte di circa 200 alunni e del personale scolastico. Finita la guerra, il cumulo delle macerie raccolte dagli edifici distrutti fu usato per costruire il Monte Stella, una collina artificiale di Milano che si trova nella zona di San Siro.
Dopo l'armistizio dell'8 settembre 1943 Milano, con tutto il Nord Italia, venne occupata dalle truppe tedesche e diventò parte della Repubblica Sociale Italiana. In contemporanea si attivarono i nuclei partigiani, soprattutto con azioni di propaganda politica all'interno della città e sabotaggi contro infrastrutture nazifasciste. La città divenne la sede del Comitato di Liberazione Nazionale del Nord Italia e avvennero ripetuti rastrellamenti di civili da parte delle milizie fasciste entro la città. Gli arrestati venivano rinchiusi nel carcere di San Vittore ed i meno fortunati subirono interrogatori violenti a Villa Triste, con gli abitanti della città vissero comprando il necessario con le tessere annonarie ed al mercato nero.
Per rappresaglia ad un attentato partigiano 15 prigionieri vennero fucilati dai fascisti, ed i cadaveri lasciati esposti alla sguardo dei passanti per tutta la notte in Piazzale Loreto. Per questo motivo la stessa piazza fu scelta come luogo per esporre alla folla il corpo di Benito Mussolini e degli altri gerarchi fascisti fucilati dopo la loro cattura. Nel corso della Resistenza, altri partigiani riconosciuti e catturati vennero fucilati per le vie milanesi, come accadde a Eugenio Curiel, che nella città aveva fondato il Fronte della gioventù per l'indipendenza nazionale e per la libertà.
Il 25 aprile 1945, con le truppe alleate in avvicinamento e le truppe tedesche in fuga dalla città, il Comitato di Liberazione Nazionale dell'Alta Italia proclamò l'insurrezione della città. Nella stessa giornata la città fu liberata. La giornata fu proclamata Anniversario della liberazione d'Italia, e alla città fu assegnata la Medaglia d'oro al valor militare per meriti resistenziali. Determinante in tutte le fasi della Resistenza milanese fu l'apporto dato dalle fabbriche milanesi e della vicina Sesto San Giovanni.

### Dopoguerra e boom economico

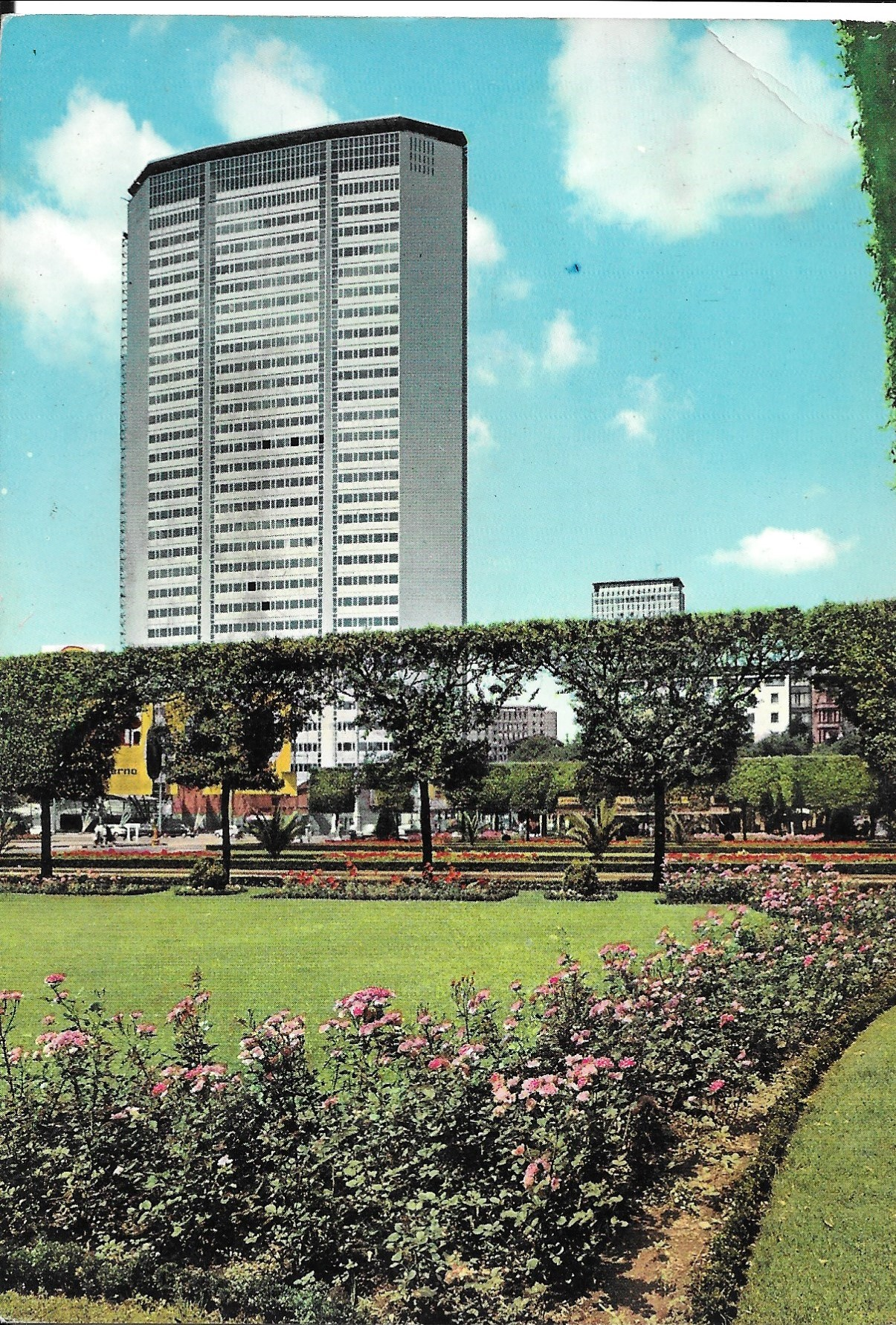
Il grattacielo Pirelli

La ricostruzione della città, dai danni della guerra, avvenne velocemente e l'11 maggio 1946 si ebbe l'inaugurazione del restaurato Teatro alla Scala, ricostruito dai danni in un solo anno dalle distruzioni causate dai bombardamenti aerei. Il concerto inaugurale, che venne diretto dal maestro Arturo Toscanini appositamente rientrato dal suo lungo esilio americano, segnò psicologicamente l'immaginario collettivo degli italiani, diventando un punto di riferimento nella ricostruzione, anche psicologica, della nazione.
Alle spalle del Duomo l'urbanistica della città cambiò, approfittando delle rovine di bombardamenti: si trovò lo spazio per creare Corso Europa e snellire la circolazione cittadina. Vennero poi costruiti i primi grattacieli: il grattacielo Pirelli e la Torre Velasca. La città fu ampliata con nuovi quartieri, alcuni costruiti con nuovi criteri urbanistici, come il QT8, altri invece si rivelarono semplici quartieri dormitorio, come Quarto Oggiaro, che erano popolati principalmente dagli immigrati.
Dopo la ricostruzione il triangolo industriale, ovvero quell'area fortemente industrializzata formata da Milano, Torino e Genova, fece da volano al boom economico dell'Italia. Fu di questi anni la scoperta, nella Pianura Padana, del primo giacimento di gas naturale d'Italia. L'Eni, grazie a questa scoperta, sotto la guida di Enrico Mattei, non venne disciolta come da intenzioni iniziali e iniziò a giocare un ruolo decisivo nella crescita economica del Paese, costruendo poi il suo quartier generale a Metanopoli (San Donato Milanese) al confine sud di Milano.
Il nuovo sviluppo economico provocò una crescita demografica del capoluogo meneghino: questi anni videro una grande immigrazione interna dal meridione d'Italia verso Milano. Le grandi industrie arrivarono ad attirare la manovalanza di cui avevano bisogno anche tramite l'affissione di manifesti nei paesi del sud Italia con cui venivano offerti un letto in alloggi societari per il tempo necessario ad ambientarsi.
Nel 1964, dopo sette anni di lavori di costruzione, venne inaugurato il primo tratto della metropolitana di Milano, parte di quella che divenne la linea M1, a cui si affiancò, a partire dal 1969, la linea M2.

### Il Sessantotto, l'autunno caldo e gli anni di piombo

L'ingresso del Palazzo della Triennale a Milano nel maggio del 1968

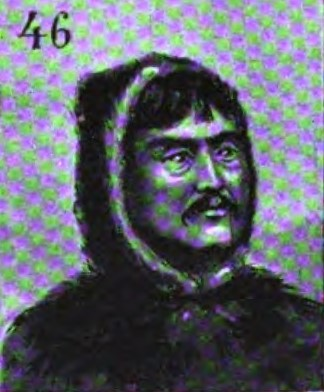
Manifestanti sessantottini a Milano all'inizio degli anni Settanta

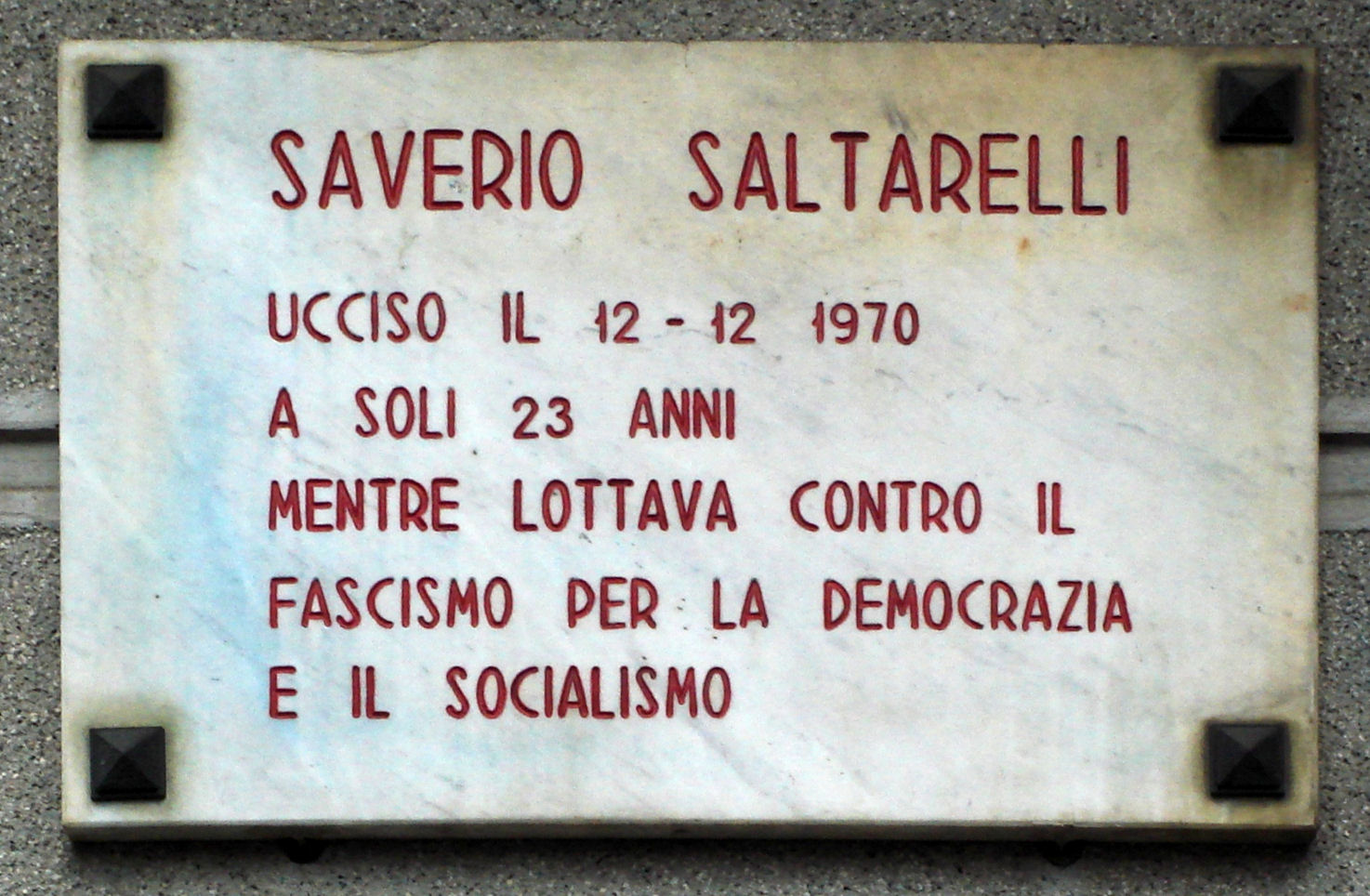
Lapide per Saverio Saltarelli in via Bergamini, Milano

Il periodo compreso fra gli anni 1968 e inizio anni ottanta fu dominato da un'aspra lotta politica, in cui i forti confronti ideologici spesso sfociarono in violenze con feriti e morti che segnarono la storia di quegli anni.
Milano fu una delle città simbolo delle lotte del Sessantotto durante il quale nacque il Movimento Studentesco. Nella città avvennero forti scontri sia tra gli studenti di sinistra dell'Università degli Studi di Milano ed i giovani neofascisti, il cui punto di riferimento era la vicina Piazza San Babila, dove solevano radunarsi. Per questo motivo i giovani simpatizzanti di estrema destra erano detti "sanbabilini". Furono frequenti anche gli scontri con le forze dell'ordine.
Alle manifestazioni studentesche si aggiunsero successivamente le manifestazioni degli operai, soprattutto a partire dall'autunno del 1969, che per tale motivo venne chiamato "autunno caldo". Queste manifestazioni, che coinvolgevano i lavoratori dell'intera cintura industriale milanese, si concludevano con grandi comizi in piazza del Duomo.
Il 19 novembre 1969 morì durante scontri con gli studenti l'agente di polizia Antonio Annarumma: fu la prima vittima dei cosiddetti "anni di piombo". Il 12 dicembre 1969 scoppiò una bomba alla Banca Nazionale dell'Agricoltura, che causò 16 morti e moltissimi feriti. L'attentato passò alla storia come la Strage di piazza Fontana segnando l'inizio di quella che fu chiamata strategia della tensione. Lo stesso anno a Milano, attorno a Luigi Giussani, insegnante di religione al liceo classico Giovanni Berchet, prese vita il movimento di impegno politico cattolico di Comunione e Liberazione.
Nel febbraio 1971 venne fondato il movimento "Maggioranza silenziosa" da parte degli esponenti della destra democristiana Luciano Buonocore, Adamo Degli Occhi, Massimo De Carolis con lo scopo conclamato di mobilitare le classi medie intimorite dalla "piazza rossa". Questo movimento organizzò una decina di manifestazioni di piazza. Il suo fondatore De Carolis venne poi sequestrato dalle Brigate Rosse nel suo studio legale, sottoposto a processo popolare e quindi gambizzato il 15 maggio 1975. Il 17 maggio Gianfranco Bertoli lanciò una bomba a mano davanti alla questura durante l'inaugurazione di una lapide in memoria di Luigi Calabresi, uccidendo 4 persone e ferendone 45.

I funerali di Fausto e Iaio nell'abbazia di Casoretto (Milano)

La primavera 1975 è caratterizzata da un susseguirsi di scontri con morti violente: il 16 aprile con un colpo di pistola sparatogli dal neofascista Antonio Braggion, morì Claudio Varalli, militante del Movimento Studentesco, mentre il giorno seguente, durante una manifestazione, fu ucciso durante uno scontro con i Carabinieri Giannino Zibecchi, anch'egli militante nel Movimento Studentesco.
Il 13 marzo 1975, in seguito a un'aggressione da parte di appartenenti a Avanguardia operaia, morì lo studente neofascista Sergio Ramelli, evento che aggravò il clima di tensione esistente in città, mentre il 25 maggio Alberto Brasili, simpatizzante della sinistra senza avere mai avuto un impegno politico diretto, venne accoltellato a morte da neofascisti vicino a piazza San Babila. Nello stesso anno venne fondato il centro sociale Leoncavallo, uno dei primi e più rilevanti centri sociali giovanili italiani.
Il 29 aprile 1976, ad un anno di distanza dalla morte di Ramelli, il 29 aprile 1976, un commando di Prima Linea uccise Enrico Pedenovi, un consigliere provinciale del Movimento Sociale Italiano. Il 15 dicembre 1976, a Sesto San Giovanni, centro della cintura industriale milanese, nel corso di un violento conflitto a fuoco, morirono il brigatista rosso Walter Alasia e Sergio Bazzega, maresciallo dell'antiterrorismo, nonché il vicequestore Vittorio Padovani.
Il 12 maggio 1976 diventò sindaco della città Carlo Tognoli, socialista legato al gruppo emergente di Bettino Craxi, che rimase a Palazzo Marino per 10 anni. Fu il primo sindaco milanese della generazione politicamente post resistenziale.
Nel 1977, anno che vide la ripresa vigorosa della lotta politica extraparlamentare da parte del movimento del Settantasette, vennero praticati espropri proletari durante alcune manifestazioni. Il 14 maggio l'agente Antonio Custra venne ucciso da colpi di pistola sparati da autonomi durante un corteo nel centro cittadino, mentre la prima alla Scala subì una nuova pesante contestazione da parte dei gruppi giovanili. Il 18 marzo 1978 vennero uccisi Fausto e Iaio, due giovani del Leoncavallo.
Il giornalista Walter Tobagi fu ucciso in un agguato terroristico il 28 maggio 1980; tre anni prima, il 2 giugno 1977, il giornalista Indro Montanelli, ex autore di punta del Corriere della Sera che a Milano nel 1974 aveva fondato Il Giornale, era stato gambizzato da un agguato delle Brigate Rosse. Gli anni di piombo ebbero poi termine all'inizio degli anni ottanta.

### Gli anni del rampantismo e dellaMilano da bere

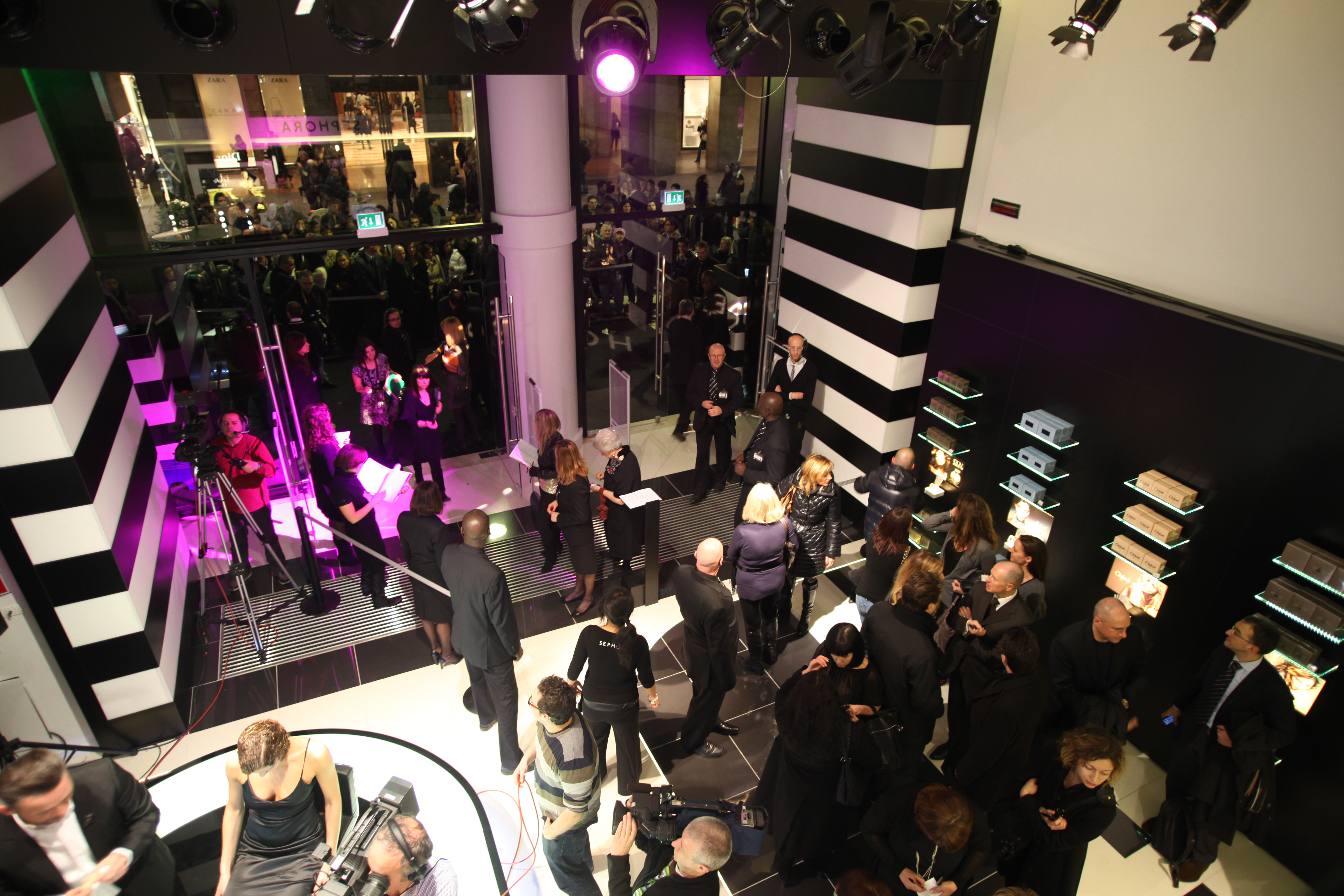
Un momento della settimana della moda di Milano del 2010

Nella seconda metà del XX secolo l'importanza di Milano nel mondo della moda è costantemente cresciuta, fino a farla diventare, a partire dagli anni ottanta, un polo di riferimento del settore. Le quattro maggiori capitali mondiali della moda, definite in inglese Big Four, sono Parigi, New York, Londra e, appunto, Milano. La città ospita dal 1975, due volte ogni anno, la settimana della moda (che in precedenza si svolgeva a Firenze), curata dalla Camera Nazionale della Moda Italiana, con sede proprio nel capoluogo lombardo. Milano è considerata anche la capitale del design industriale fin dal secondo dopoguerra.
La maggior parte nei negozi delle più importanti case di moda italiane e non solo si è concentrata nel quartiere della moda di Milano, il cosiddetto "Quadrilatero della moda", ovvero via Monte Napoleone, via della Spiga, via Sant'Andrea, via Borgospesso, via Manzoni, via Santo Spirito, corso Venezia, corso Matteotti, via Bigli, via Senato e via Bagutta. Altre zone dello shopping sono la Galleria Vittorio Emanuele II, definita come "il più antico centro commerciale" al mondo, corso Buenos Aires, tra le più lunghe vie commerciali d'Europa, piazza Duomo, via Torino, corso di Porta Ticinese, via Vittorio Emanuele II, piazza San Babila, via Dante, corso Vercelli e corso Genova.

Paninare in piazza San Babila a Milano nel 1986

Tra gli anni settanta ed ottanta Milano ha assistito alla scalata al governo, prima cittadino e poi nazionale, dei membri del Partito Socialista guidati da Bettino Craxi: sono stati gli anni del riflusso, del rampantismo arrivista e opulento dei ceti sociali emergenti e dall'immagine "alla moda" della cosiddetta "Milano da bere", espressione giornalistica originata da una campagna pubblicitaria dell'amaro Ramazzotti ed entrata a pieno titolo nel city marketing di un'epoca.
Degne di menzione, tra le sottoculture giovanili degli anni ottanta, sono state i "fioruccini" (chiamati così dal nome del negozio Fiorucci di corso Vittorio Emanuele II, cercavano il cosiddetto "sballo" ed erano caratterizzati da un abbigliamento trasgressivo), i paninari (chiamati così in quanto nati al bar Il panino della vicina piazzetta Liberty, contraddistinti da un abbigliamento griffato e dall'adesione a uno stile di vita fondato sul consumismo) e gli yuppie (trascrizione della pronuncia della sigla YUP, ovvero Young Urban Professional, giovani professionisti "rampanti" che aderivano alla comunità economica capitalista trovando in essa la loro completa realizzazione). Riferimento per la sottocultura giovanile caratterizzata dall'adesione a uno stile di vita fondato sul consumismo era piazza San Babila, ormai completamente sganciata dai citati significati politici che l'avevano contraddistinta nei decenni precedenti.
Negli anni ottanta sono nate nuove figure imprenditoriali in città, una su tutte il futuro presidente del Consiglio Silvio Berlusconi. La fine degli anni ottanta ha visto anche la crisi del sistema di potere del Pentapartito e la nascita delle Leghe autonomiste locali, in particolare della Lega Lombarda di Umberto Bossi, poi diventata Lega Nord.

### Anni novanta e Tangentopoli

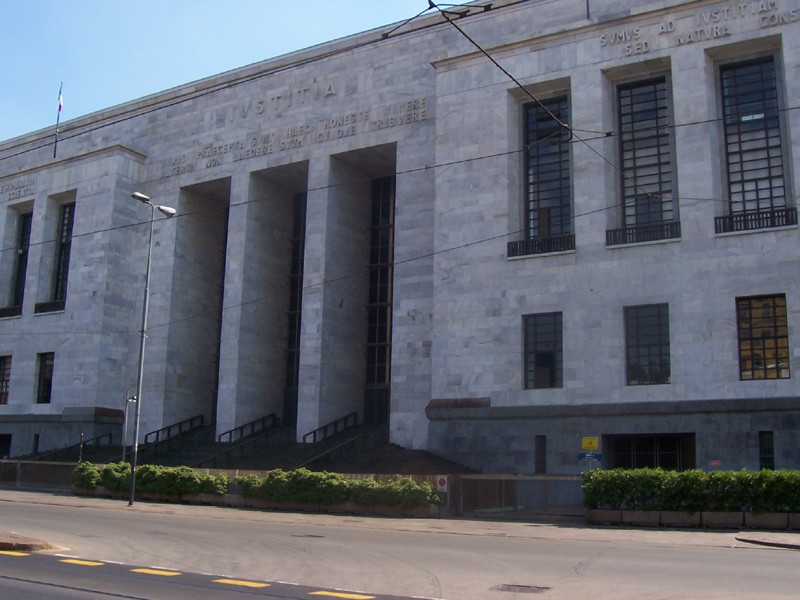
Il Palazzo di Giustizia di Milano, dove aveva sede l'inchiesta Mani pulite

Nel 1990 si sono giocati in Italia i mondiali di Calcio ed il rinnovato stadio Meazza, ingrandito con un nuovo terzo anello, ne è stato uno dei palcoscenici principali. I mondiali sono stati inaugurati proprio nell'impianto sportivo milanese, con l'incontro Argentina-Camerun. In città sono state inaugurate molte opere complementari, in particolare la linea M3 della metropolitana, aperta nel 1990 dopo otto anni di lavori.
Gli anni novanta sono proseguiti con lo scoppio del gigantesco scandalo giudiziario denominato Mani pulite (o Tangentopoli), che segnò bruscamente la fine dell'epoca della Milano da bere: dall'indagine milanese su Mario Chiesa e sul Pio Albergo Trivulzio si arrivò alla scoperta di un sistema di corruzione che coinvolgeva pressoché tutti i partiti politici, anche a livello nazionale.
Queste inchieste hanno rivelato un sistema fraudolento che coinvolgeva la politica e l'imprenditoria. L'impatto mediatico e il clima di sdegno della popolazione che ne sono seguiti sono stati così grandi che tali inchieste hanno avuto come effetto quello di decretare la fine della Prima Repubblica e l'inizio della Seconda Repubblica: partiti come la Democrazia Cristiana si sono sciolti mentre altri, come il Partito Democratico della Sinistra, sono stati fortemente ridimensionati. 

Il Padiglione di Arte Contemporanea squarciato dopo l'esplosione dell'autobomba esplosa il 27 luglio 1993

Le indagini su questo sistema corrotto erano seguite da un pool che aveva sede all'interno del Palazzo di Giustizia di Milano ed era composto da diversi magistrati, tra cui spiccavano Antonio Di Pietro, Gherardo Colombo, Piercamillo Davigo, Ilda Boccassini e Armando Spataro.
Il 20 giugno 1993 è stato eletto sindaco Marco Formentini, in quota Lega Nord, primo sindaco non socialista della città dal 1967, che ha sconfitto il candidato della coalizione di centro-sinistra Nando dalla Chiesa al secondo turno delle elezioni comunali. Poco meno di un mese dopo, il 27 luglio 1993, l'esplosione di una autobomba in via Palestro, presso la Galleria d'arte moderna e il Padiglione di arte contemporanea ha provocato l'uccisione di cinque persone. Tale attentato era inquadrato nella scia degli altri attentati del 1992-1993 compiuti dall'organizzazione criminale siciliana Cosa nostra, che hanno provocato la morte di 21 persone (tra cui i giudici Giovanni Falcone e Paolo Borsellino, attivamente impegnati nella lotta contro Cosa nostra) e gravi danni al patrimonio artistico.
Nel 1997 è stato eletto sindaco Gabriele Albertini, di Forza Italia, che ha avviato numerosi progetti di riqualificazione urbana della città; Albertini è stato rieletto per un secondo mandato nel 2001. Il decennio ha visto anche il proseguire dell'abbandono delle attività industriali e manifatturiere nell'area cittadina e periferica, mentre si sono sviluppate le attività connesse al terziario.

### Il nuovo millennio

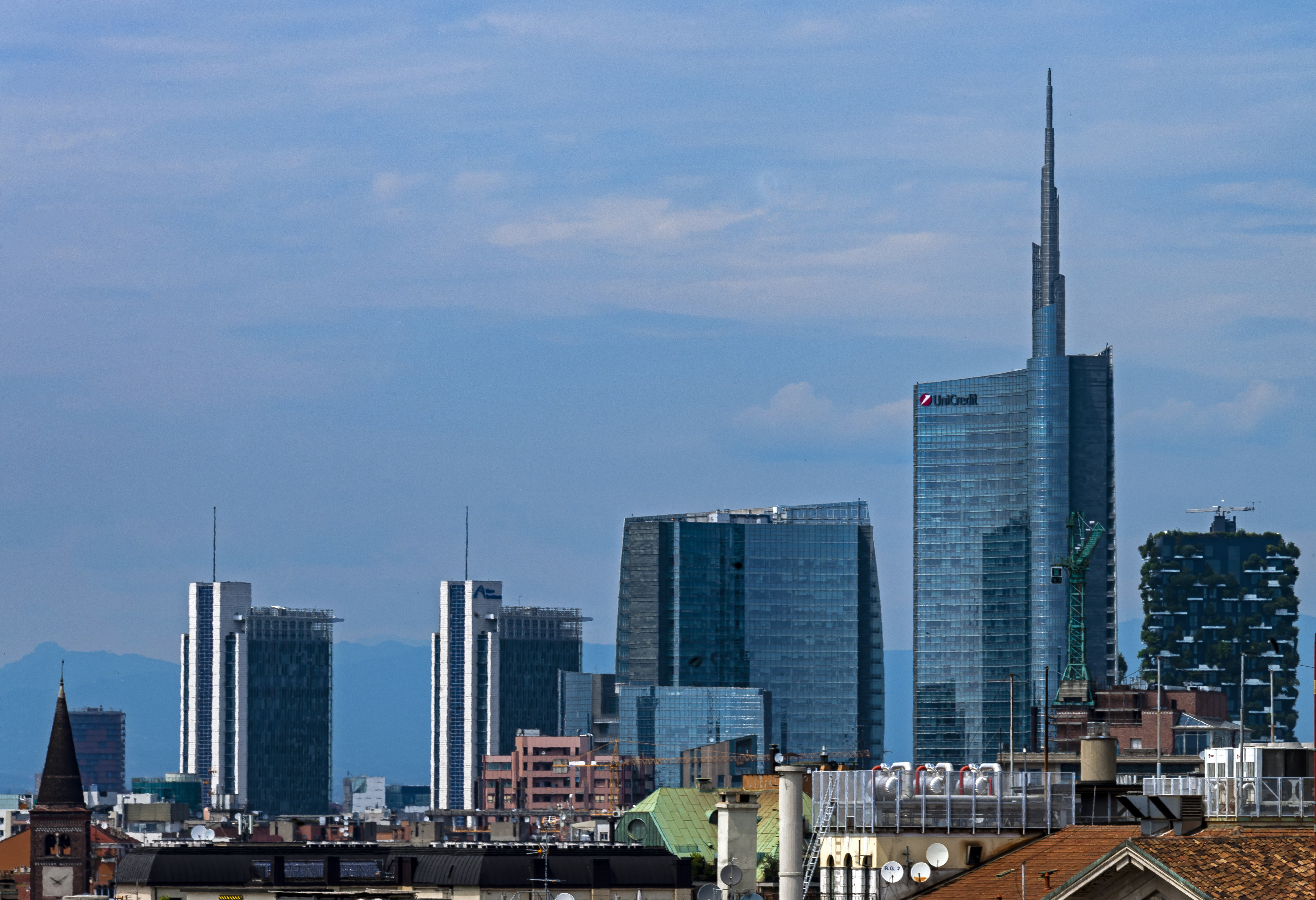
Skyline del Progetto Porta Nuova

L'8 ottobre 2001 la città è stata sconvolta dal più grave incidente aereo della storia d'Italia: alle ore 08:10 locali un McDonnell Douglas MD-87 della compagnia aerea Scandinavian Airlines, in fase di decollo dall'aeroporto di Milano-Linate, è entrato in collisione con un Cessna Citation privato che, a causa della fitta nebbia e della segnaletica poco leggibile, aveva seguito un percorso diverso da quello che gli era stato indicato dalla torre di controllo ed era erroneamente entrato nella pista di decollo. Dopo l'impatto, l'MD-87 si è schiantato contro il deposito bagagli situato sul prolungamento della pista. L'urto e l'incendio successivamente sprigionatosi non hanno lasciato scampo a tutti gli occupanti di entrambi gli aeromobili ed a quattro dei cinque addetti allo smistamento bagagli al lavoro nel deposito. Si sono contate 118 vittime.
Il 18 aprile 2002 la città è stata duramente colpita da un altro grave incidente aereo, quello del Grattacielo Pirelli: un piccolo aereo da turismo svizzero, a seguito di problemi tecnici con il carrello, si è schiantato contro il palazzo regionale, devastandolo ed uccidendo due impiegate che lavoravano al 26º piano, oltre al pilota e unico occupante dell'aereo.

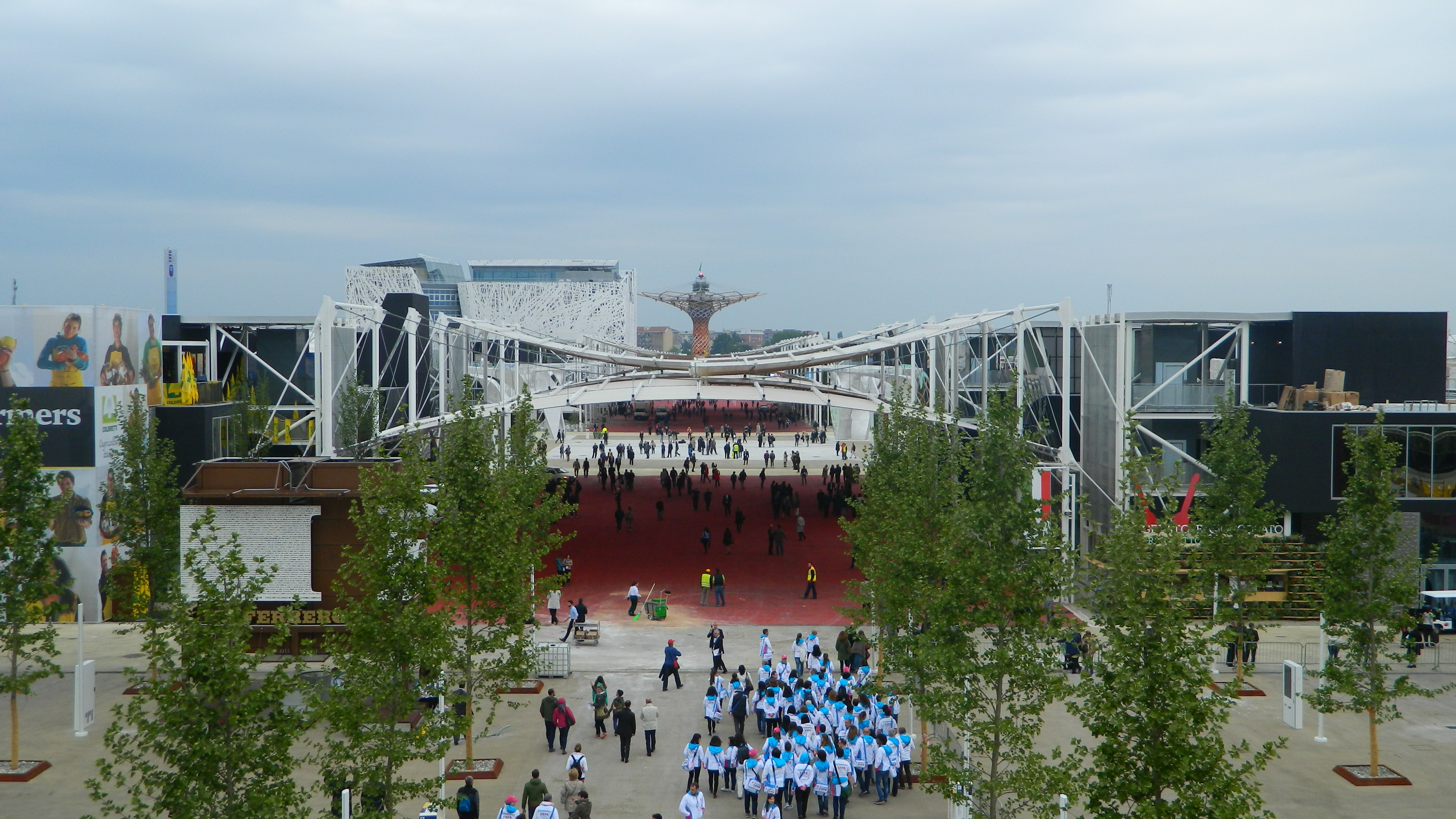
Scorcio dell'Expo 2015, che si è svolto a Milano. Sullo sfondo Palazzo Italia e l'Albero della Vita

È ripresa, dopo una stasi pluridecennale, una nuova importante attività edilizia, con la riqualificazione di grandi aree dismesse o degradate entro il territorio urbano: l'ex area industriale della Bovisa è stata ristrutturata con la trasformazione degli ex-edifici industriali nel secondo campus del Politecnico di Milano, mentre dove sorgevano i complessi industriali nell'area Bicocca è stata costruita la nuova Università degli Studi di Milano-Bicocca.
Il complesso fieristico milanese è stato trasportato a Pero. Al posto della vecchia fiera di Milano è stato realizzato il progetto CityLife, che ha previsto la costruzione di un nuovo quartiere dominato da tre grattacieli, mentre nell'area di Porta Nuova è stato realizzato il Centro direzionale di Milano, previsto fin dal dopoguerra e mai realizzato sino a quel momento, del quale fa parte anche Palazzo Lombardia, ovvero la nuova sede della giunta della Regione Lombardia (mentre il consiglio regionale rimane presso il Grattacielo Pirelli). A sud di Milano, al confine con Rogoredo, nasce il nuovo quartiere di Santa Giulia, sull'area dismessa che era chiamata Montecity.
A maggio 2006 la città elegge il suo primo e finora unico sindaco donna, ovvero Letizia Moratti, già Ministro dell'istruzione, dell'università e della ricerca dei governi Berlusconi II e Berlusconi III, a capo di una coalizione di centro-destra. La successiva amministrazione è quella di Giuliano Pisapia, che riporta la città al centro-sinistra dopo diciotto anni in occasione delle elezioni del 2011, in cui, contro ogni pronostico elettorale, sconfigge la prima cittadina uscente Moratti al ballottaggio. Durante il suo mandato vengono portati a compimento molti progetti in ambito urbanistico, viene realizzata la quarta linea della metropolitana, la M5, e si svolge l'Expo 2015; le rilevanti trasformazioni che interessano Milano in questi anni portano la stampa a parlare di "rinascita" della città. A Pisapia è succeduto nel 2016, sempre in quota centro-sinistra, Giuseppe Sala, già commissario governativo per l'Expo, poi rieletto per un secondo mandato nel 2021. Durante il secondo mandato di Sala, nel novembre 2022, dopo dieci anni di lavori, viene inaugurato il primo tratto della quinta linea della metropolitana, la M4.

## Galleria d'immagini d'epoca

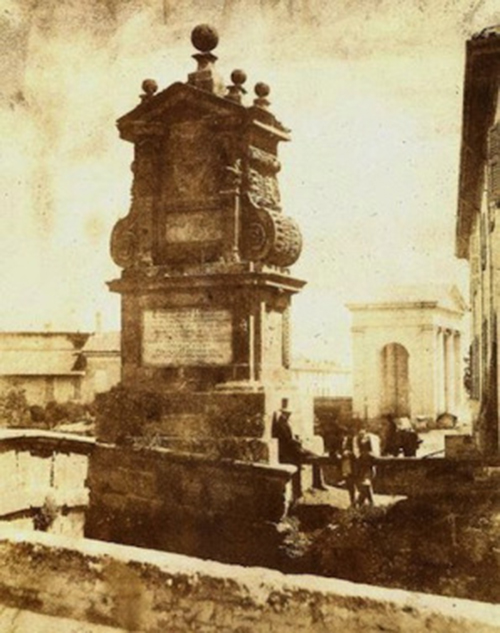
Il Trofeo Fuentes, che era collocato fino al 1872 sull'incile del Naviglio Pavese alla Darsena di Porta Ticinese su una delle prime foto di Milano (1845 circa)
L'accesso al laghetto di Santo Stefano nel 1855, in una delle prime foto di Milano
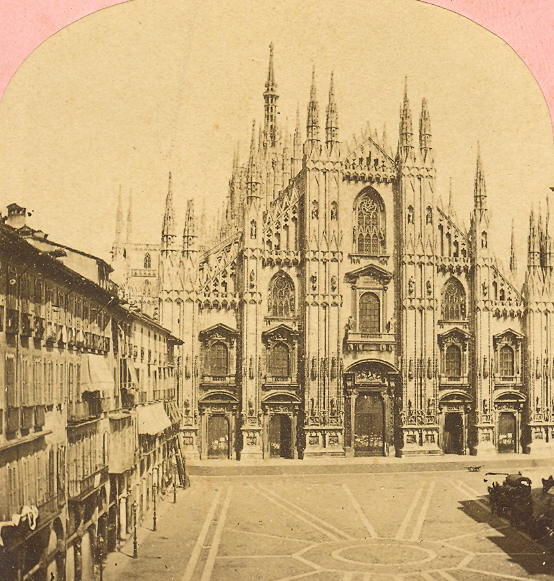
Piazza del Duomo nel 1860 circa. Sulla sinistra si intravede il Coperto dei Figini, che è stato demolito nel 1864 per allargare la piazza
Inizio dei lavori di costruzione della Galleria Vittorio Emanuele II (1865)
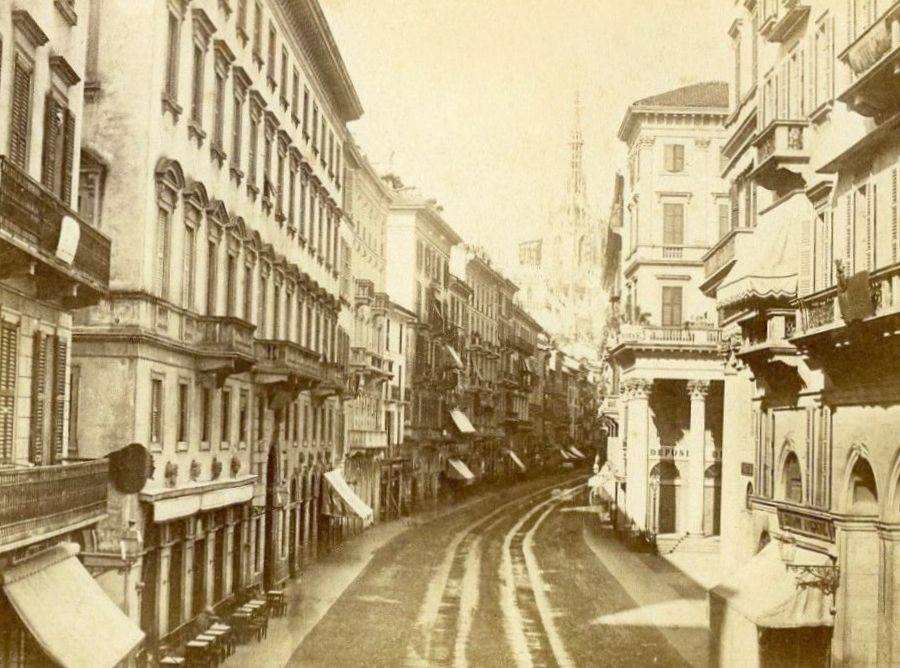
Corso Vittorio Emanuele II nel 1870
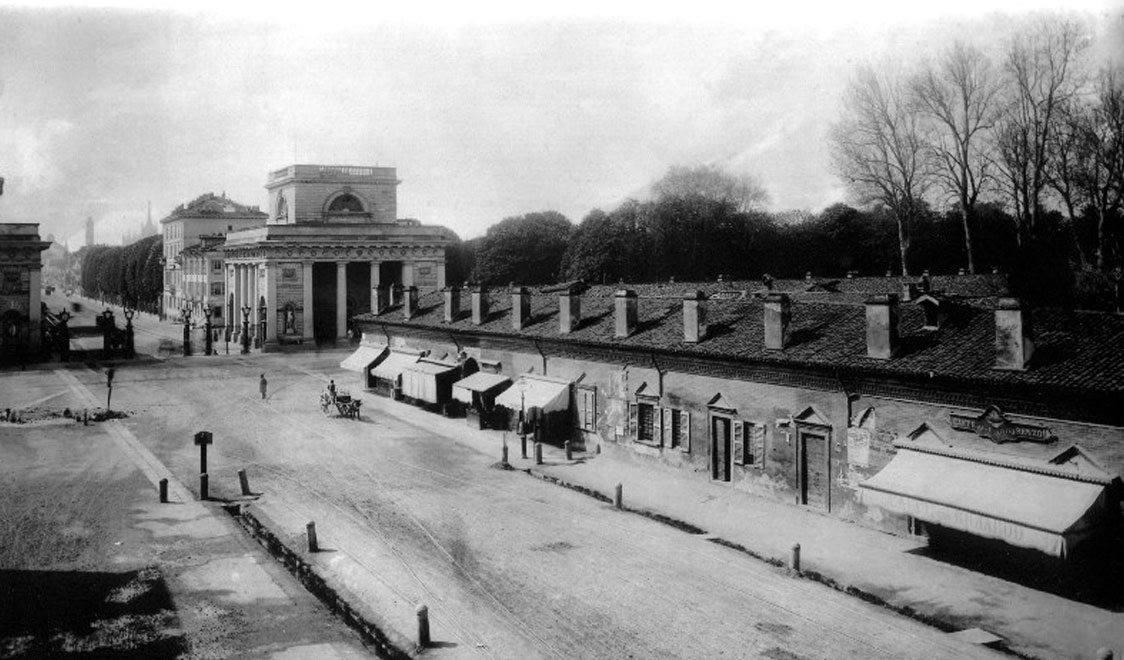
Sulla destra, il Lazzaretto di Milano ancora integro in una foto del 1870, mentre sullo sfondo si vede Porta Venezia. Il vialone che li costeggia diventerà corso Buenos Aires
I portici meridionali di piazza del Duomo in costruzione, 1873
Quartiere del Rebecchino, che venne demolito nel 1875 per allargare piazza del Duomo
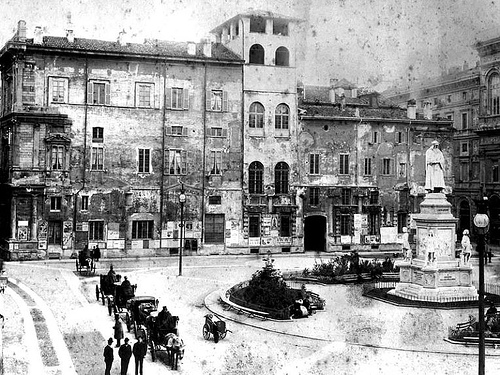
La facciata di Palazzo Marino su piazza della Scala prima del rifacimento portato a termine da Luca Beltrami nel 1892
Le mura spagnole di Milano che costeggiano la Darsena di Porta Ticinese all'inizio del XX secolo
La zona del Cordusio in una foto di fine XIX secolo.
Piazzale Loreto (all'epoca "rondò Loreto") verso la fine del XIX secolo
La Darsena di Milano all'inizio del XX secolo
Lavori di restauro del Castello Sforzesco, che furono opera di Luca Beltrami e che vennero eseguiti dal 1891 al 1905
La stazione di Milano Centrale in costruzione in una foto degli anni venti
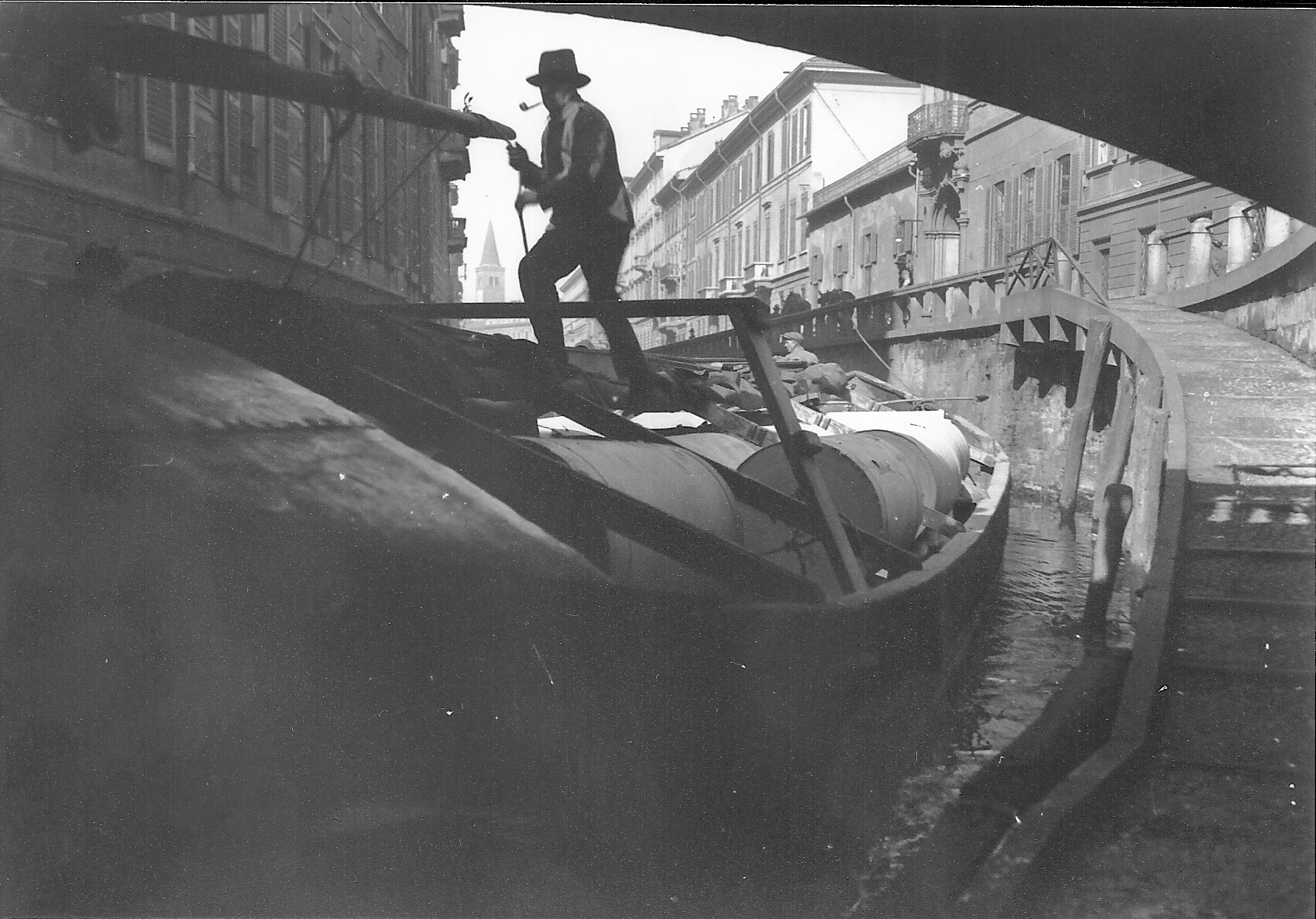
Un barcone carico di bobine di carta per il Corriere della Sera entra in via Fatebenefratelli, lungo la Cerchia dei Navigli
Uno dei mulini che si trovavano lungo via Molino delle Armi, lungo la Cerchia dei Navigli. Questa strada deve il suo nome alla presenza di un antico mulino che serviva ad arrotare le armi[113]
Lo stadio di San Siro poco dopo la sua inaugurazione (1926)
Inizio dei lavori di costruzione dell'Idroscalo di Milano (1928)
Corso Matteotti (all'epoca "Corso Littorio") nel 1930
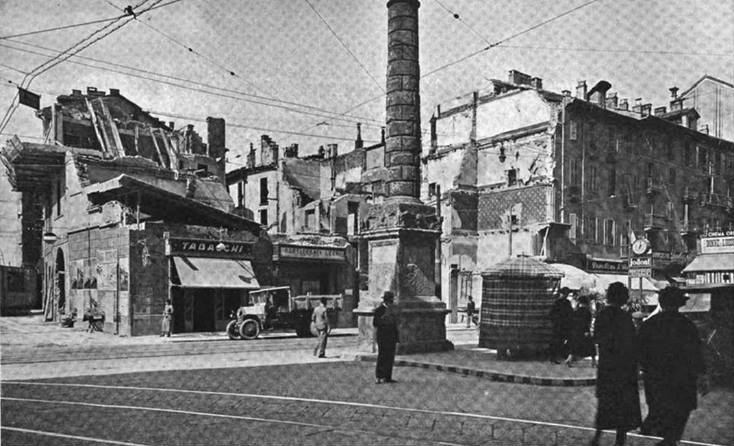
Lavori di realizzazione di piazza San Babila all'angolo tra via Bagutta e corso Venezia (1934-1935)
Piazza del Duomo in un'immagine precedente al 1936, con le due ali sporgenti di Palazzo Reale (chiamate "Manica Lunga") demolite per permettere la realizzazione del Palazzo dell'Arengario
Il laghetto di San Marco
Via del Cappello, nel quartiere Bottonuto, in una foto precedente agli anni trenta del XX secolo. Sulla destra, il sacello di San Satiro
Il piazzale antistante alla vecchia Stazione Centrale di Milano (demolita nel 1931), poi diventato piazza della Repubblica
La roggia Balossa in piazza della Repubblica verso via Tarchetti prima della sua copertura
Scavi in piazza De Angeli per la realizzazione della linea 1 della metropolitana
I lavori di costruzione della stazione di Milano Porta Garibaldi